# Cucurbitaceae

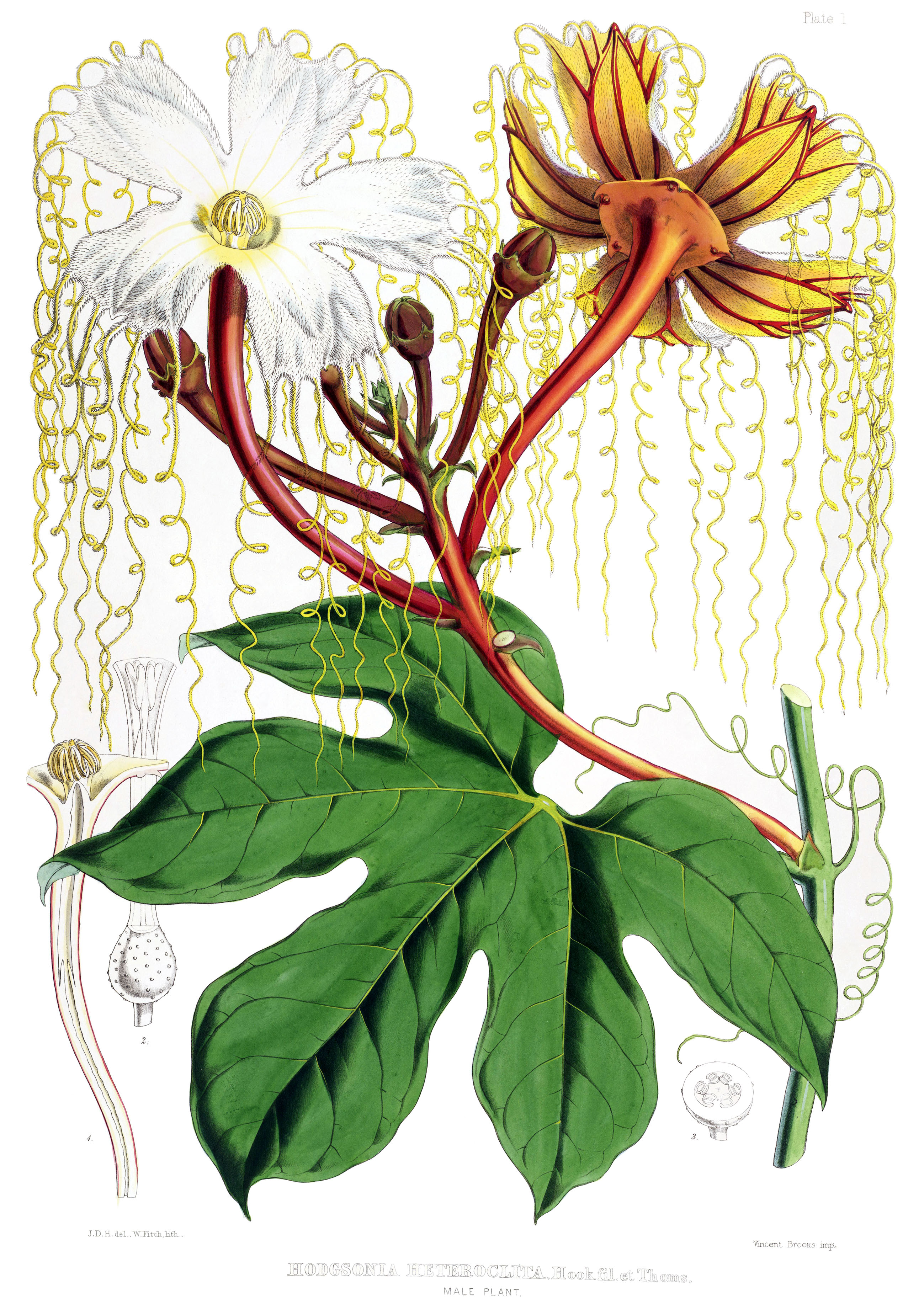
Hodgsonia (planta masculina).

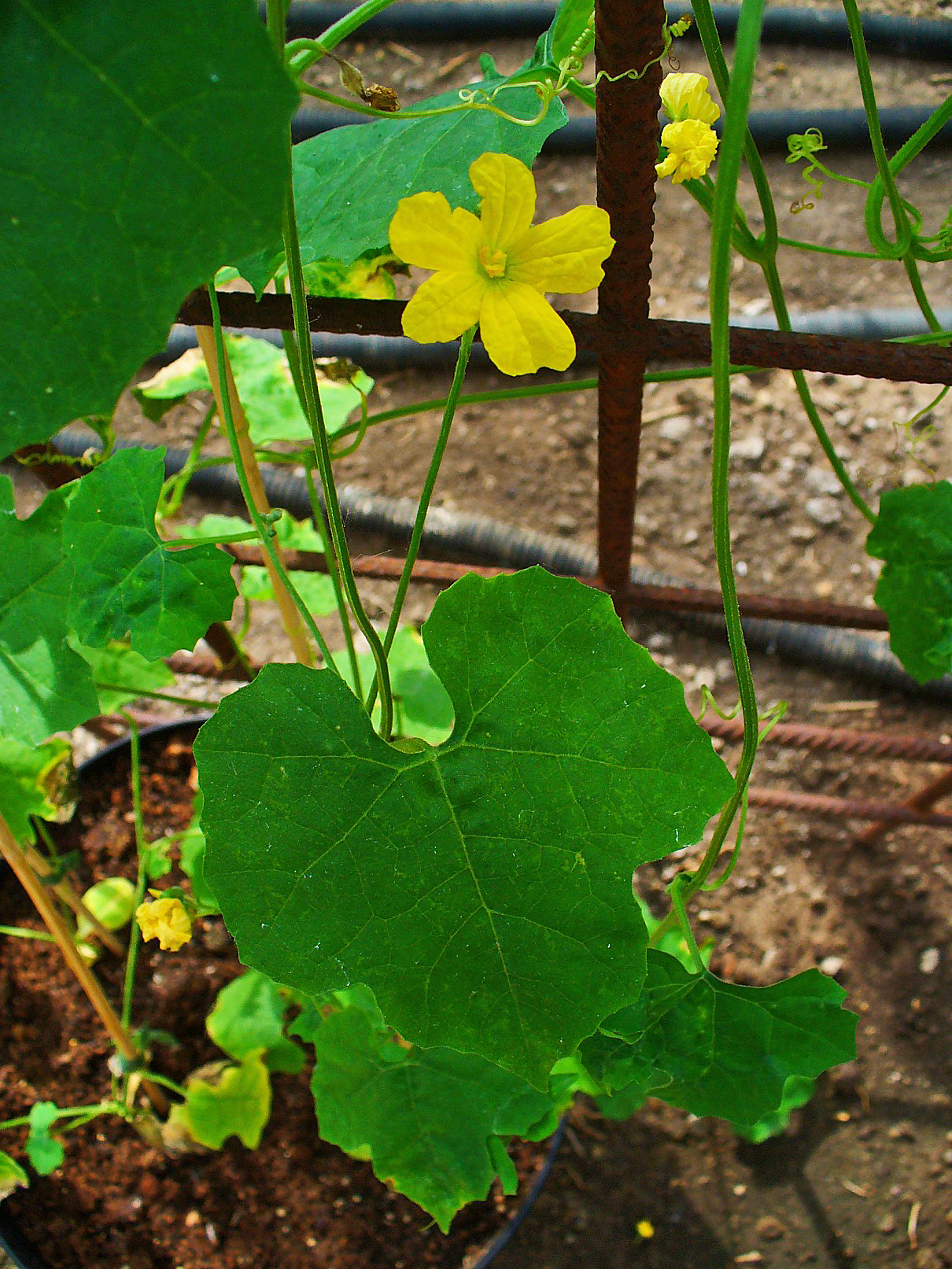
Luffa operculata.

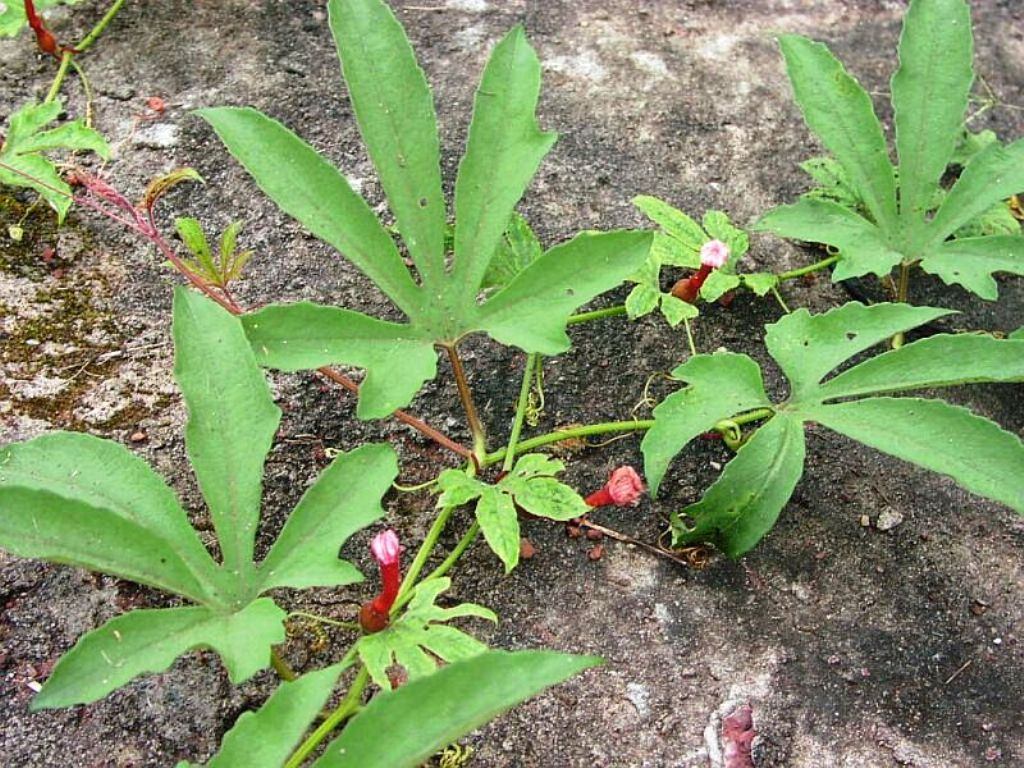
Trichosanthes tricuspidata.

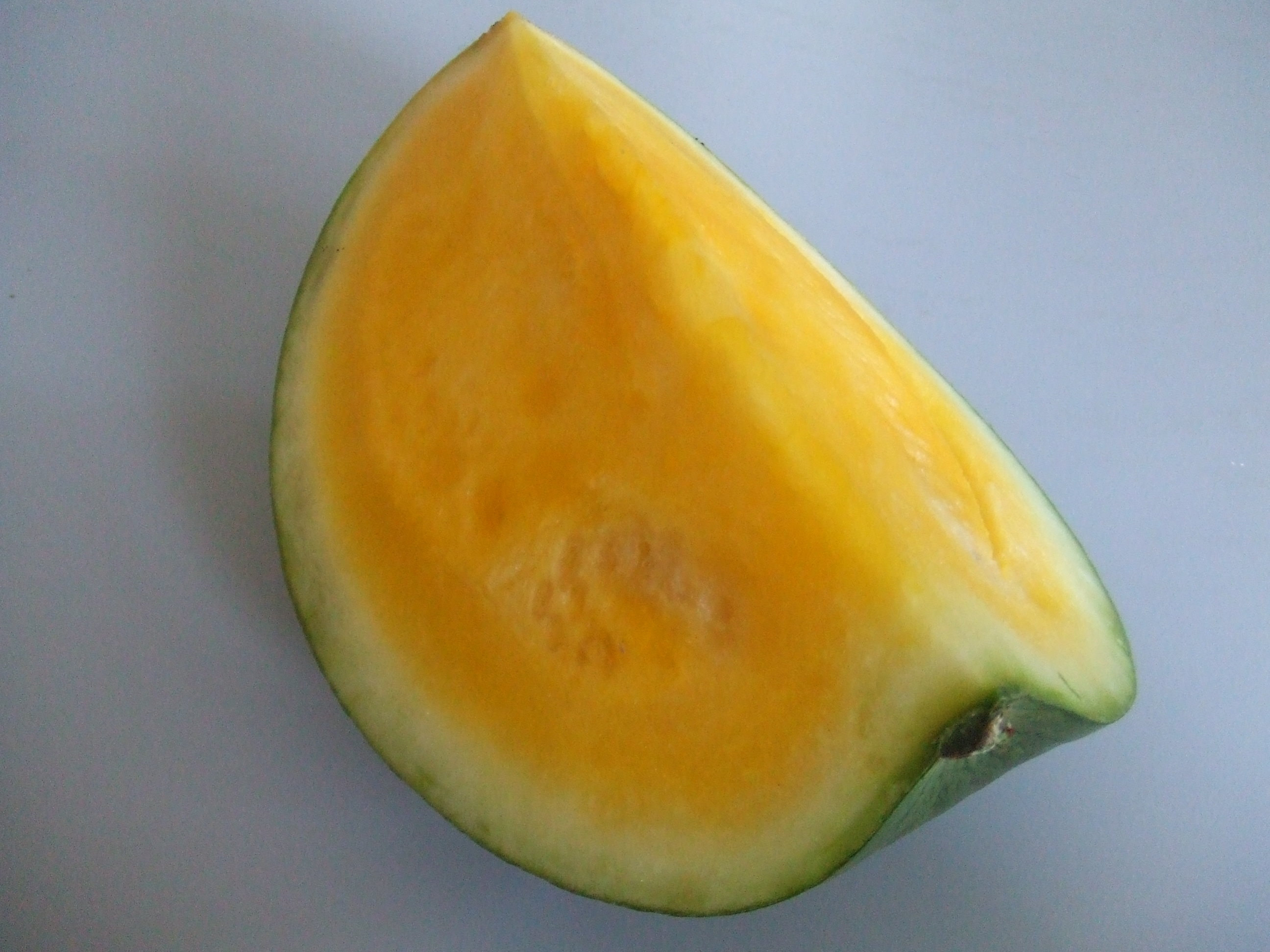
Fruto de Citrullus lanatus.

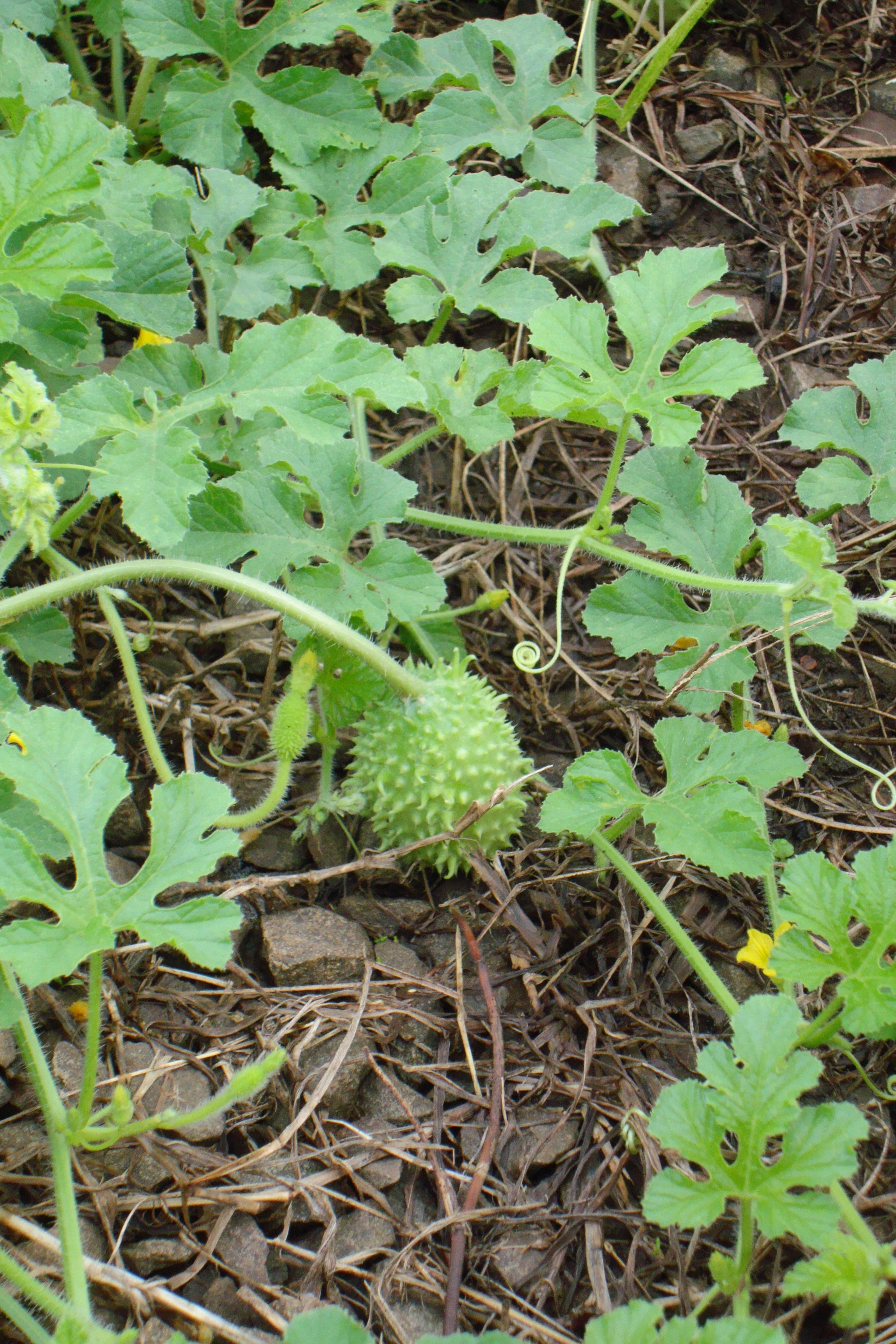
Cucumis anguria.

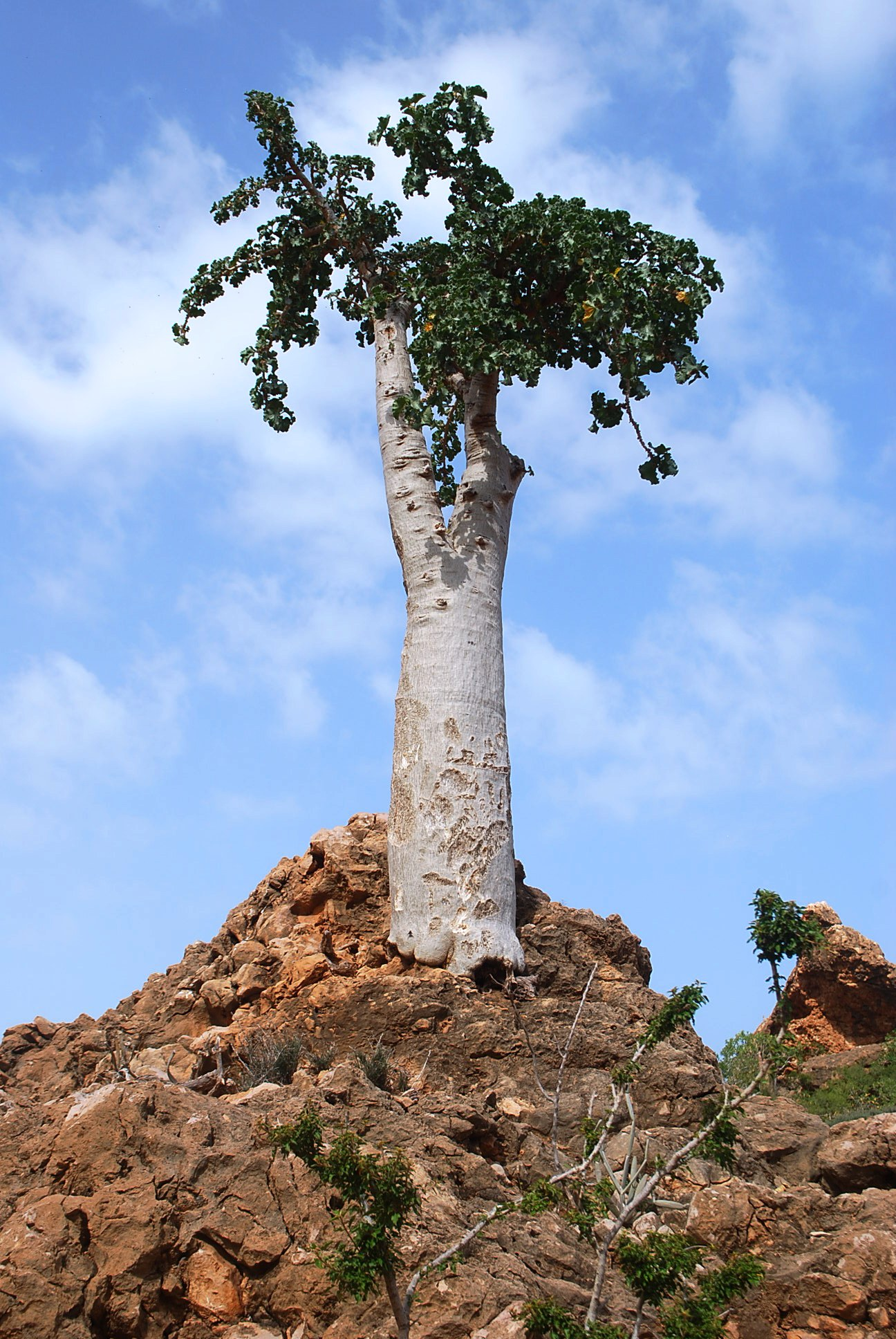
Dendrosicyos socotranus é a única cucurbitácea cujo hábito é arborescente.

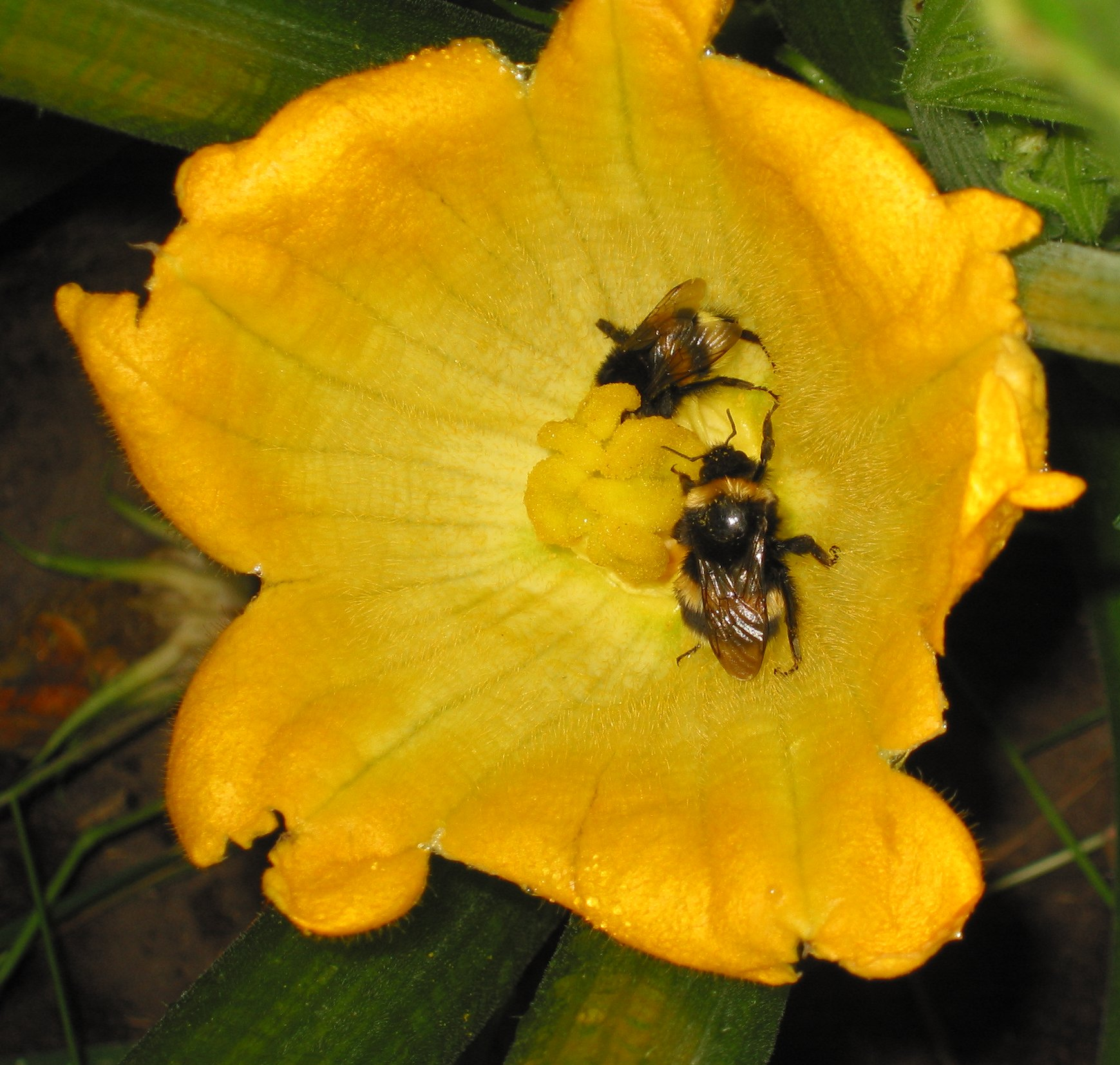
Insetos polinizadores sobre uma flor de Cucurbita pepo.

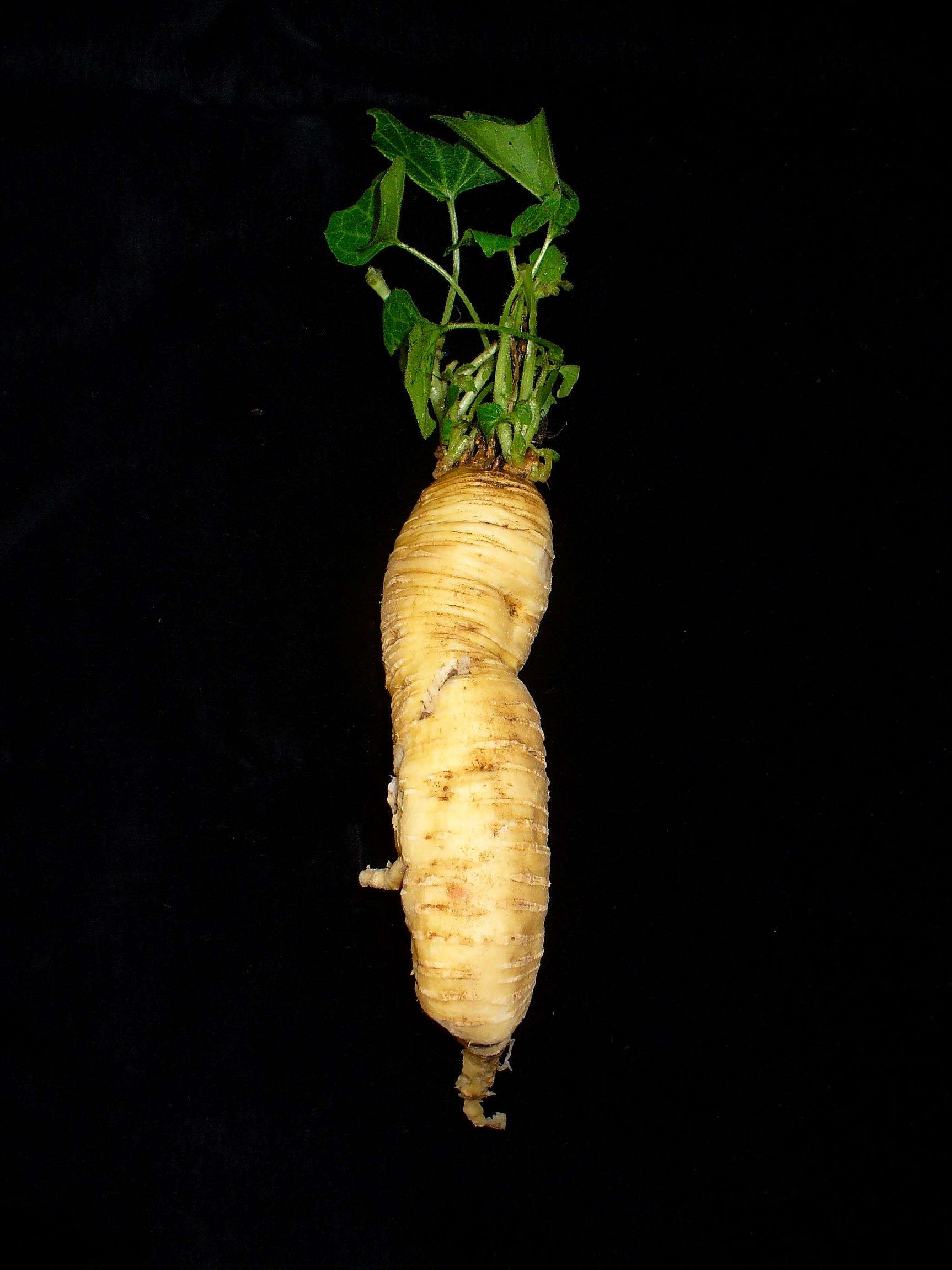
Raiz rizomatosa de Bryonia dioica.

Cucurbitaceae é uma família de plantas com flor pertencente ao clado das fabídeas, que agrupa mais de 975 espécies repartidas por 95 a 98 géneros, repartidos por 15 tribos e duas subfamílias. Constituída maioritariamente por plantas de haste rastejante, rupícolas ou terrícolas, frequentemente com gavinhas de sustentação, inclui algumas espécies de hábito arbustivo, mas apenas uma espécie arbórea (Dendrosicyos socotranus). A família tem distribuição cosmopolita, mas muito maior diversidade nas regiões tropicais e subtropicais. Entre os membros desta família incluem-se espécies cultivadas de grande importância económica, tais como a abóbora, o melão, a melancia, o pepino, a cabaça e a caiota.

## Descrição
As plantas da família Cucurbitaceae, vulgarmente referidas como cucurbitáceas, podem ser dióicas ou monóicas, sendo na sua maioria anuais que morrem imediatamente após produzirem as sementes. Apresentam uma ampla distribuição global, mas ocorrem principalmente nos trópicos e subtrópicos. Os frutos desta família são na sua vasta maioria do tipo pepónio (ou pepónide), frequentemente considerados como um tipo específico de pseudobaga. Todas as espécies são sensíveis à geada.
As Cucurbitaceae são uma família de plantas tipicamente trepadoras por gavinhas, em geral herbáceas geófitas ou anuais, com o ovário ínfero. O fruto imaturo é um pepónio, que ao maturar se diversifica, adaptando-se a diferentes formas de dispersão das sementes.
As plantas desta família produzem cucurbitacinas, compostos que fazem com que a partes vegetativas e os frutos imaturos, e por vezes também os maduros, apresentem um sabor muito amargo e sejam tóxicos para a maioria dos animais. As partes amargas de algumas cucurbitáceas estão entre os sabores mais amargos conhecidos provenientes de plantas. Para além disso, geralmente contêm alcalóides e outras saponinas triterpenóides amargas, tetra ou pentacíclicas.
As cucurbitacinas são um grupo diversificado de compostos, mas partilham uma parte da via biossintética, pois um único gene basta para explicar a presença ou ausência desta família de compostos nas diferentes partes da planta. As variedades cultivadas para consumo humano foram seleccionadas por forma a perderam as cucurbitacinas em alguns órgãos.

### Morfologia
As plantas da família Cucurbitaceae são herbáceas ou lianas sublenhosas e possuem, em geral, gavinhas espiraladas, e muitas vezes ramificadas, que são dispostas lateralmente nos nós. A única espécie com hábito arbóreo em toda a família é Dendrosicyos socotranus, um paquicaule que ganhou o hábito arborescente a partir do hábito trepador ancestral.
A maioria dos membros desta família tem uma raiz principal pronunciada, que atinge cerca de um metro de profundidade no pepino (Cucumis sativus) e mais de dois metros nas abóboras (Cucurbita). Perto da superfície, formam uma densa rede de raízes laterais que cobrem à superfície do solo uma área pelo menos tão grande, se não maior, que os órgãos acima do solo. Nos eixos de avanço das hastes, formam-se raízes adventícias, mesmo sem contacto directo da haste com o solo. Alguns representantes xerófitos formam raízes de armazenamento que lhes permitem sobreviver a períodos secos. Em Acanthosicyos, as raízes atingem 15 metros de profundidade.
As folhas são simples, alternas ou espiraladas, frequentemente palmado-lobadas e com venação palmada. Podem ter as margens mais ou menos serreadas e dentes cucurbitóides (muitas nervuras convergindo no dente e terminando em um ápice glandular expandido e mais ou menos translúcido). Não possuem estípulas. Algumas espécies exibem nectários extraflorais. A maioria das espécies apresenta tricomas (pêlos) simples com parede calcificada e com um cistólito (concreção de carbonato de cálcio) na base.
As flores estão organizadas em inflorescências axilares, variáveis em tipo, às vezes reduzidas a apenas uma flor terminal. As flores são geralmente unissexuais, actinomorfas, com perianto bisseriado e diclamídeo, com hipanto bem desenvolvido. As sépalas são geralmente imbricadas e em número de cinco, quase sempre conatas (intimamente unidas desde a origem) e às vezes reduzidas. As pétalas são geralmente cinco, conatas, campanuladas, com um tubo estreito e lobos expandidos no ápice, ou quase planas. A coloração varia entre o branco, passando pelo amarelo e alaranjado, e o vermelho. É frequente nesta família a ocorrência de flores que se abrem somente por um dia. Os estames são de três à cinco, adnatos ao hipanto, diversamente conatos e modificados, geralmente parecendo ser três ou apenas um, com anteras uniloculares. Os grãos de pólen têm três ou mais sulcos ou poros. Os carpelos são geralmente três, conatos, com ovário ínfero de placentação parietal e geralmente três estigmas. Os óvulos são geralmente numerosos por placenta. Possuem nectários diversos, incluindo extra-florais.
Nas Cucurbitaceae ocorre um fruto do tipo baga modificado que é designado por pepónio (ou pepónide). No fruto do tipo pepónio, o hipanto e o epicarpo formam uma casca coreácea e no interior ocorre crescimento das placentas preenchendo o lóculo. As sementes são achatadas com testa composta por várias camadas, sendo que a mais externa pode ser carnosa. O endosperma é escasso ou ausente.
Por serem vistosas e possuírem néctar, as flores de Cucurbitaceae atraem diversos insectos, aves e morcegos. O androceu possui coloração e aspecto semelhante ao gineceu, pelo que os polinizadores visitam tanto flores estaminadas (masculinas) quanto carpeladas (femininas). A polinização cruzada é promovida pela dioicia e presença de flores unissexuais. A dispersão das bagas é maioritariamente do tipo zoocórico (feita por animais). No género Momordica ocorre abertura espontânea das cápsulas com exposição das sementes que são coloridas e carnosas para dispersão por aves. O género Ecballium tem frutos do tipo elatério que expelem as sementes a largas distâncias.

### Caracteres diferenciais
Como característica morfológica diferenciadora em relação a grupos com hábito semelhante, as Cucurbitaceae apresentam apenas uma folha por nó. Na sua vasta maioria são trepadeiras herbáceas ou lianas com folhas geralmente cobertas por tricomas (pêlos) espessos e ásperos, sem estípulas, com venação palmada. Na axila da folha há geralmente um rebento vegetativo, uma flor, deslocada para o lado, e uma gavinha ramificada, ou alguma organização mais complexa. As plantas são dióicas ou monóicas, e as flores têm hipanto, um androceu complexo, frequentemente formado por anteras onduladas sigmoidais, com uma única teca, e um ovário ínfero com placentação parietal. A corola é geralmente mais ou menos amarela, por vezes avermelhada. As sementes são mais ou menos achatadas.
As cucurbitáceas diferenciam-se das família similares Vitaceae (as vides) e Passifloraceae (maracujá) pela posição das gavinhas, que é lateral em relação ao pecíolo foliar, ou pelo menos não oposta ao pecíolo como em Vitaceae, nem na axila da folha como em Passifloraceae.

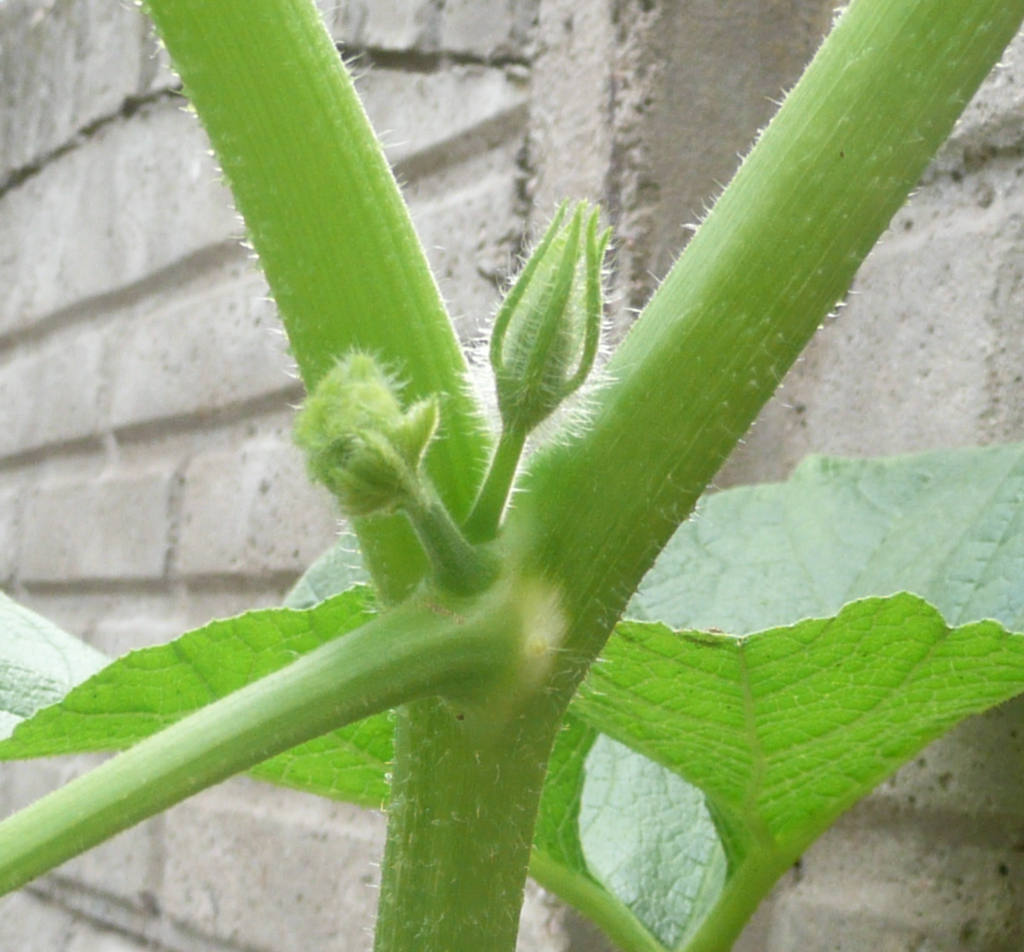
Detalhe de um nó de Cucurbita maxima: gavinha, folha (pecíolo para cima à esquerda), uma gema vegetativa e uma gema floral masculina.
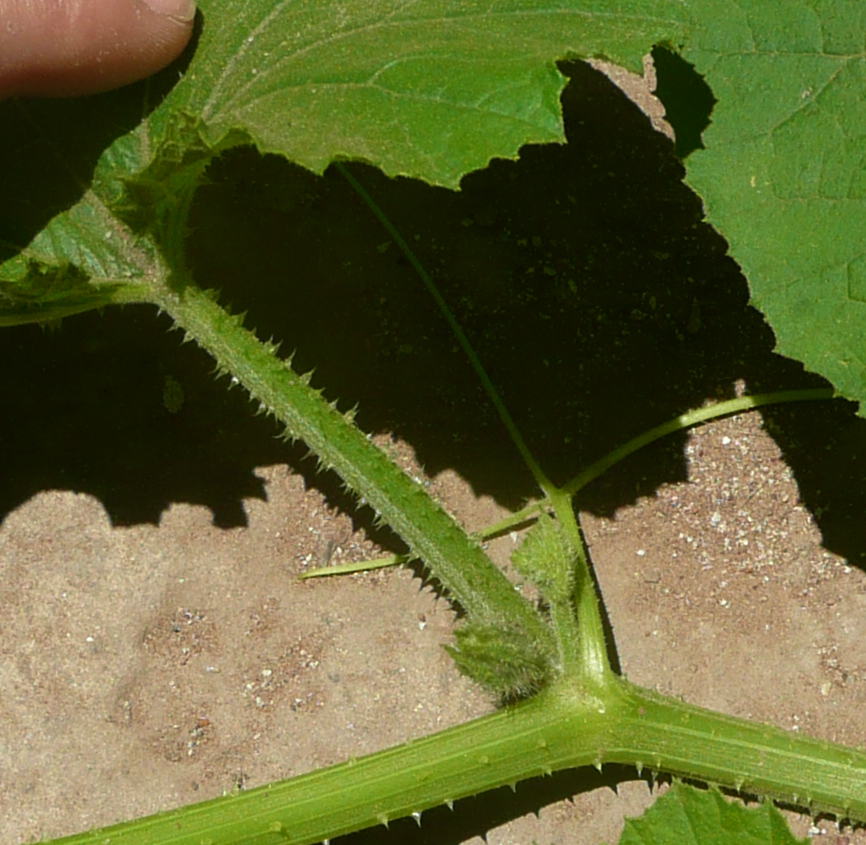
Nó de Cucurbita pepo: gavinha, folha, duas gemas florais masculinas.
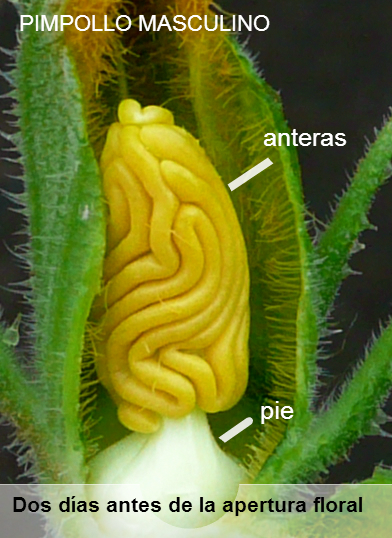
Anteras onduladas sigmoidais nos estames fundidos de uma gema floral masculina de Cucurbita (neste género as anteras ficam rectas ao maturarem).

Na sua presente circunscrição, as Cucurbitaceae são formalmente definidas como «herbáceas rastejantes ou trepadoras mediante gavinhas inseridas nos nós dos caules (gavinhas caulinares); mostram folhas alternas, em geral simples, mais ou menos lobadas, carnosas, ásperas ao tacto (escabras) e com cistólitos. As flores são unissexuais, as masculinas com gineceu vestigial, geralmente monoicas (Bryonia craetica excepcionalmente é dioica), regulares, gamopétalas, pentâmeras, com perianto duplo e estames atípicos: filamento sigmóide rematado por uma antera com uma única teca, estames livres ou soldados em 3 grupos: (2)+(2)+1. Nas formas primitivas apresentam as pétalas livres e o ovário ínfero; algumas apresentam inflorescências cimosas. Os frutos são muito variáveis, mas quase sempre são bagas (Bryonia) ou bagas modificadas (pepónides), mas por vezes apresentam-se como cápsulas (Momordica) ou em elatério (Ecballium)».

### Distribuição
As Cucurbitaceae apresentam uma ampla distribuição cosmopolita, mas ocorrem principalmente nos trópicos e subtrópicos, com poucas espécies de regiões temperadas. A maioria dos centros de diversidade ocorre nas regiões tropicais.

### Usos
Muitas cucurbitáceas apresentam grande importância para a moderna horticultura e vários géneros de abóboras, e muitas outras espécies e variedades de cucurbitáceas de fruto maduro e de fruto imaturo "doce" (não amargo), pertencem a este grupo.
As plantas desta família são cultivadas nos trópicos e nas regiões temperadas, onde com os seus frutos comestíveis estão entre as primeiras plantas cultivadas no Velho e no Novo Mundo. A família Cucurbitaceae está entre as famílias de plantas com maior em número e percentagem de espécies utilizadas como alimento humano.
De entre as mais de 975 espécie e cerca de 95-98 géneros, que se conhecem, as mais importantes do ponto de vista económico pertencem aos seguintes géneros:
- Cucurbita – curgete, abóbora, abóbora-d'água, algumas cabaças;
- Lagenaria – cabaças e outras plantas não comestíveis;
- Citrullus – melancia (Citrullus lanatus, Citrullus colocynthis) e outros;
- Cucumis – pepino (Cucumis sativus), vários melões;
- Momordica – Momordica charantia (melão-amargo);
- Luffa – várias espécies, conhecidas por loofah ou buchas, produzem frutos que quando completamente maduros são fibrosos e esponjosos, são utilizados como esfregão ou esponja corporal para higiene da pele.

Alguns exemplos dessa importância são as abóboras, das quais existem muitas centenas de cultivares (Cucurbita pepo, Cucurbita maxima, Cucurbita moschata e Cucurbita argyrosperma), a gila (Cucurbita ficifolia), o melão (Cucumis melo) e o pepino (Cucumis sativus), a melancia (Citrullus lanatus).
Embora com menos expressão económica, estão a cabaça utilizada para vasilhame, como flutuador e como elemento ressonante em instrumentos musicais (Lagenaria siceraria), a sicana (Sicana odorifera), a esponja vegetal (Luffa), a caiota (Sechium edule), o tacaco (Sechium tacaco) e o chucho-de-vento ou maxixe (Cyclanthera pedata).
Com outras muitas espécies e variedade comestíveis, são cultivadas em África e Ásia múltiplas espécies dos géneros Benincasa, Momordica, Trichosanthes e Coccinia.
Como são espécies de fácil cultivo, muitas espécies e cultivares têm mais importância económica do que normalmente se lhe reconhece, já que são tipicamente utilizadas como alimento de quem as cultiva e para comercialização local nos lugares onde são cultivadas, em sistemas agrícolas pequenos e sustentáveis, cujos dados estatísticos são geralmente ignorados. Praticamente todos as hortas familiares das regiões de climas temperados a quentes cultivam pelo menos uma variedade de fruto comestível pertencente a esta família.

## Filogenia e sistemática
A filogenia das Cucurbitaceae é complexa e tem sido objecto de múltiplos estudos. Um dos mais antigos fósseis de cucurbitáceas até agora identificado foi atribuído a †Cucurbitaciphyllum lobatum, uma espécie do Paleoceno, descoberta em depósitos de Shirley Canal, Montana. Foi inicialmente descrita em 1924 pelo paleobotânico Frank Hall Knowlton. A folha fóssil é palmada, trilobada, com as reentrâncias dos lobos arredondado e margem inteira ou serrada. A presenta um padrão foliar similar aos membros extantes dos géneros Kedrostis, Melothria e Zehneria.

### Filogenia
Cucurbitaceae é uma família monofilética de plantas angiospermas eudicotiledóneas, sendo uma das oito famílias da ordem Cucurbitales, inserida no grupo das fabídeas que, por sua vez, estão inseridas no grande clado das rosídeas. Dentro das Cucurbitales análises filogenéticas indicam Cucurbitaceae como grupo irmão do clado que contém as famílias Tetramelaceae, Datiscaceae e Begoniaceae.
A hipótese filogenética mais consensual de classificação da ordem Cucurbitales em famílias e géneros (com especial detalhe no caso da família Cucurbitaceae dada a sua diversidade e interesse económico) é a adoptada pelo sistema APG IV e tem a por base uma revisão filogenética global do grupo publicada em 2011. A estrutura segue de perto a adoptada na obra de referência The Families and Genera of Vascular Plants (2011) editada por Klaus Kubitzki (o sistema de Kubitzki).
Aceitando o posicionamento da família estabelecido no sistema APG IV (2016), a aplicação das técnicas da filogenética molecular sugere as seguintes relações entre as Cucurbitaceae e as restantes famílias que integram a ordem Cucurbitales:
|  | Corynocarpaceae |
|  |                 |
|  | Coriariaceae    |
|  |                 |

|  | Tetramelaceae                                               |
|  |                                                             |
|  | \| \| Datiscaceae \| \| \| \| \| \| Begoniaceae \| \| \| \| |
|  |                                                             |
|  | Datiscaceae                                                 |
|  |                                                             |
|  | Begoniaceae                                                 |
|  |                                                             |

|  | Datiscaceae |
|  |             |
|  | Begoniaceae |
|  |             |

|  | Tetramelaceae                                               |
|  |                                                             |
|  | \| \| Datiscaceae \| \| \| \| \| \| Begoniaceae \| \| \| \| |
|  |                                                             |
|  | Datiscaceae                                                 |
|  |                                                             |
|  | Begoniaceae                                                 |
|  |                                                             |

|  | Datiscaceae |
|  |             |
|  | Begoniaceae |
|  |             |

|  | Corynocarpaceae |
|  |                 |
|  | Coriariaceae    |
|  |                 |

|  | Tetramelaceae                                               |
|  |                                                             |
|  | \| \| Datiscaceae \| \| \| \| \| \| Begoniaceae \| \| \| \| |
|  |                                                             |
|  | Datiscaceae                                                 |
|  |                                                             |
|  | Begoniaceae                                                 |
|  |                                                             |

|  | Datiscaceae |
|  |             |
|  | Begoniaceae |
|  |             |

|  | Tetramelaceae                                               |
|  |                                                             |
|  | \| \| Datiscaceae \| \| \| \| \| \| Begoniaceae \| \| \| \| |
|  |                                                             |
|  | Datiscaceae                                                 |
|  |                                                             |
|  | Begoniaceae                                                 |
|  |                                                             |

|  | Datiscaceae |
|  |             |
|  | Begoniaceae |
|  |             |

|  | Corynocarpaceae |
|  |                 |
|  | Coriariaceae    |
|  |                 |

|  | Tetramelaceae                                               |
|  |                                                             |
|  | \| \| Datiscaceae \| \| \| \| \| \| Begoniaceae \| \| \| \| |
|  |                                                             |
|  | Datiscaceae                                                 |
|  |                                                             |
|  | Begoniaceae                                                 |
|  |                                                             |

|  | Datiscaceae |
|  |             |
|  | Begoniaceae |
|  |             |

|  | Tetramelaceae                                               |
|  |                                                             |
|  | \| \| Datiscaceae \| \| \| \| \| \| Begoniaceae \| \| \| \| |
|  |                                                             |
|  | Datiscaceae                                                 |
|  |                                                             |
|  | Begoniaceae                                                 |
|  |                                                             |

|  | Datiscaceae |
|  |             |
|  | Begoniaceae |
|  |             |

|  | Corynocarpaceae |
|  |                 |
|  | Coriariaceae    |
|  |                 |

|  | Tetramelaceae                                               |
|  |                                                             |
|  | \| \| Datiscaceae \| \| \| \| \| \| Begoniaceae \| \| \| \| |
|  |                                                             |
|  | Datiscaceae                                                 |
|  |                                                             |
|  | Begoniaceae                                                 |
|  |                                                             |

|  | Datiscaceae |
|  |             |
|  | Begoniaceae |
|  |             |

|  | Tetramelaceae                                               |
|  |                                                             |
|  | \| \| Datiscaceae \| \| \| \| \| \| Begoniaceae \| \| \| \| |
|  |                                                             |
|  | Datiscaceae                                                 |
|  |                                                             |
|  | Begoniaceae                                                 |
|  |                                                             |

|  | Datiscaceae |
|  |             |
|  | Begoniaceae |
|  |             |

|  | Corynocarpaceae |
|  |                 |
|  | Coriariaceae    |
|  |                 |

|  | Tetramelaceae                                               |
|  |                                                             |
|  | \| \| Datiscaceae \| \| \| \| \| \| Begoniaceae \| \| \| \| |
|  |                                                             |
|  | Datiscaceae                                                 |
|  |                                                             |
|  | Begoniaceae                                                 |
|  |                                                             |

|  | Datiscaceae |
|  |             |
|  | Begoniaceae |
|  |             |

|  | Tetramelaceae                                               |
|  |                                                             |
|  | \| \| Datiscaceae \| \| \| \| \| \| Begoniaceae \| \| \| \| |
|  |                                                             |
|  | Datiscaceae                                                 |
|  |                                                             |
|  | Begoniaceae                                                 |
|  |                                                             |

|  | Datiscaceae |
|  |             |
|  | Begoniaceae |
|  |             |

|  | Corynocarpaceae |
|  |                 |
|  | Coriariaceae    |
|  |                 |

|  | Tetramelaceae                                               |
|  |                                                             |
|  | \| \| Datiscaceae \| \| \| \| \| \| Begoniaceae \| \| \| \| |
|  |                                                             |
|  | Datiscaceae                                                 |
|  |                                                             |
|  | Begoniaceae                                                 |
|  |                                                             |

|  | Datiscaceae |
|  |             |
|  | Begoniaceae |
|  |             |

|  | Tetramelaceae                                               |
|  |                                                             |
|  | \| \| Datiscaceae \| \| \| \| \| \| Begoniaceae \| \| \| \| |
|  |                                                             |
|  | Datiscaceae                                                 |
|  |                                                             |
|  | Begoniaceae                                                 |
|  |                                                             |

|  | Datiscaceae |
|  |             |
|  | Begoniaceae |
|  |             |

|  | Corynocarpaceae |
|  |                 |
|  | Coriariaceae    |
|  |                 |

|  | Tetramelaceae                                               |
|  |                                                             |
|  | \| \| Datiscaceae \| \| \| \| \| \| Begoniaceae \| \| \| \| |
|  |                                                             |
|  | Datiscaceae                                                 |
|  |                                                             |
|  | Begoniaceae                                                 |
|  |                                                             |

|  | Datiscaceae |
|  |             |
|  | Begoniaceae |
|  |             |

|  | Tetramelaceae                                               |
|  |                                                             |
|  | \| \| Datiscaceae \| \| \| \| \| \| Begoniaceae \| \| \| \| |
|  |                                                             |
|  | Datiscaceae                                                 |
|  |                                                             |
|  | Begoniaceae                                                 |
|  |                                                             |

|  | Datiscaceae |
|  |             |
|  | Begoniaceae |
|  |             |

|  | Corynocarpaceae |
|  |                 |
|  | Coriariaceae    |
|  |                 |

|  | Tetramelaceae                                               |
|  |                                                             |
|  | \| \| Datiscaceae \| \| \| \| \| \| Begoniaceae \| \| \| \| |
|  |                                                             |
|  | Datiscaceae                                                 |
|  |                                                             |
|  | Begoniaceae                                                 |
|  |                                                             |

|  | Datiscaceae |
|  |             |
|  | Begoniaceae |
|  |             |

|  | Tetramelaceae                                               |
|  |                                                             |
|  | \| \| Datiscaceae \| \| \| \| \| \| Begoniaceae \| \| \| \| |
|  |                                                             |
|  | Datiscaceae                                                 |
|  |                                                             |
|  | Begoniaceae                                                 |
|  |                                                             |

|  | Datiscaceae |
|  |             |
|  | Begoniaceae |
|  |             |

|  | Corynocarpaceae |
|  |                 |
|  | Coriariaceae    |
|  |                 |

|  | Tetramelaceae                                               |
|  |                                                             |
|  | \| \| Datiscaceae \| \| \| \| \| \| Begoniaceae \| \| \| \| |
|  |                                                             |
|  | Datiscaceae                                                 |
|  |                                                             |
|  | Begoniaceae                                                 |
|  |                                                             |

|  | Datiscaceae |
|  |             |
|  | Begoniaceae |
|  |             |

|  | Tetramelaceae                                               |
|  |                                                             |
|  | \| \| Datiscaceae \| \| \| \| \| \| Begoniaceae \| \| \| \| |
|  |                                                             |
|  | Datiscaceae                                                 |
|  |                                                             |
|  | Begoniaceae                                                 |
|  |                                                             |

|  | Datiscaceae |
|  |             |
|  | Begoniaceae |
|  |             |

|  | Corynocarpaceae |
|  |                 |
|  | Coriariaceae    |
|  |                 |

|  | Tetramelaceae                                               |
|  |                                                             |
|  | \| \| Datiscaceae \| \| \| \| \| \| Begoniaceae \| \| \| \| |
|  |                                                             |
|  | Datiscaceae                                                 |
|  |                                                             |
|  | Begoniaceae                                                 |
|  |                                                             |

|  | Datiscaceae |
|  |             |
|  | Begoniaceae |
|  |             |

|  | Tetramelaceae                                               |
|  |                                                             |
|  | \| \| Datiscaceae \| \| \| \| \| \| Begoniaceae \| \| \| \| |
|  |                                                             |
|  | Datiscaceae                                                 |
|  |                                                             |
|  | Begoniaceae                                                 |
|  |                                                             |

|  | Datiscaceae |
|  |             |
|  | Begoniaceae |
|  |             |

|  | Corynocarpaceae |
|  |                 |
|  | Coriariaceae    |
|  |                 |

|  | Tetramelaceae                                               |
|  |                                                             |
|  | \| \| Datiscaceae \| \| \| \| \| \| Begoniaceae \| \| \| \| |
|  |                                                             |
|  | Datiscaceae                                                 |
|  |                                                             |
|  | Begoniaceae                                                 |
|  |                                                             |

|  | Datiscaceae |
|  |             |
|  | Begoniaceae |
|  |             |

|  | Tetramelaceae                                               |
|  |                                                             |
|  | \| \| Datiscaceae \| \| \| \| \| \| Begoniaceae \| \| \| \| |
|  |                                                             |
|  | Datiscaceae                                                 |
|  |                                                             |
|  | Begoniaceae                                                 |
|  |                                                             |

|  | Datiscaceae |
|  |             |
|  | Begoniaceae |
|  |             |

|  | Corynocarpaceae |
|  |                 |
|  | Coriariaceae    |
|  |                 |

|  | Tetramelaceae                                               |
|  |                                                             |
|  | \| \| Datiscaceae \| \| \| \| \| \| Begoniaceae \| \| \| \| |
|  |                                                             |
|  | Datiscaceae                                                 |
|  |                                                             |
|  | Begoniaceae                                                 |
|  |                                                             |

|  | Datiscaceae |
|  |             |
|  | Begoniaceae |
|  |             |

|  | Tetramelaceae                                               |
|  |                                                             |
|  | \| \| Datiscaceae \| \| \| \| \| \| Begoniaceae \| \| \| \| |
|  |                                                             |
|  | Datiscaceae                                                 |
|  |                                                             |
|  | Begoniaceae                                                 |
|  |                                                             |

|  | Datiscaceae |
|  |             |
|  | Begoniaceae |
|  |             |

|  | Corynocarpaceae |
|  |                 |
|  | Coriariaceae    |
|  |                 |

|  | Tetramelaceae                                               |
|  |                                                             |
|  | \| \| Datiscaceae \| \| \| \| \| \| Begoniaceae \| \| \| \| |
|  |                                                             |
|  | Datiscaceae                                                 |
|  |                                                             |
|  | Begoniaceae                                                 |
|  |                                                             |

|  | Datiscaceae |
|  |             |
|  | Begoniaceae |
|  |             |

|  | Tetramelaceae                                               |
|  |                                                             |
|  | \| \| Datiscaceae \| \| \| \| \| \| Begoniaceae \| \| \| \| |
|  |                                                             |
|  | Datiscaceae                                                 |
|  |                                                             |
|  | Begoniaceae                                                 |
|  |                                                             |

|  | Datiscaceae |
|  |             |
|  | Begoniaceae |
|  |             |

|  | Corynocarpaceae |
|  |                 |
|  | Coriariaceae    |
|  |                 |

|  | Tetramelaceae                                               |
|  |                                                             |
|  | \| \| Datiscaceae \| \| \| \| \| \| Begoniaceae \| \| \| \| |
|  |                                                             |
|  | Datiscaceae                                                 |
|  |                                                             |
|  | Begoniaceae                                                 |
|  |                                                             |

|  | Datiscaceae |
|  |             |
|  | Begoniaceae |
|  |             |

|  | Tetramelaceae                                               |
|  |                                                             |
|  | \| \| Datiscaceae \| \| \| \| \| \| Begoniaceae \| \| \| \| |
|  |                                                             |
|  | Datiscaceae                                                 |
|  |                                                             |
|  | Begoniaceae                                                 |
|  |                                                             |

|  | Datiscaceae |
|  |             |
|  | Begoniaceae |
|  |             |

|  | Corynocarpaceae |
|  |                 |
|  | Coriariaceae    |
|  |                 |

|  | Tetramelaceae                                               |
|  |                                                             |
|  | \| \| Datiscaceae \| \| \| \| \| \| Begoniaceae \| \| \| \| |
|  |                                                             |
|  | Datiscaceae                                                 |
|  |                                                             |
|  | Begoniaceae                                                 |
|  |                                                             |

|  | Datiscaceae |
|  |             |
|  | Begoniaceae |
|  |             |

|  | Tetramelaceae                                               |
|  |                                                             |
|  | \| \| Datiscaceae \| \| \| \| \| \| Begoniaceae \| \| \| \| |
|  |                                                             |
|  | Datiscaceae                                                 |
|  |                                                             |
|  | Begoniaceae                                                 |
|  |                                                             |

|  | Datiscaceae |
|  |             |
|  | Begoniaceae |
|  |             |

|  | Corynocarpaceae |
|  |                 |
|  | Coriariaceae    |
|  |                 |

|  | Tetramelaceae                                               |
|  |                                                             |
|  | \| \| Datiscaceae \| \| \| \| \| \| Begoniaceae \| \| \| \| |
|  |                                                             |
|  | Datiscaceae                                                 |
|  |                                                             |
|  | Begoniaceae                                                 |
|  |                                                             |

|  | Datiscaceae |
|  |             |
|  | Begoniaceae |
|  |             |

|  | Tetramelaceae                                               |
|  |                                                             |
|  | \| \| Datiscaceae \| \| \| \| \| \| Begoniaceae \| \| \| \| |
|  |                                                             |
|  | Datiscaceae                                                 |
|  |                                                             |
|  | Begoniaceae                                                 |
|  |                                                             |

|  | Datiscaceae |
|  |             |
|  | Begoniaceae |
|  |             |

Como é patente no cladograma acima, a família Cucurbitaceae é o grupo irmão do clado formado pelas Tetramelaceae, Datiscaceae e Begoniaceae no contexto das Cucurbitales.
A família Cucurbitaceae é tradicionalmente dividida em subfamílias, tribos e subtribos. As duas subfamílias são Nhandiroboideae, com uma única tribo (Zanonieae) e cinco subtribos, e Cucurbitoideae com dez tribos e nove subtribos. Estudos filogenéticos baseados em caracteres moleculares dão suporte à classificação das subfamílias e da maioria das tribos, mas indicam que a maioria das subtribos não são monofiléticas.
A aplicação das técnicas da filogenética molecular sugere as seguintes relações entre as tribos e géneros (alguns géneros têm posição incerta):

### Taxonomia
Lineu na sua obra Species Plantarum (1753) criou o nome genérico Cucurbita L. que naquela descrição inicial continha apenas 5 espécies, das quais na actualidade 3 são consideradas variedades de Cucurbita pepo, enquanto as restantes 2 espécies foram transferidas para outros géneros: a cabaça Lagenaria siceraria; e a melancia Citrullus lanatus. Mais tarde, Antoine-Laurent de Jussieu repartiu os géneros por famílias e utilizou Cucurbita como género tipo da família Cucurbitaceae, publicada na sua obra Genera Plantarum 393–394. 1789.
Na classificação taxonómica de Jussieu (1789), Cucurbitaceae é uma ordem da classe Dicotyledones, Diclinae (flores unissexuadas), Apetalae (não tem corola), com os estames separados; isto é, em uma flor diferente dos pistilos. A ordem, no Sistema de Jussieu, inclui apenas 16 géneros.
Entre os sinónimos taxonómicos para Cucurbitaceae Juss. nom. cons. contam-se: Bryoniaceae G.Mey., Nhandirobaceae T.Lestib. nom. illeg., Zanoniaceae Dumort. e Cyclantheraceae Lilja.
A classificação actual mais consensual é a baseada nas publicações do Angiosperm Philogeny Group (o APG), especialmente a descrição da família e a listagem dos seus géneros. Uma lista das cucurbitáceas da Índia foi recentemente publicada.

### Classificação tribal

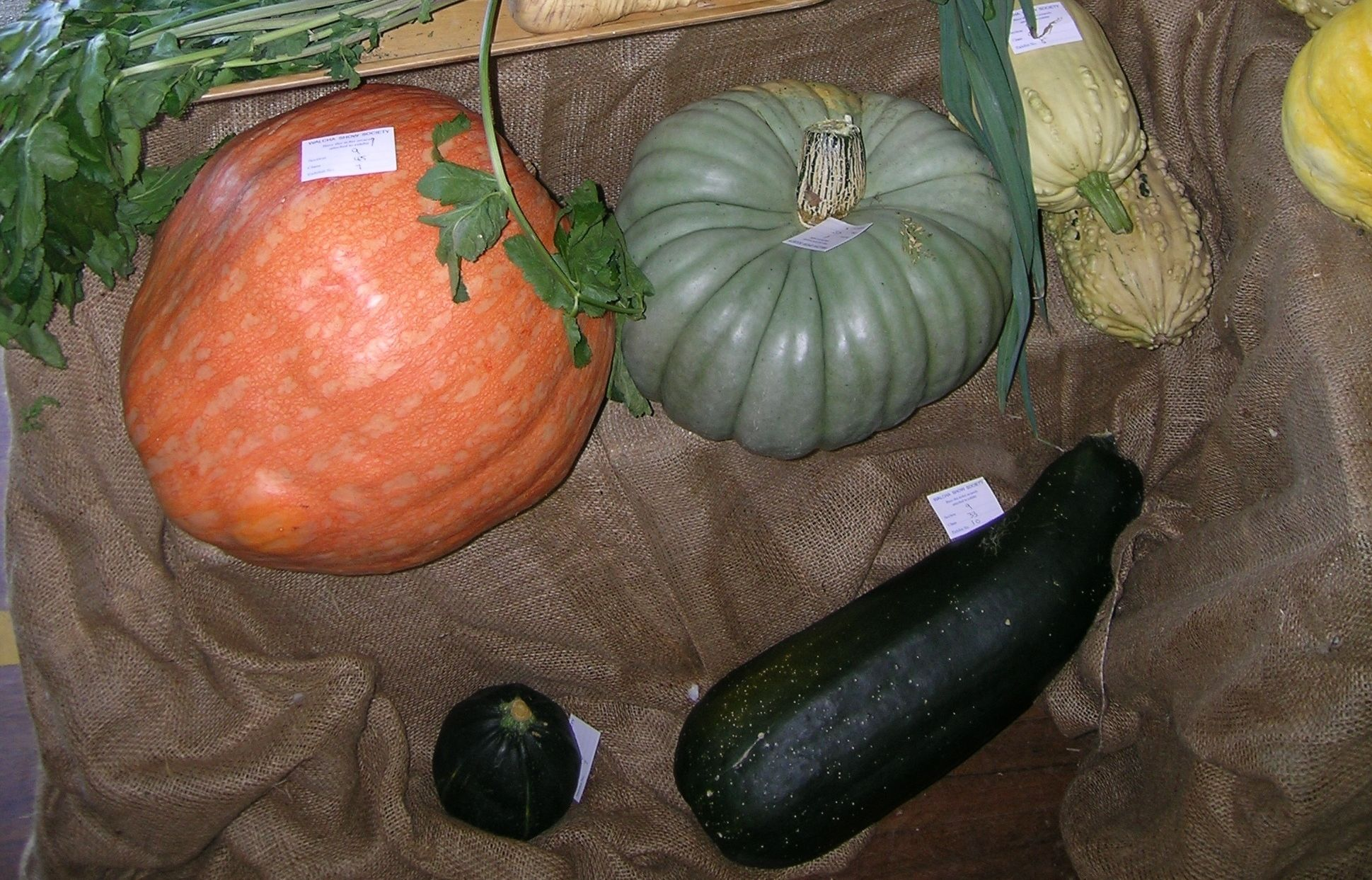
Abóboras numa competição.

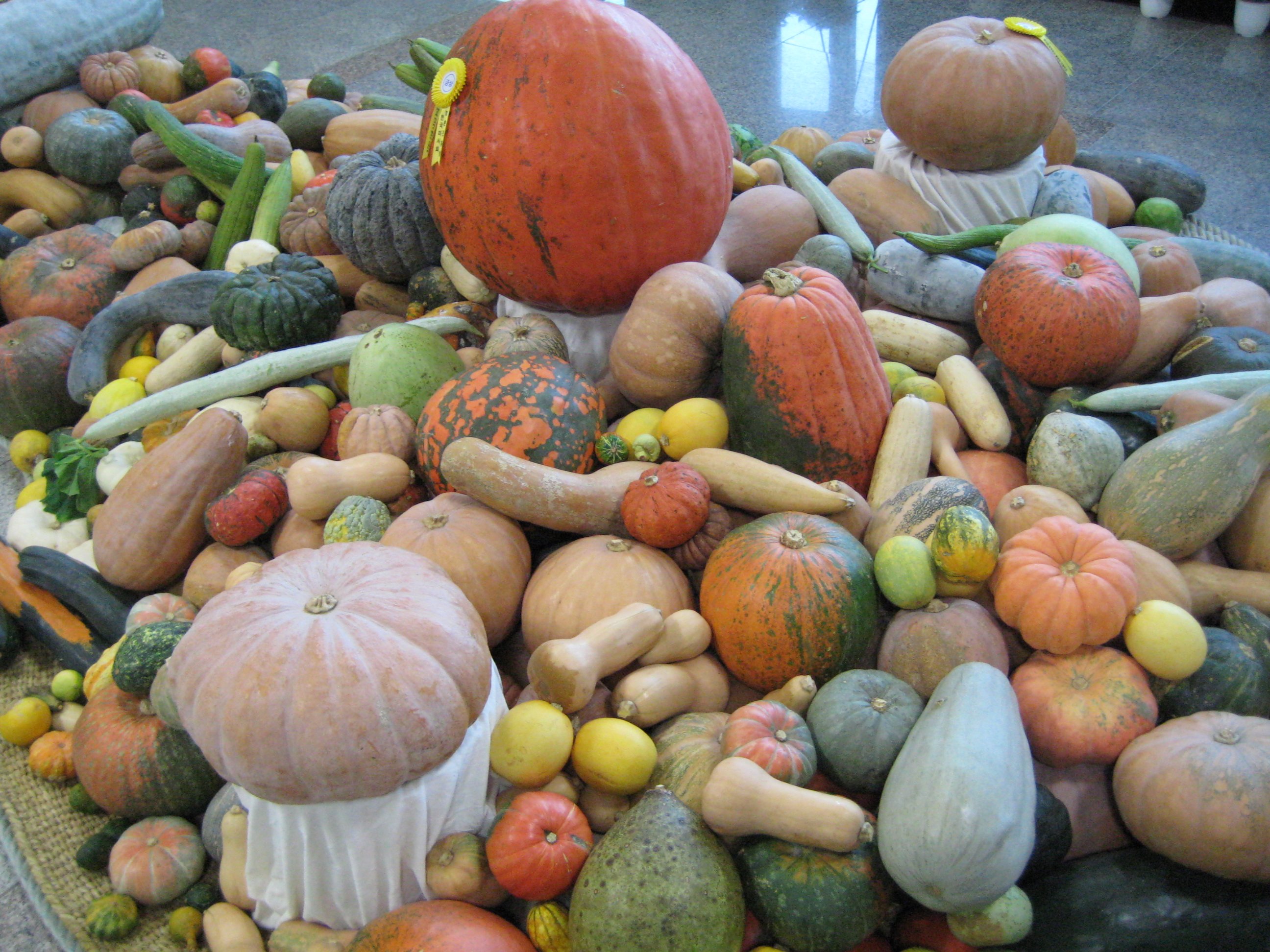
Uma selecção de pepónios em exposição no Genebank, em Suwon (Coreia do Sul).

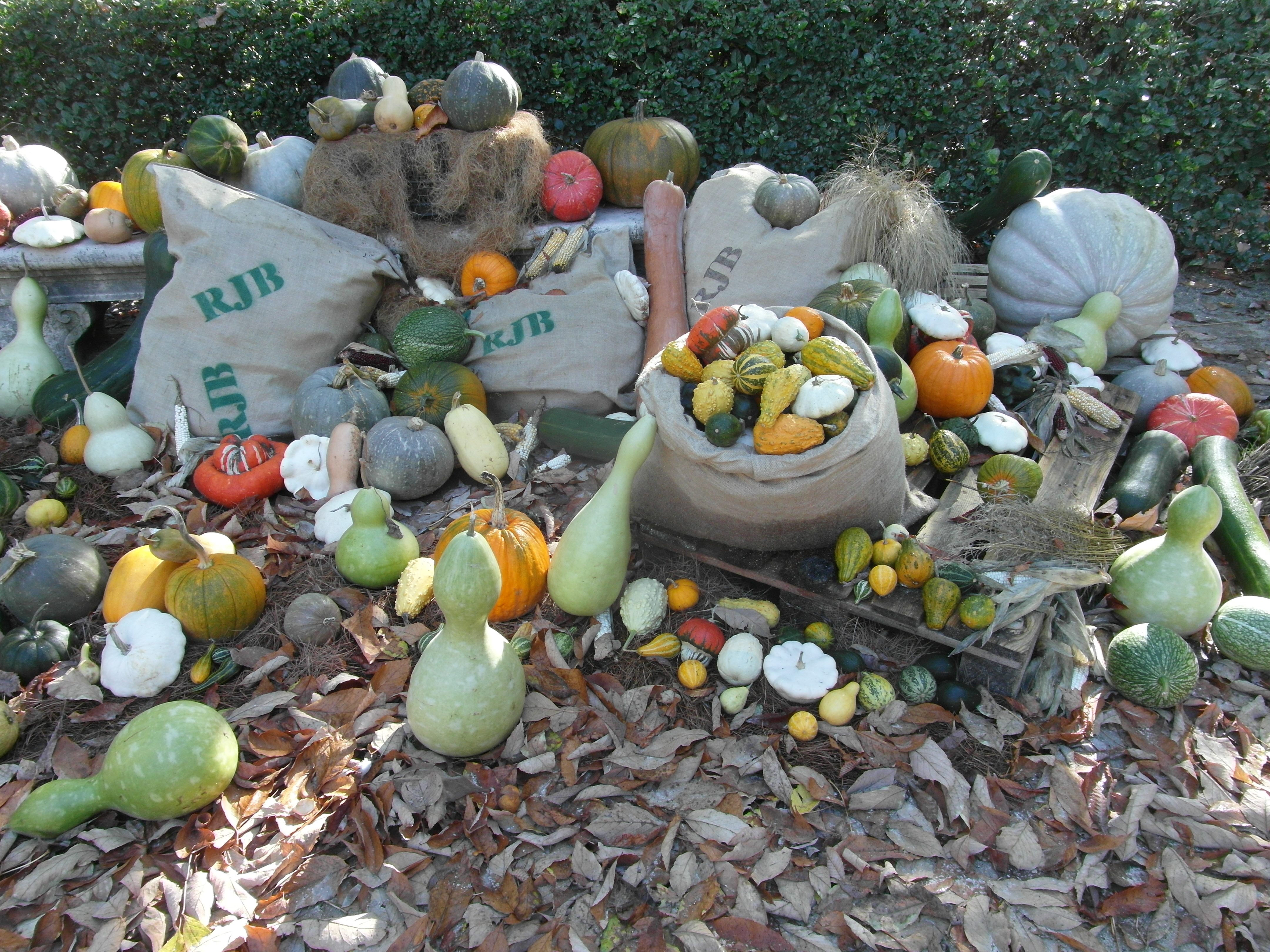
Exposição de abóboras e cabaças no Real Jardín Botánico de Madrid, com o título "Variedades de calabaza".

A classificação mais consensual das Cucurbitaceae estabelece a sua repartição por 15 tribos:
- Tribo Gomphogyneae Benth. & Hook. f. 1867
  - Alsomitra (Blume) Spach 1838 (1 sp.)
  - Bayabusua  (1 sp.)
  - Gomphogyne Griff. 1845 (2 spp.)
  - Gynostemma Blume 1825 (10 spp.)
  - Hemsleya Cogn. ex F.B. Forbes & Hemsl. 1888 (30 spp.)
  - Neoalsomitra Hutch. 1942 (12 spp.)
- Tribo Triceratieae A. Rich. 1845 (= Fevilleeae Benth. & Hook. f. 1867)
  - Anisosperma Silva Manso 1836 (1 sp.)
  - Cyclantheropsis Harms 1896 (3 spp.)
  - Fevillea L. 1753 (8 spp.)
  - Pteropepon (Cogn.) Cogn. 1916 (5 spp.; sin.: Pseudosicydium Harms 1927)
  - Sicydium Schltdl. 1832 (7 spp.; sin: Chalema Dieterle 1980)
- Tribo Zanonieae Benth. & Hook. f. 1867
  - Gerrardanthus Harvey in Hook. f. 1867 (3–5 spp.)
  - Siolmatra Baill. 1885 (1 sp.)
  - Xerosicyos Humbert 1939 (5 spp.; sin.: Zygosicyos Humbert 1945)
  - Zanonia L. 1753 (1 sp.)
- Tribo Actinostemmateae H. Schaef. & S.S. Renner 2011
  - Actinostemma Griff. 1841 (3 spp. sin.: Bolbostemma Franquet 1930)
- Tribo Indofevilleeae H. Schaef. & S.S. Renner 2011
  - Indofevillea Chatterjee 1946 (1 sp.)
- Tribo Thladiantheae H. Schaef. & S.S. Renner 2011
  - Baijiania A.M. Lu & J.Q. Li 1993 (30 spp.; sin.: Sinobaijiania C. Jeffrey & W.J. de Wilde 2006)
  - Thladiantha Bunge 1833 (5 spp.)
- Tribo Siraitieae H. Schaef. & S.S. Renner 2011
  - Siraitia Merr. 1934 (3–4 spp.)
- Tribo Momordiceae H. Schaef. & S.S. Renner 2011
  - Momordica L. 1753 (60 spp.)
- Tribo Joliffieae Schrad. 1838 (= Telfairieae Arn. 1841)
  - Ampelosicyos Thouars 1808 (5 spp.; sin.: Odosicyos Keraudren 1980; Tricyclandra Keraudren 1965)
  - Cogniauxia Baill. 1844 (2 spp.)
  - Telfairia Hook. 1827 (3 spp.)
- Tribo Bryonieae Dumort. 1827
  - Austrobryonia H. Schaef. 2008 (4 spp.)
  - Bryonia L. 1753 (10 spp.)
  - Ecballium A. Rich. 1824 (1 sp.)
- Tribo Schizopeponeae C. Jeffrey 1964
  - Herpetospermum Wall. ex Hook. f. 1867 (3 spp.; sin: Biswarea Cogn. 1882; Edgaria C.B. Clarke 1876)
  - Schizopepon Maxim. 1859 (6–8 spp.)
- Tribo Sicyoeae Schrad. 1838 (= Sicyoideae orth. var.)
  - Cyclanthera Schrad. 1831 (40 spp.; sin.: Cremastopus Paul G. Wilson 1962; Pseudocyclanthera Mart. Crov. 1954; Rytidostylis Hook. & Arn. 1841)
  - Echinocystis Torr. & A. Gray 1840 (1 sp.)
  - Echinopepon Naudin 1866 (20 spp., incluindo Brandegea Cogn. 1890; sin: Apatzingania Dieterle 1974; Vaseyanthus Cogn. 1891)
  - Frantzia Pittier 1910 (5 spp.)
  - Hanburia Seem. 1858 (7 spp.; sin.: Elateriopsis Ernst 1873)
  - Hodgsonia Hook. f. & Thomson 1854 (2 spp.)
  - Linnaeosicyos H. Schaef. & Kocyan 2008 (1 sp.)
  - Luffa Mill. 1754 (5–7 spp.)
  - Marah Kellogg 1854 (7 spp.)
  - Nothoalsomitra Hutch. 1942 (1 sp.)
  - Sicyos L. 1753 (75 spp., incluindo Sechium P. Browne 1756; sin.: Microsechium Naudin 1866; Parasicyos Dieterle 1975; Pterosicyos Brandegee 1914; Sechiopsis Naudin 1866; Sechium P. Browne 1756; Sicyocaulis Wiggins 1970; Sicyosperma A. Gray 1853)
  - Trichosanthes L. 1753 (≤100 spp.; sin.: Gymnopetalum Arn. 1840)
- Tribo Coniandreae Endl. 1839
  - Apodanthera Arn. 1841 (16 spp.; sin.: Guraniopsis Cogn. 1908)
  - Bambekea Cogn. 1916 (1 sp.)
  - Ceratosanthes Adans. 1763 (4 spp.)
  - Corallocarpus Welw. ex Benth. & Hook. f. 1867 (17 spp.)
  - Cucurbitella Walp. 1846 (1 sp.)
  - Dendrosicyos Balf. f. 1882 (1 sp.)
  - Doyerea Grosourdy 1864 (1 sp.)
  - Eureiandra Hook. f. 1867 (8 spp.)
  - Gurania (Schltdl.) Cogn. 1875 (37 spp.)
  - Halosicyos Mart. Crov 1947 (1 sp.)
  - Helmontia Cogn. 1875 (2–4 spp.)
  - Ibervillea Greene 1895 (9–10 spp.; sin.: Dieterlea E.J. Lott 1986)
  - Kedrostis Medik. 1791 (28 spp.)
  - Melotrianthus M. Crovetto 1954 (1–3 spp.)
  - Psiguria Neck. ex Arn. 1841 (6–12 spp.)
  - Seyrigia Keraudren 1960 [1961] (6 spp.)
  - Trochomeriopsis Cogn. 1881 (1 sp.)
  - Tumamoca Rose 1912 (2 spp.)
  - Wilbrandia Silva Manso 1836 (5 spp.)
- Tribo Benincaseae Ser. 1825
  - Acanthosicyos Welw. ex Hook. f. 1867 (1 sp.)
  - Benincasa Savi 1818 (2 spp., incluindo Praecitrullus Pangalo 1944; Praecitrullus Pangalo 1944)
  - Borneosicyos  (1–2 spp.)
  - Cephalopentandra Chiov. 1929 (1 sp.)
  - Citrullus Schrad. 1836 (4 spp.)
  - Coccinia Wight & Arn. 1834 (30 spp.)
  - Ctenolepis Hook. f. 1867 (3 spp.; sin.: Zombitsia Keraudren 1963)
  - Cucumis L. 1753 (65 spp.; sin.: Cucumella Chiov. 1929; Dicaelosperma Pax 1889; Mukia Arn. 1840; 'Myrmecosicyos C. Jeffrey 1962; Oreosyce Hook. f. 1871)
  - Dactyliandra Hook. f. 1871 (2 spp.)
  - Diplocyclos (Endl.) T. Post & Kuntze 1903 (4 spp.)
  - Indomelothria  (2 spp.)
  - Khmeriosicyos  (1 sp.)
  - Lagenaria Ser. 1825 (6 spp.)
  - Lemurosicyos Keraudren 1963 [1964] (1 sp.)
  - Melothria L. 1753 (12 spp.; sin.: Cucumeropsis Naudin 1866; Melancium Naudin 1862; Posadaea Cogn. 1890)
  - Muellerargia Cogn. 1881 (2 sp.)
  - Papuasicyos  (8 spp.; sin.: Urceodiscus)
  - Peponium Engl. 1897 (20 spp.)
  - Raphidiocystis Hook. f. 1867 (5 spp.)
  - Ruthalicia C. Jeffrey 1962 (2 spp.)
  - Scopellaria W.J. de Wilde & Duyfjes 2006 (2 spp.)
  - Solena Lour. 1790 (3 spp.)
  - Trochomeria Hook. f. 1867 (8 spp.)
  - Zehneria Endl. 1833 (ca. 60 spp.; sin.: Anangia W.J. de Wilde & Duyfjes 2006; Neoachmandra W.J. de Wilde & Duyfjes 2006)
- Tribo Cucurbiteae Ser. 1825
  - Abobra Naudin 1862 (1 sp.)
  - Calycophysum H. Karst. & Triana 1854 [1855] (5 spp.)
  - Cayaponia Silva Manso 1836 (50–59 spp., incluindo Selysia Cogn. 1881)
  - Cionosicys Griseb. 1864 [1860] (4–5 spp.)
  - Cucurbita L. 1753 (15 spp.)
  - Penelopeia Urb. 1921 (2 spp.; sin.: Anacaona Alain 1980)
  - Peponopsis Naudin 1859 (1 sp.)
  - Polyclathra Bertol. 1840 (6 spp.)
  - Schizocarpum Schrad. 1830 (11 spp.)
  - Sicana Naudin 1862 (4 spp.)
  - Tecunumania Standl. & Steyerm. 1944 (1 sp.)

## Diversidade
A família Cucurbitaceae apresenta uma enorme diversidade de espécies e uma enorme diversidade morfológica, particularmente no que concerne ao fruto. Como muitas espécies produzem frutos comestíveis, para além daquelas que são objecto de cultura comercial, existem centenas de cultivares que apenas têm expressão local, particularmente nas regiões tropicais. O géneros apresentados são apenas uma pequena amostra, pretendendo-se apenas demonstrar a variabilidade morfológica e de usos.
Género Luffa
O fruto de Luffa após amadurecer é um pixídio com mesocarpo fibroso.

Luffa
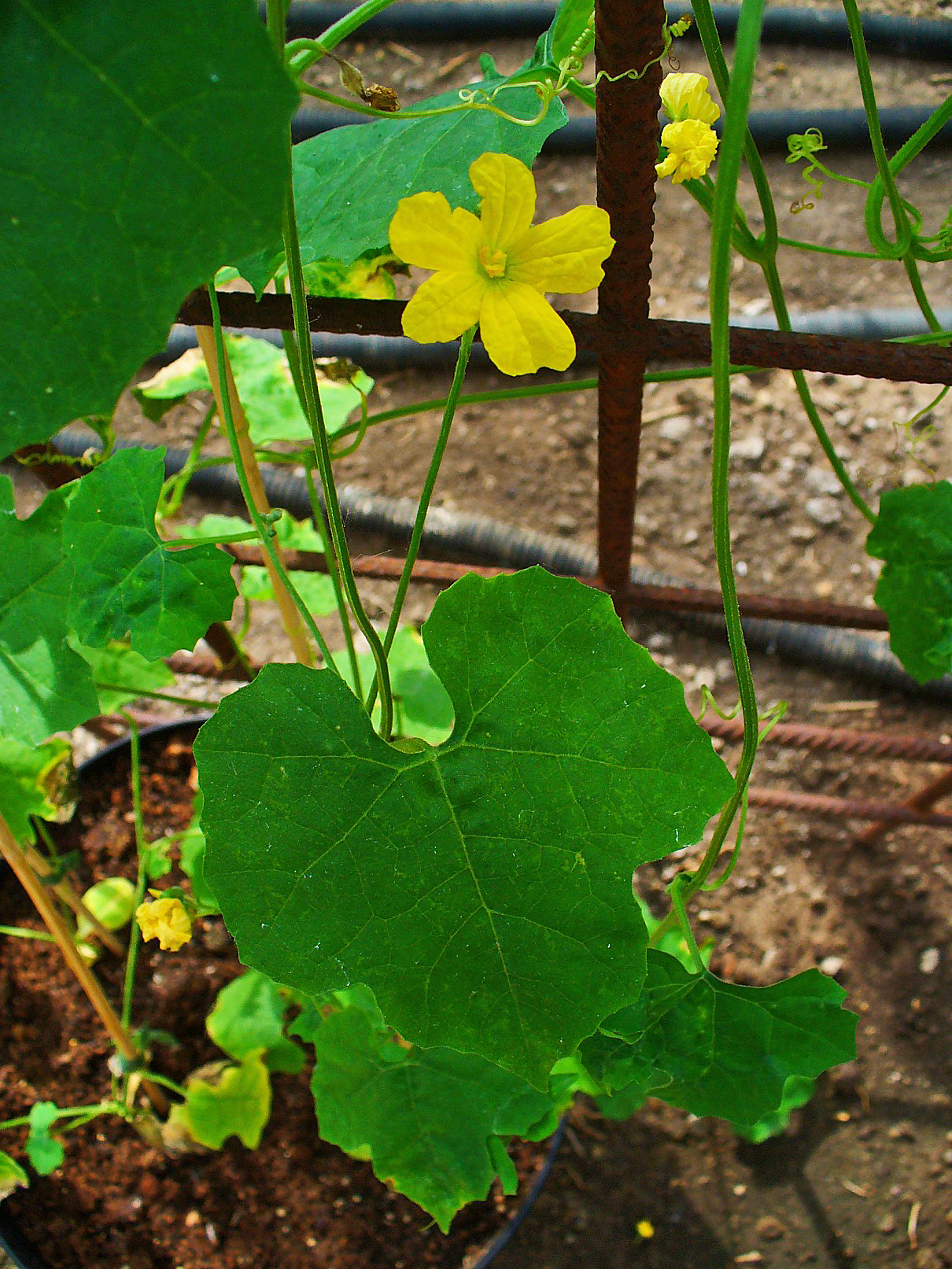
Vista distal da flor
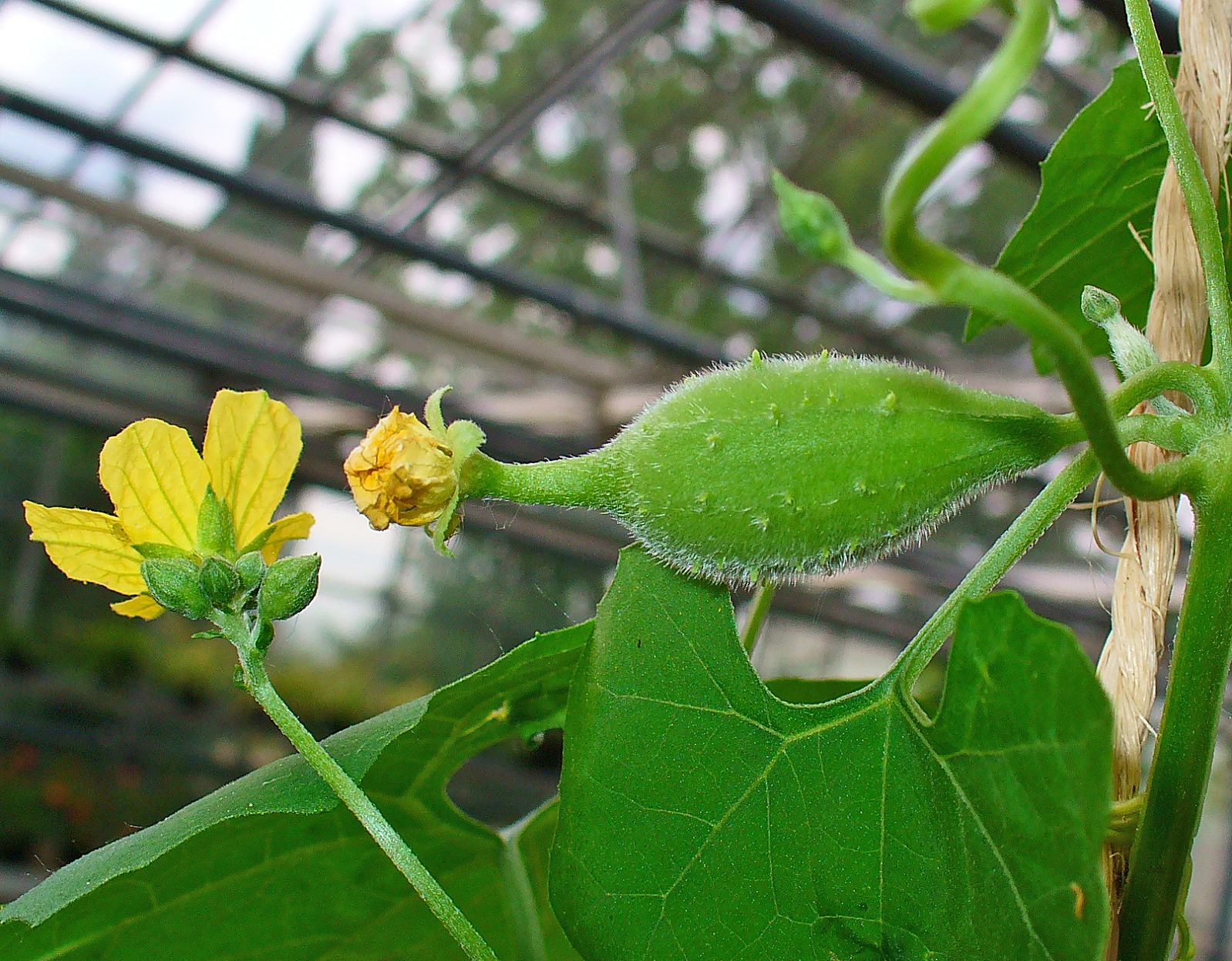
Vista lateral da flor masculina (esquerda), gemas masculinas da inflorescência e flor feminina com as pétalas já encerrados (direita).
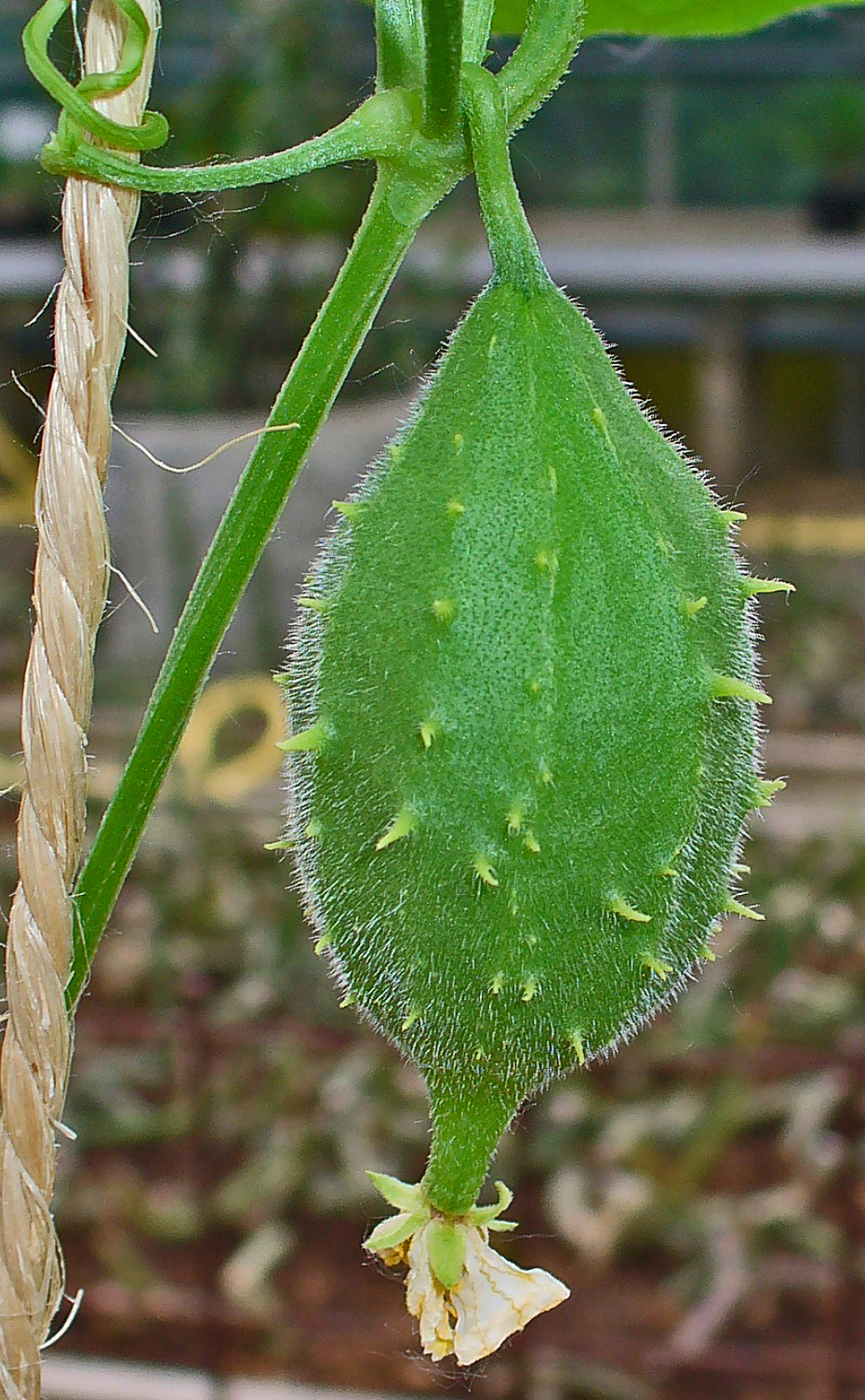
Fruto maturando, pétalas murchas.
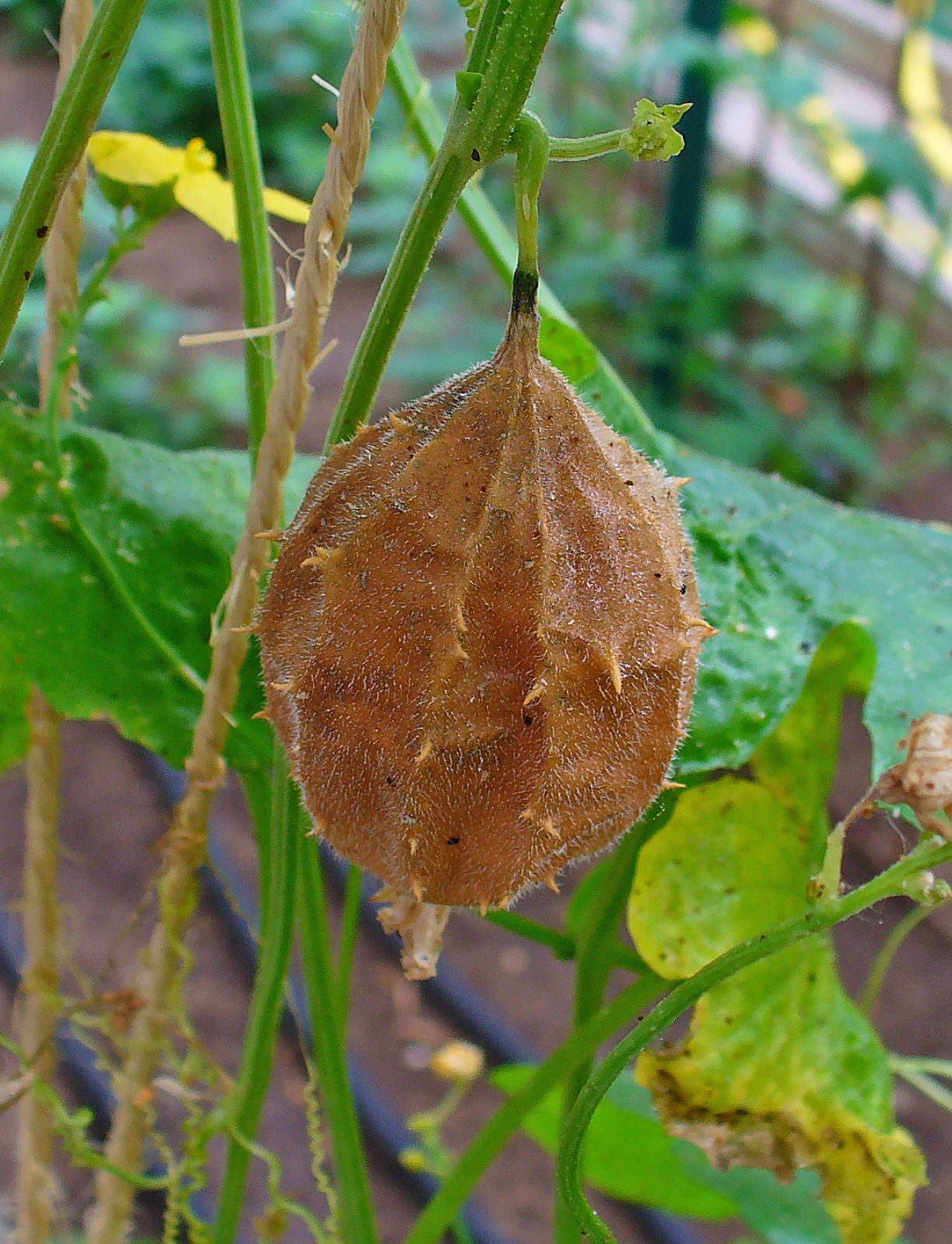
Fruto maduro, pedúnculo a murchar.
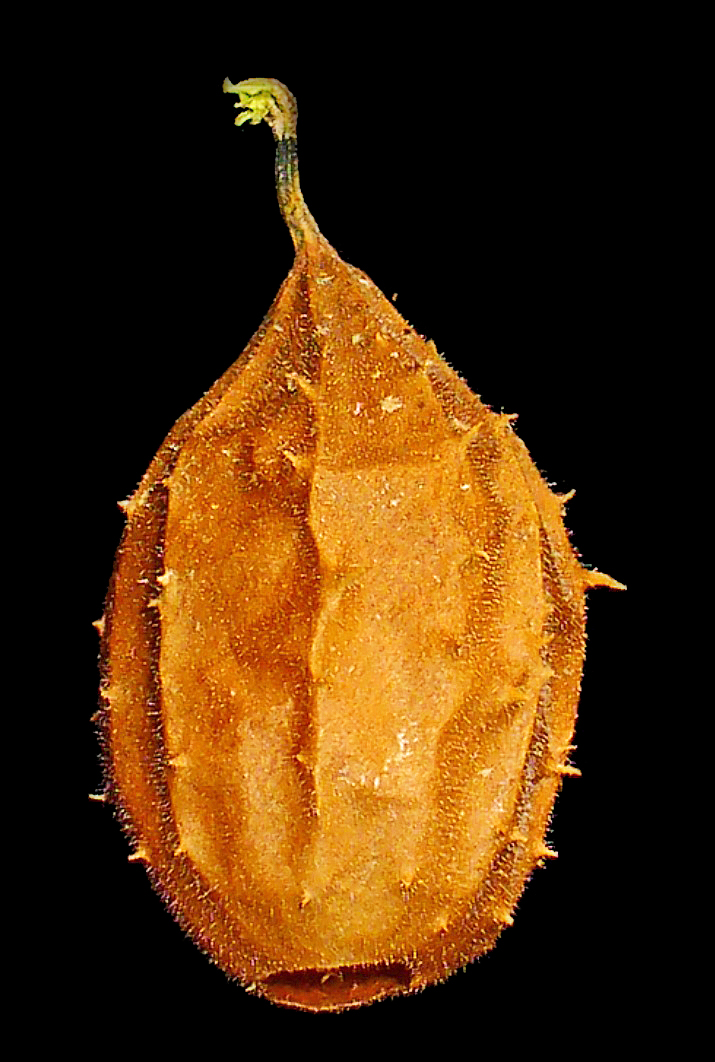
Fruto maduro, pedúnculo murcho, opérculo desprendido no sector distal.
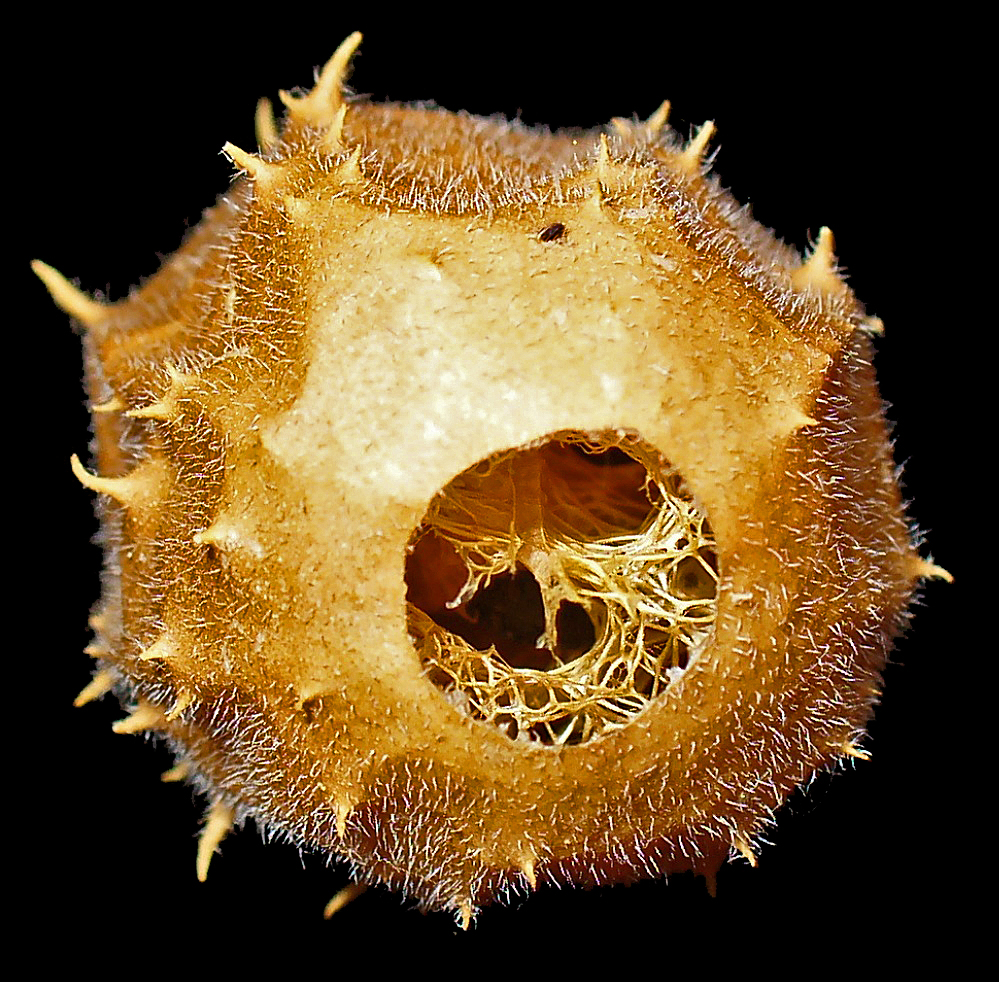
Vista distal, as sementes saem stravés do opérculo, mesocarpo fibroso.
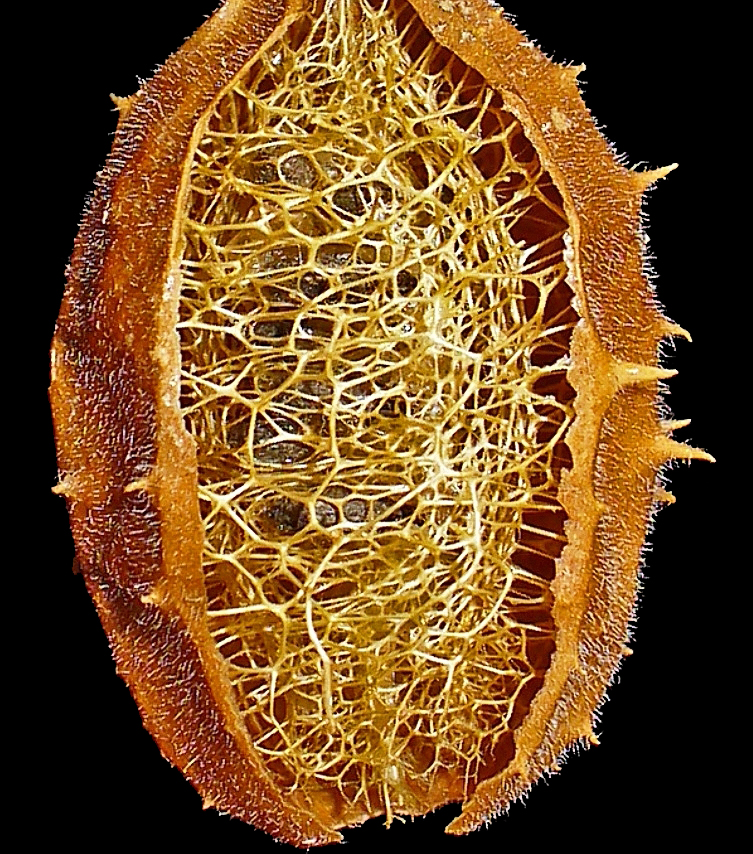
Vista lateral, parte do exocarpo removida.
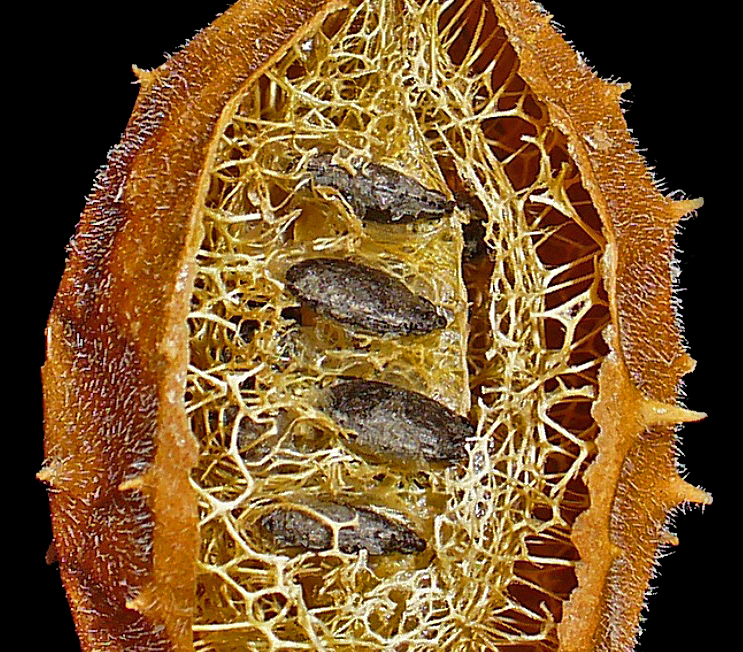
Exocarpo e parte do mesocarpo fibroso removidas, com as sementes aplanadas orientadas horizontalmente ao longo do eixo floral.
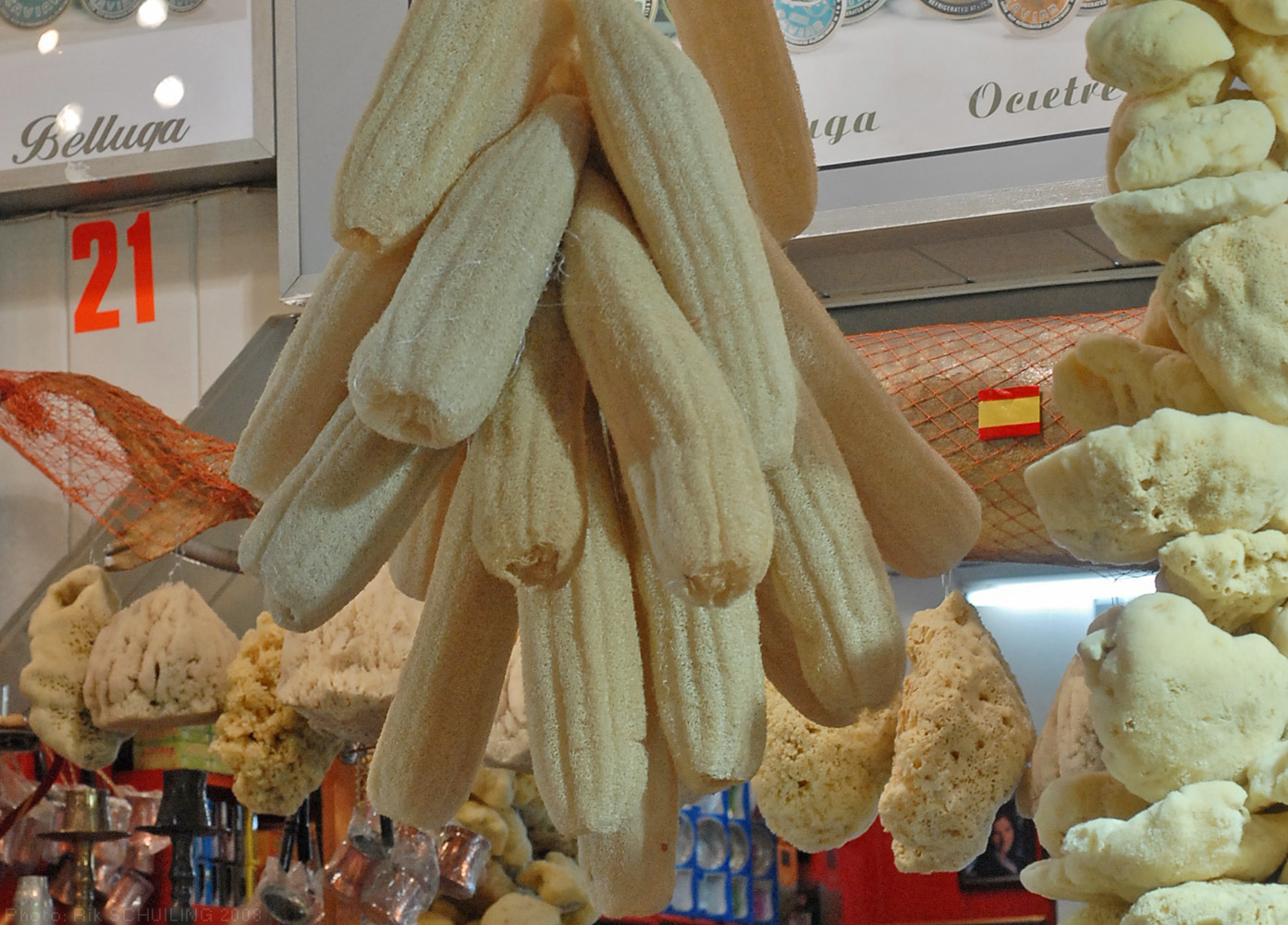
A esponja vegetal, Luffa aegyptiaca.
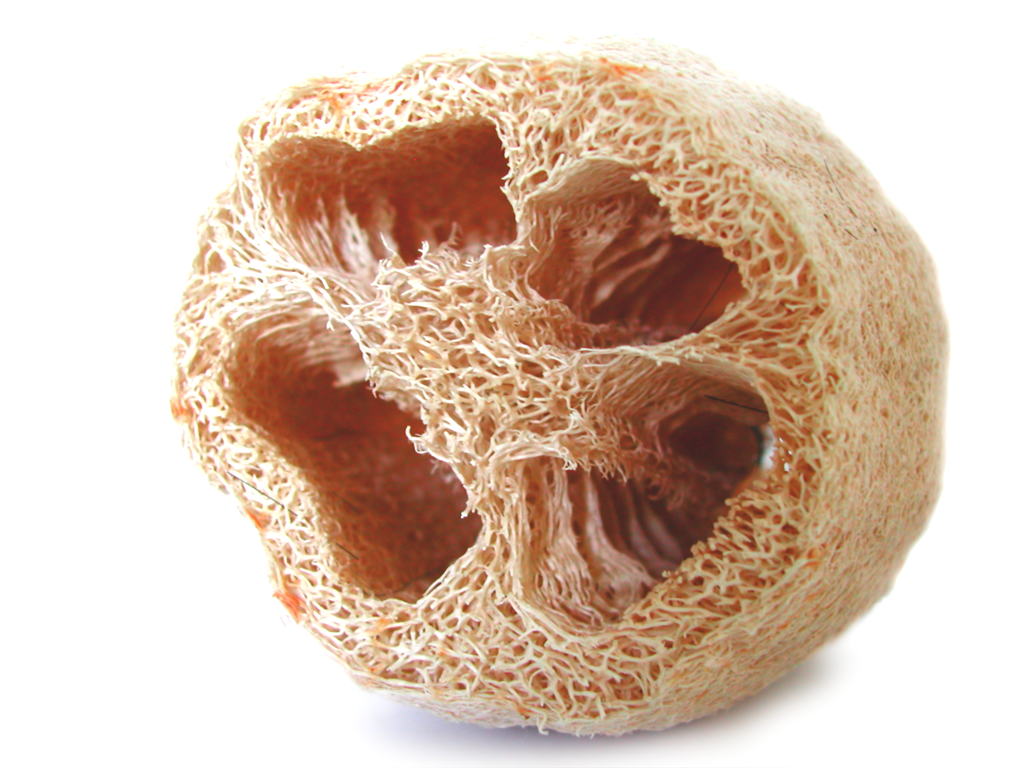
Luffa aegyptiaca, a esponja vegetal, corte transversal do fruto maduro (exocarpo e sementes removidos).
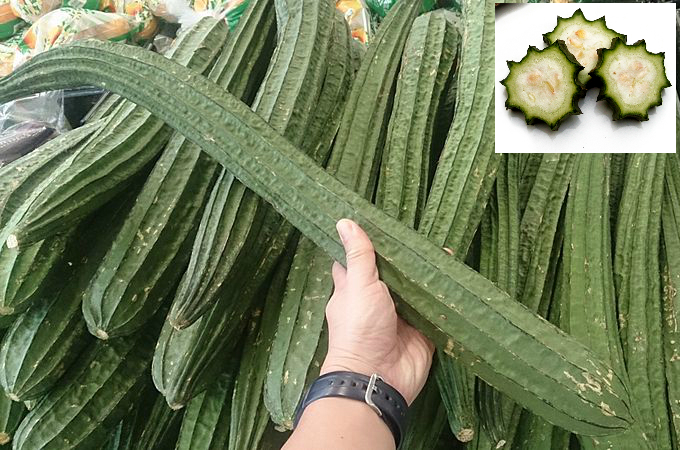
Luffa acutangula, frutos imaturos à venda num mercado asiático.

Género Coccinia
A distribuição natural do género Coccinia está restrita ao continente africano, salvo uma espécie comestível, Coccinia grandis. O fruto de Coccinia matura numa baga avermelhada ou alaranjada desde o sector distal ao proximal.

Coccinia
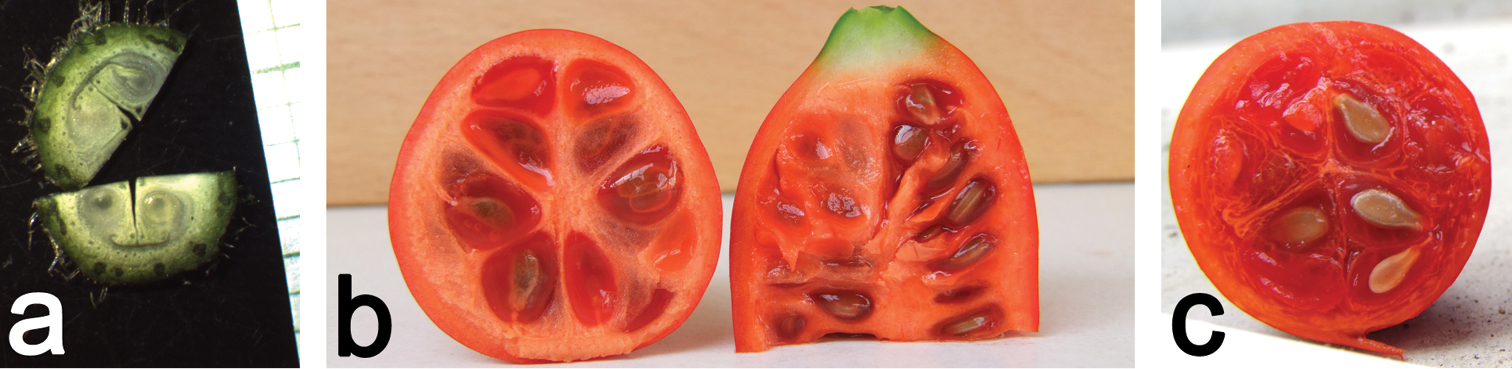
:a: Corte transversal do ovário de Coccinia hirtella, separados os dois carpelos. b: Fruto maduro de Coccinia megarrhiza. c: Fruto de Coccinia sessilifolia.
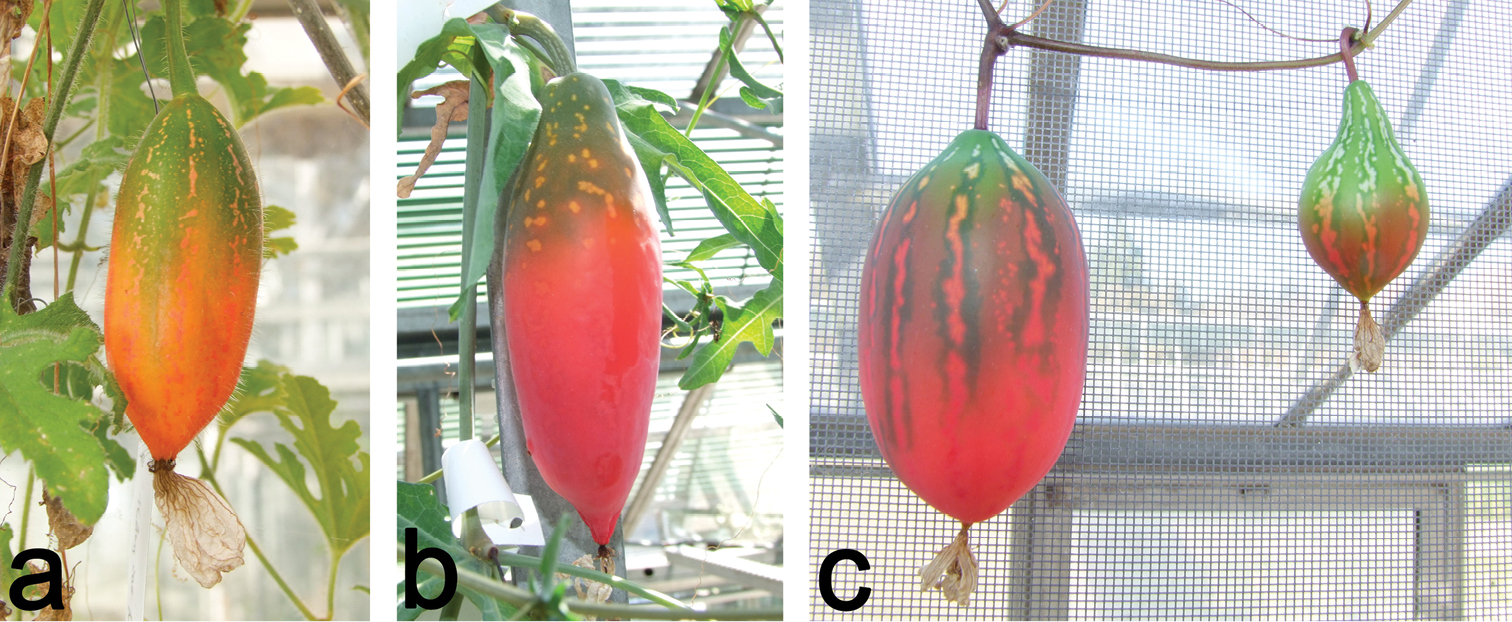
Frutos a maturar de a: Coccinia hirtella, b: Coccinia sessilifolia (como a planta, coberto por uma capa cerosa), c Coccinia megarrhiza e C. megarrhiza x C. trilobata.
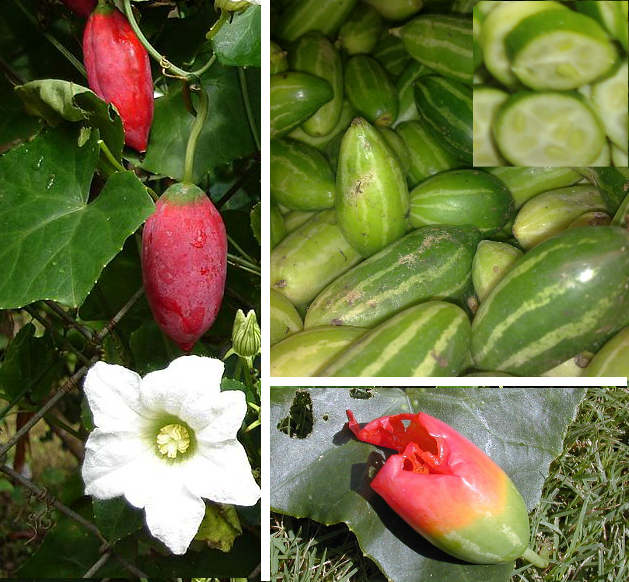
Coccinia grandis é a única do género cuja distribuição abarca regiões fora de África, os frutos consomem-se imaturos como verdura de estação. Também são comestíveis maduros.

Género Trichosanthes
Os frutos de Trichosanthes são similares exteriormente a Coccinia (as sementes podem ser escuras), mas as suas espécies estão distribuídas pela  Ásia tropical e Australia salvo Trichosanthes cucumerina var. anguina que se cultiva também en África. Para além das diferenças no fruto, apresenta pétalas tipicamente brancas e fimbriadas, de tubo floral alongado e fragantes, adaptados à polinização nocturna por lepidópteros.

Trichosanthes
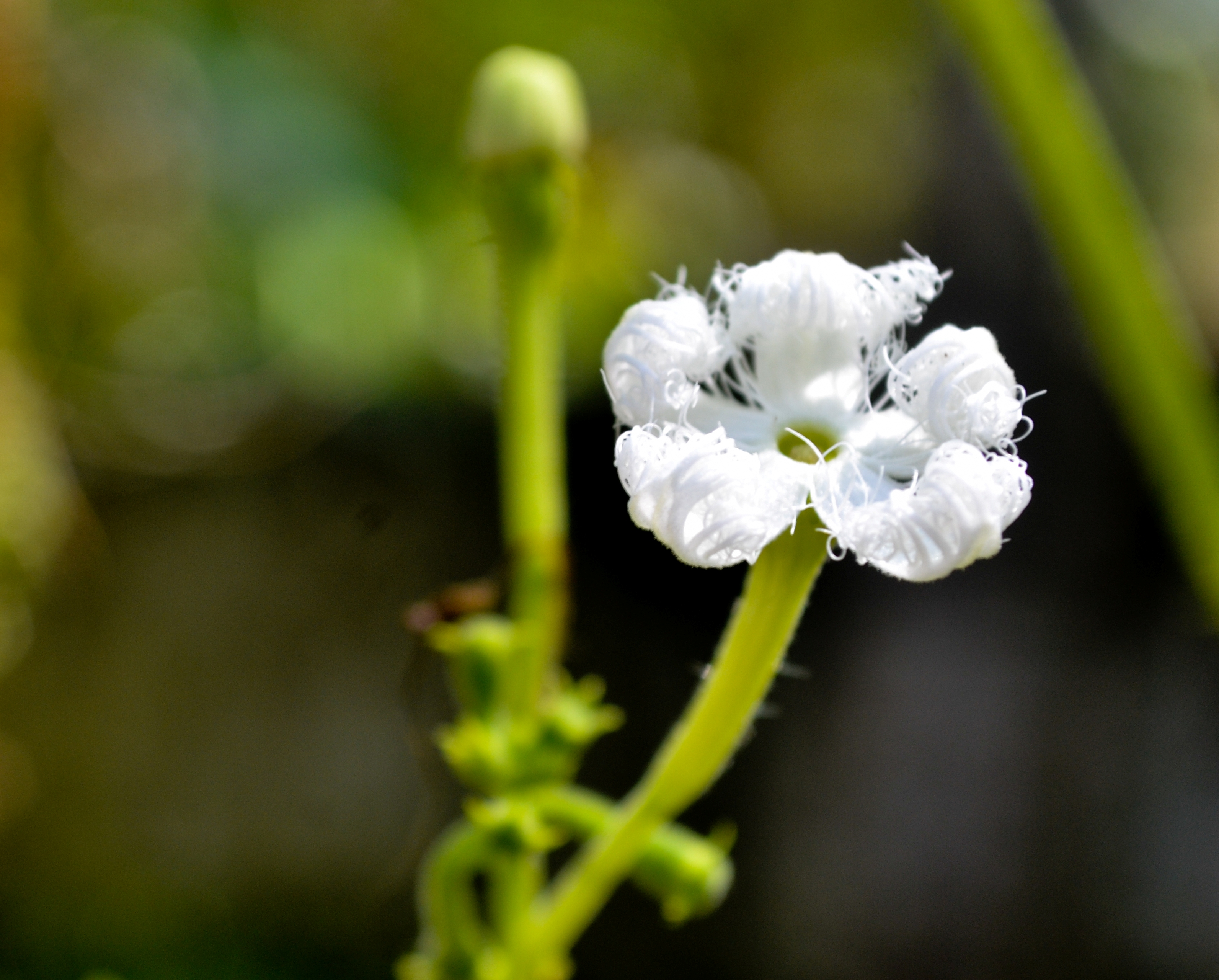
Pétalas a abrir.
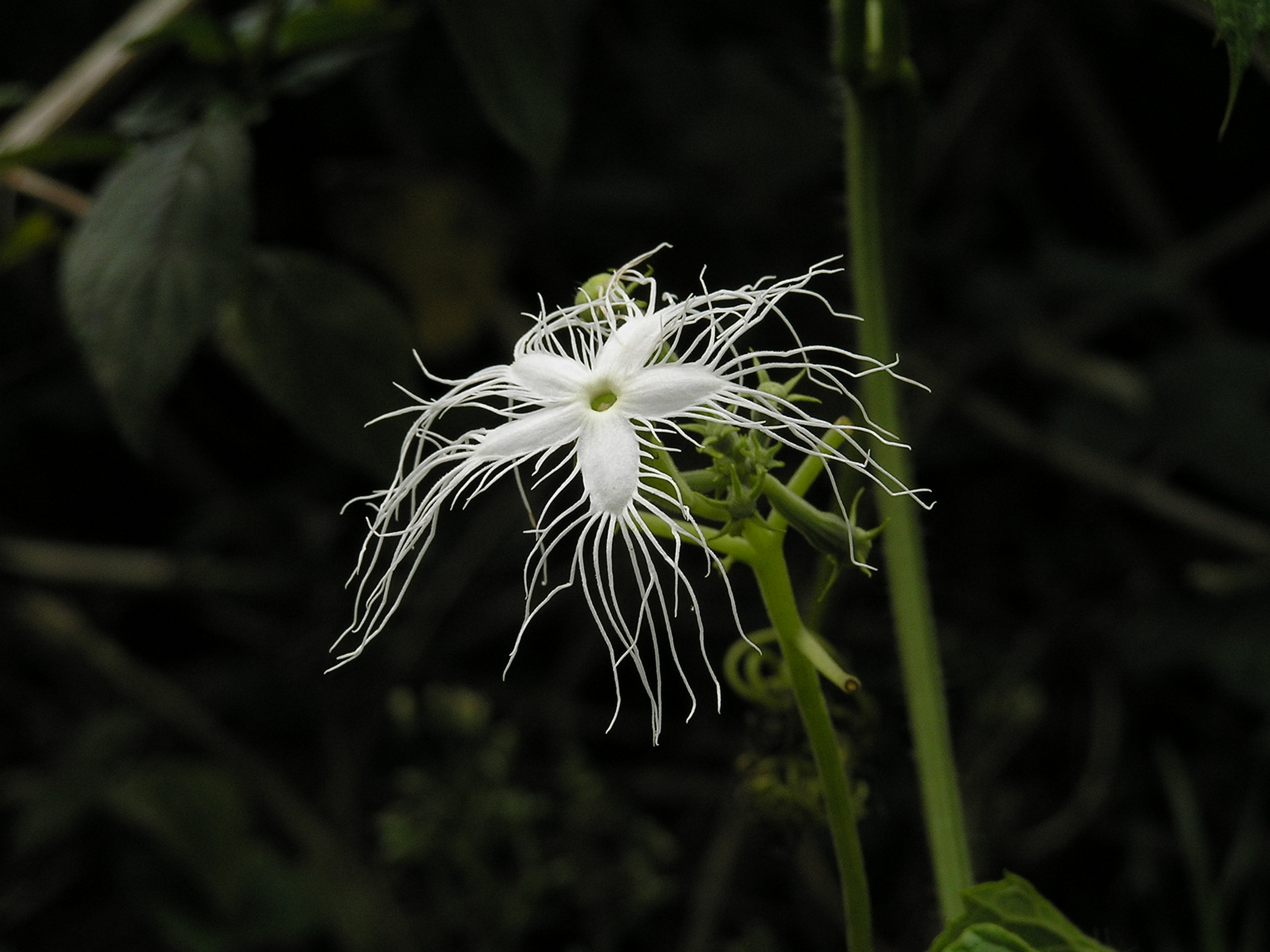
Pétalas abertas.
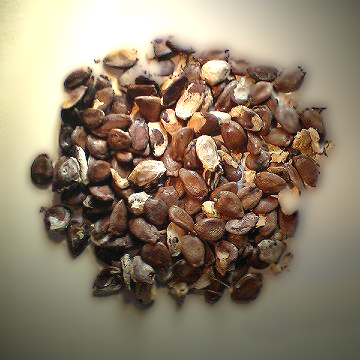
Sementes escuras.
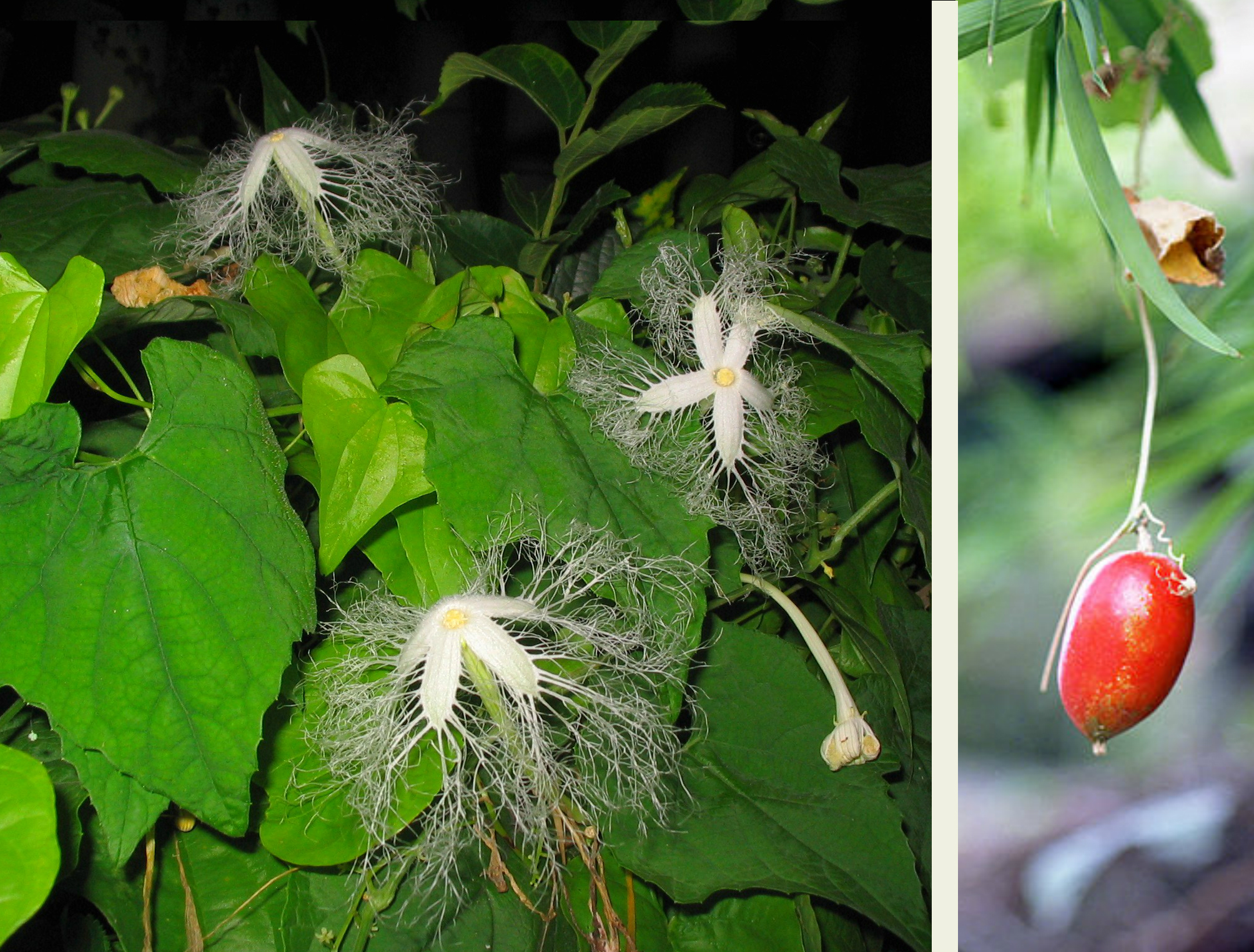
Pétalas abertas e fruto de Trichosanthes ovigera, ornamental no Japão.
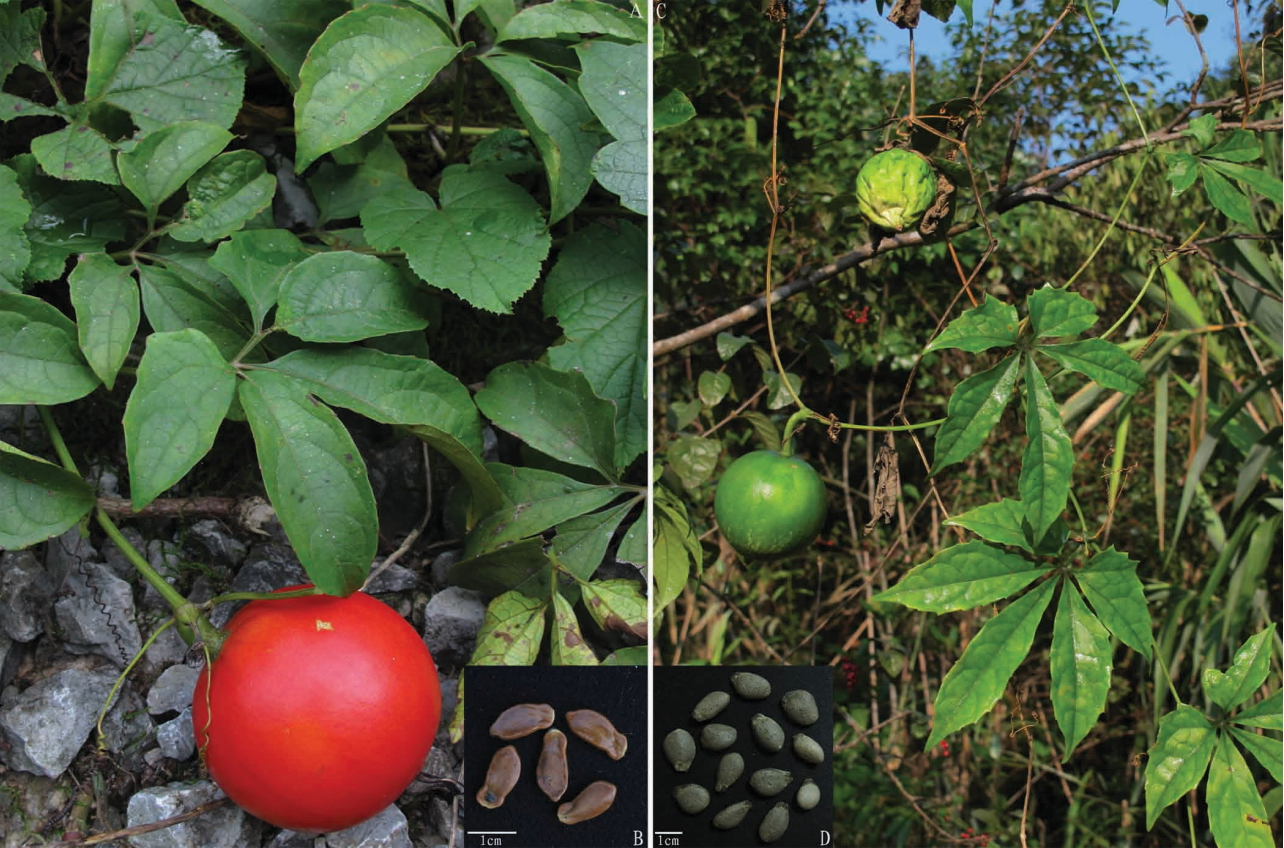
Hábito, fruto e sementes de T. napoiensis e T. pedata na China.
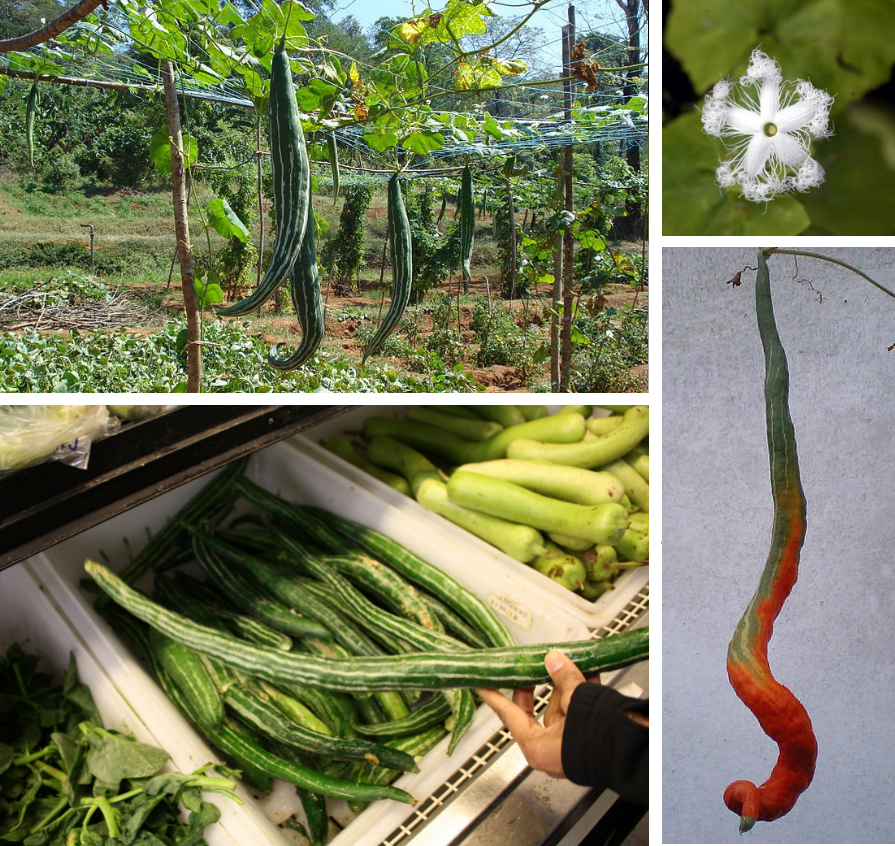
Trichosanthes cucumerina var. anguina comsome-se imaturo, como verdura de estação, a sua polpa madura como substituto do tomate. Flor com pétalas a desabrochar.
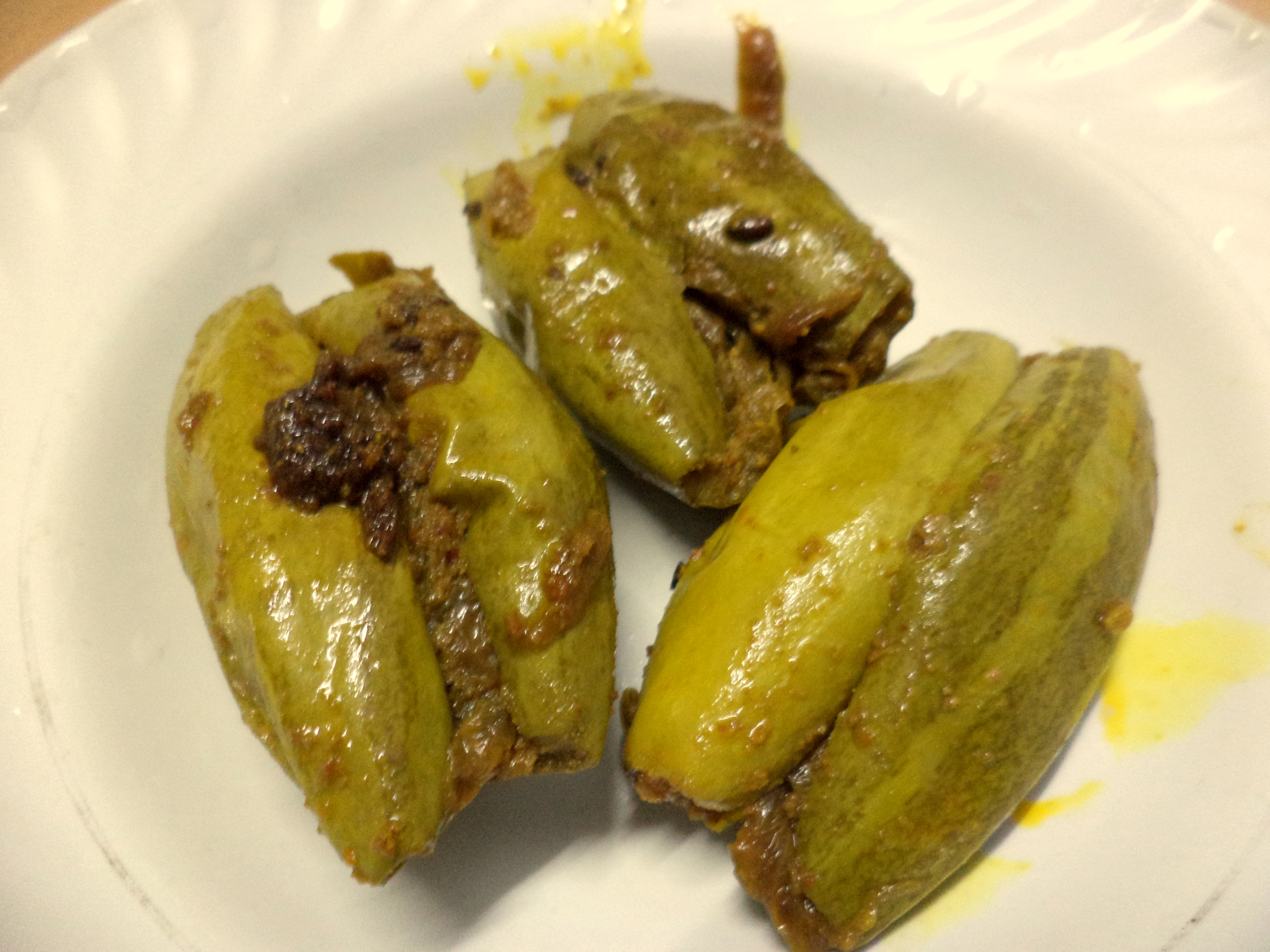
Trichosanthes dioica imaturo.

Dendrosicyos
A única árvore da família Cucurbitaceae é a espécie Dendrosicyos socotranus, um paquicaule que ganhou o hábito arborescente a partir do hábito trepador ancestral. Em inglês a espécie é conhecida pelo nome comum de cucumber tree, a árvore do pepino, devido ao carácter de pepónio dos seus frutos. O ramos herbáceos são pendentes. Sobrevive como uma relíquia na ilha de Socotorá (frente à costa do Corno de África) mas é muito mais antiga que a própria ilha, pelo que se postula que anteriormente estivesse mais amplamente distribuída.

Dendrosicyos
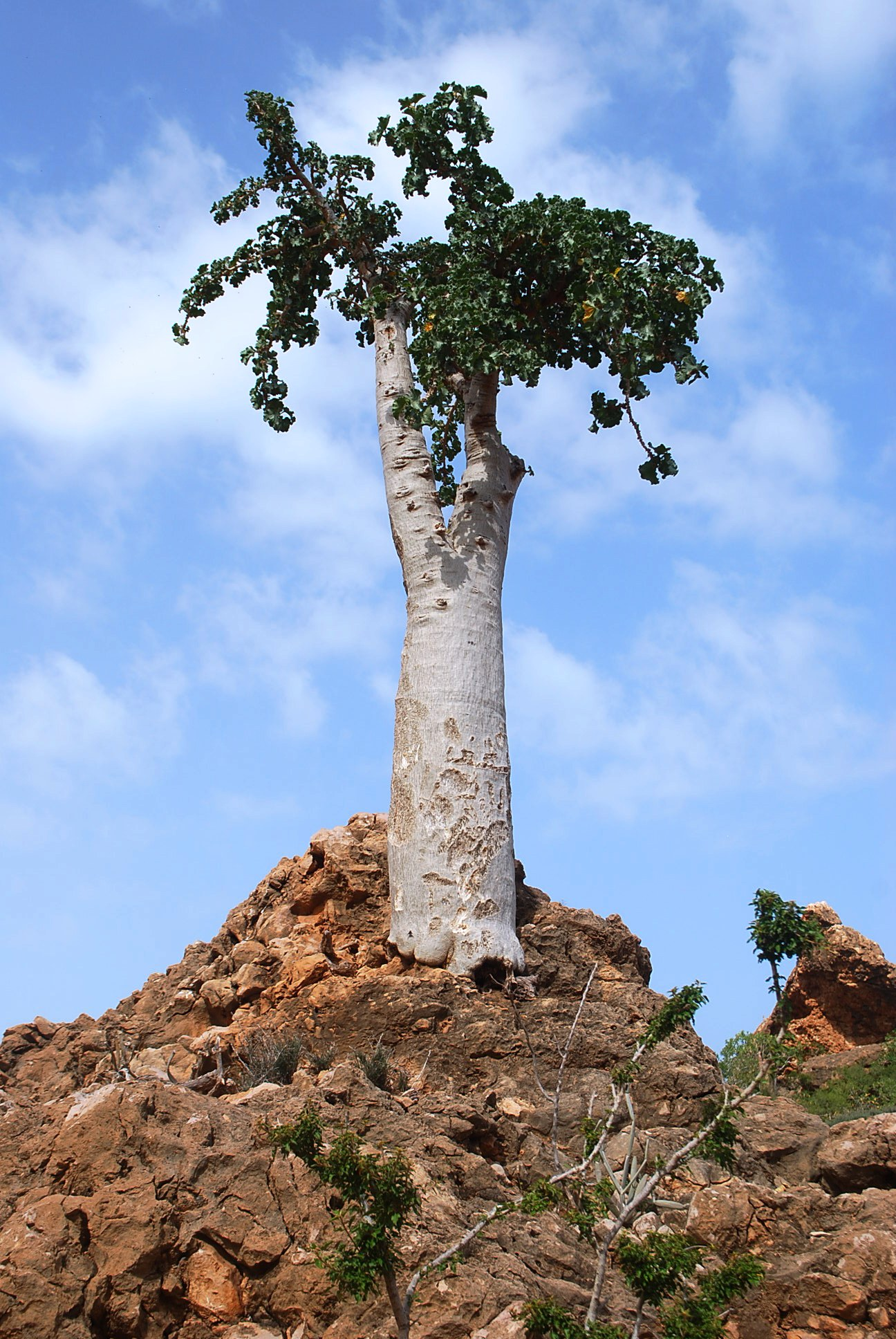
Dendrosicyos socotranus (hábito).
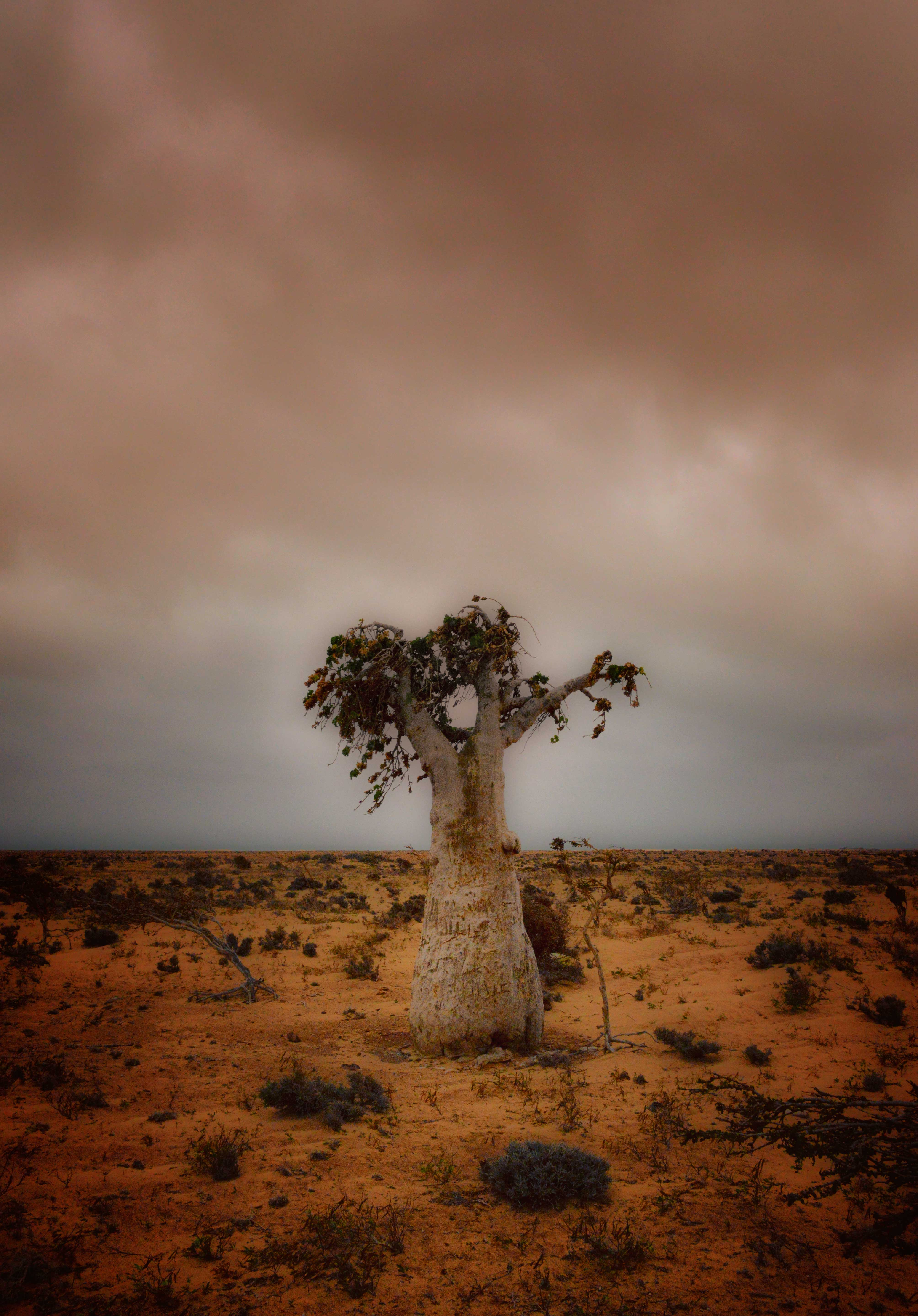
Dendrosicyos socotranus (hábito).
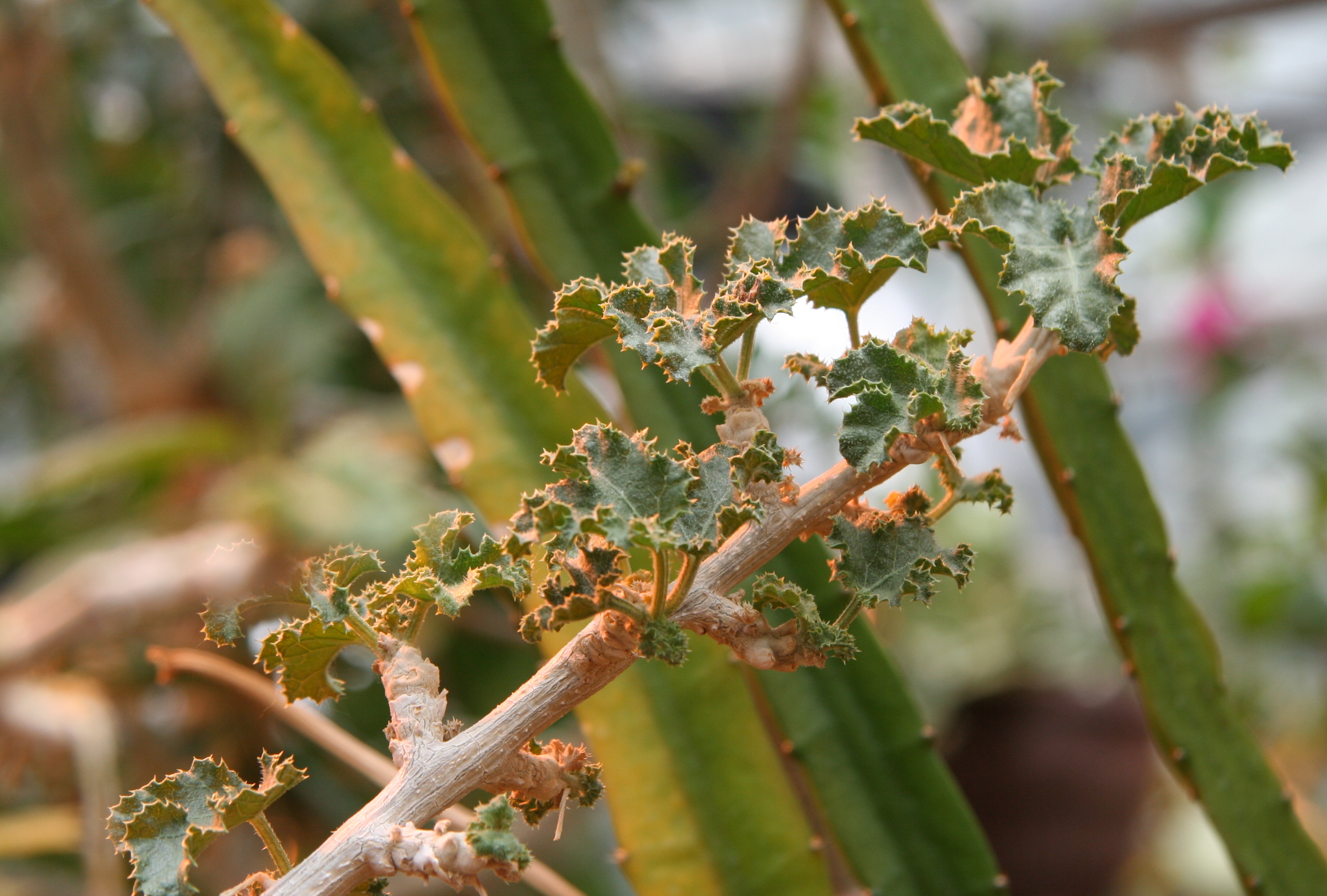
Dendrosicyos socotranus (ramos e folhagem).
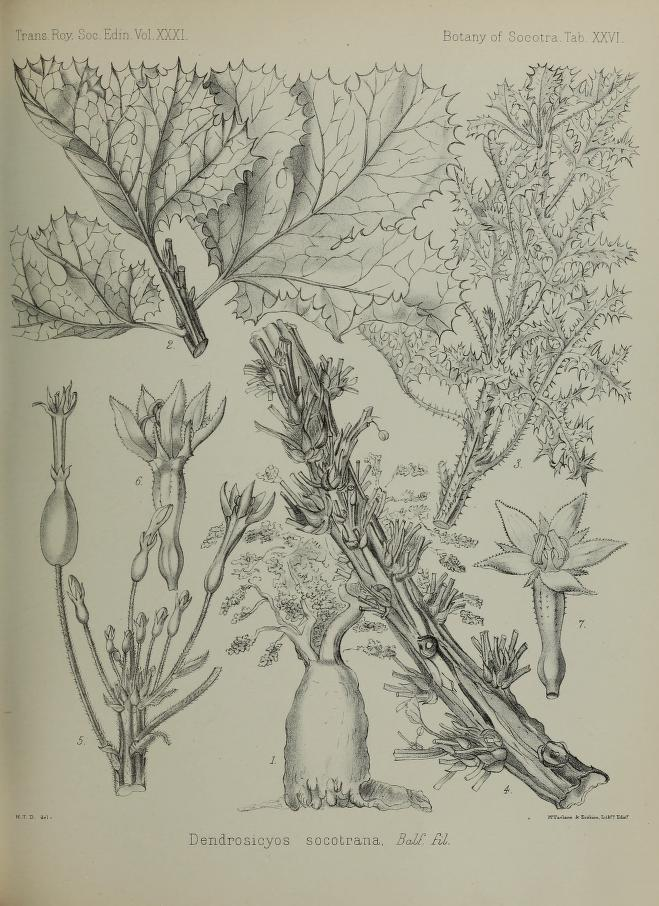
Dendrosicyos socotranus (ilustração).
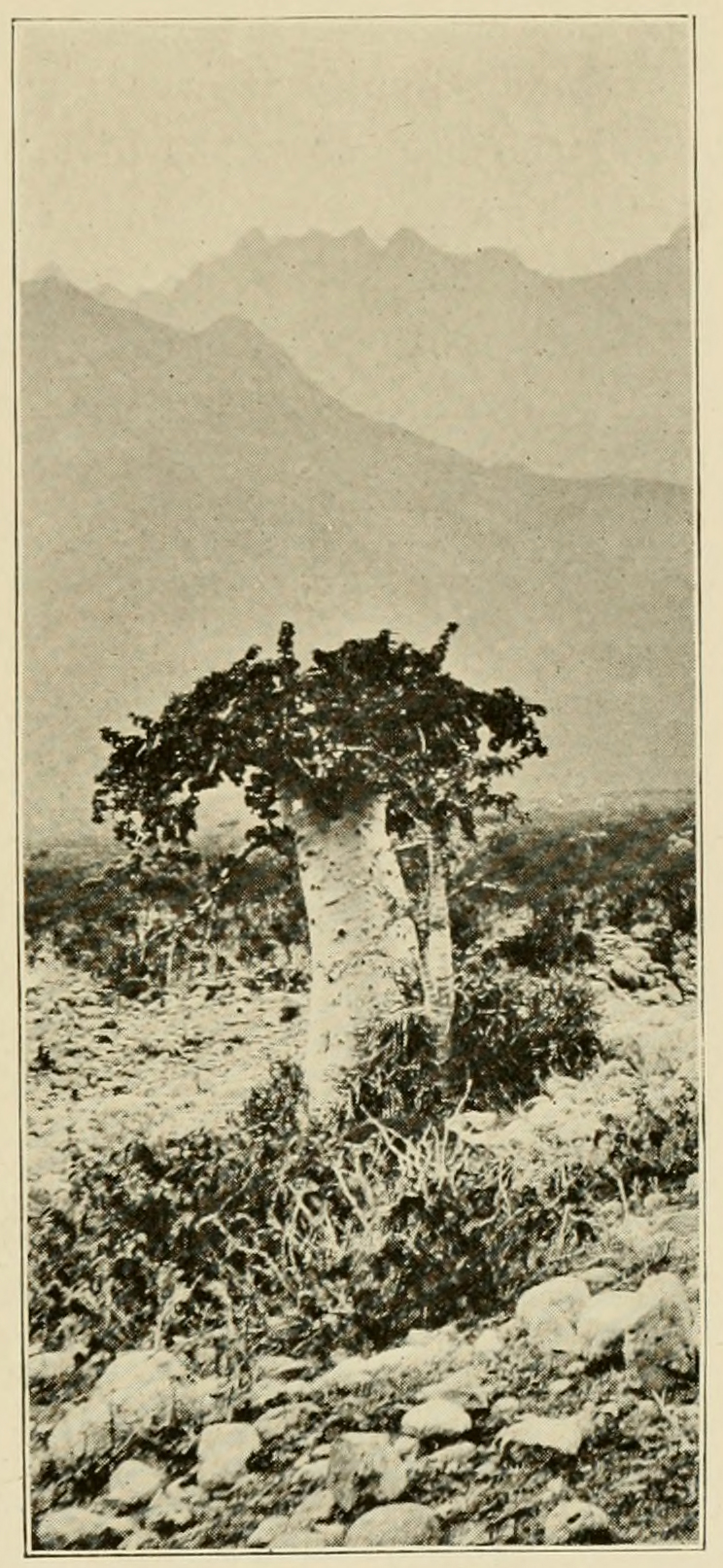
Dendrosicyos socotranus no habitat natural.

### Lista alfabética de géneros
Abobra, Acanthosicyos, Actinostemma, Alsomitra, Ampelosicyos, Anisosperma, Apodanthera, Austrobryonia, Baijiania, Bambekea, Bayabusua, Benincasa, Borneosicyos, Bryonia, Calycophysum, Cayaponia, Cephalopentandra, Ceratosanthes, Cionosicys, Citrullus, Coccinia, Cogniauxia, Corallocarpus, Ctenolepis, Cucumis, Cucurbita, Cucurbitella, Cyclanthera, Cyclantheropsis, Dactyliandra, Dendrosicyos, Diplocyclos, Doyerea, Ecballium, Echinocystis, Echinopepon, Eureiandra, Fevillea, Frantzia, Gerrardanthus, Gomphogyne, Gurania, Gynostemma, Halosicyos, Hanburia, Helmontia, Hemsleya, Herpetospermum, Hodgsonia, Ibervillea, Indofevillea, Indomelothria, Kedrostis, Khmeriosicyos, Lagenaria, Lemurosicyos, Linnaeosicyos, Luffa, Marah, Melothria, Melotrianthus, Momordica, Muellerargia, Neoalsomitra, Nothoalsomitra, Papuasicyos, Penelopeia, Peponium, Peponopsis, Polyclathra, Psiguria, Pteropepon, Raphidiocystis, Ruthalicia, Schizocarpum, Schizopepon, Scopellaria, Seyrigia, Sicana, Sicydium, Sicyos, Siolmatra, Siraitia, Solena, Tecunumania, Telfairia, Thladiantha, Trichosanthes, Trochomeria, Trochomeriopsis, Tumamoca, Wilbrandia, Xerosicyos, Zanonia, Zehneria.
Existem cerca de 975 espécies identificadas dentro das Cucurbitaceae que estão distribuídas em cerca de 95 a 100 géneros.

### Géneros e sua distribuição

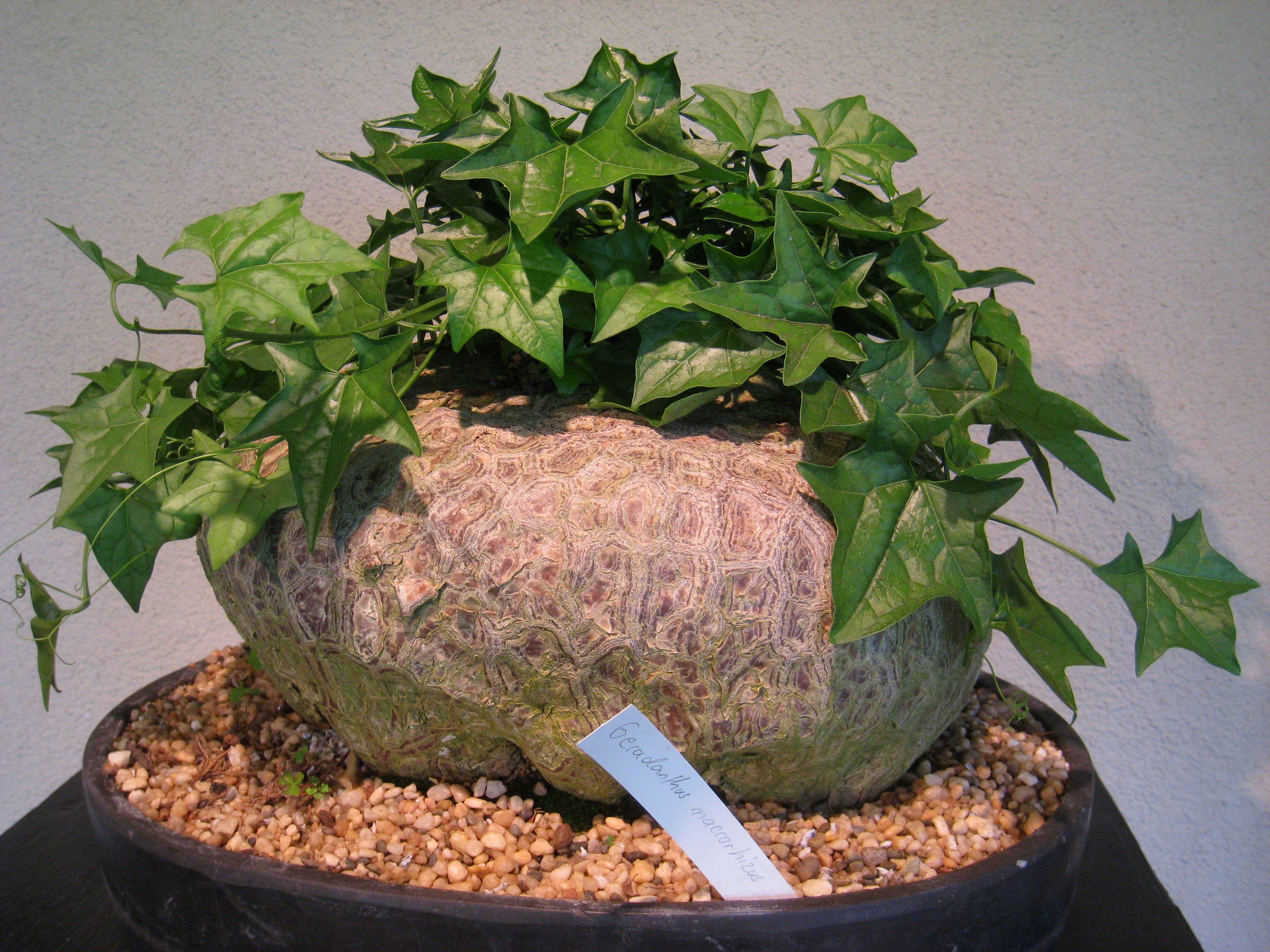
Tribo Zanonieae: Gerrardanthus macrorhizus

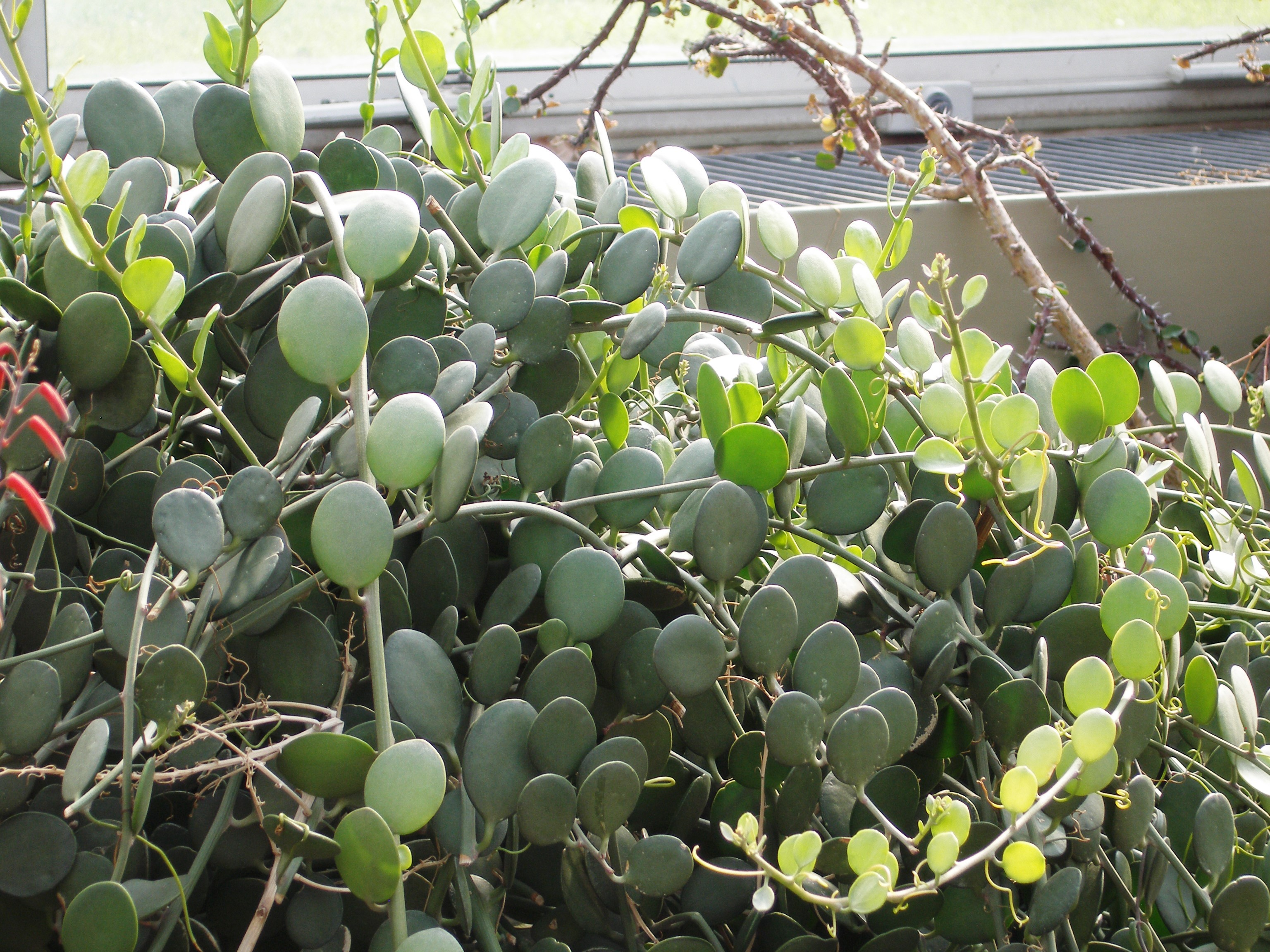
Tribo Zanonieae: Xerosicyos danguyi

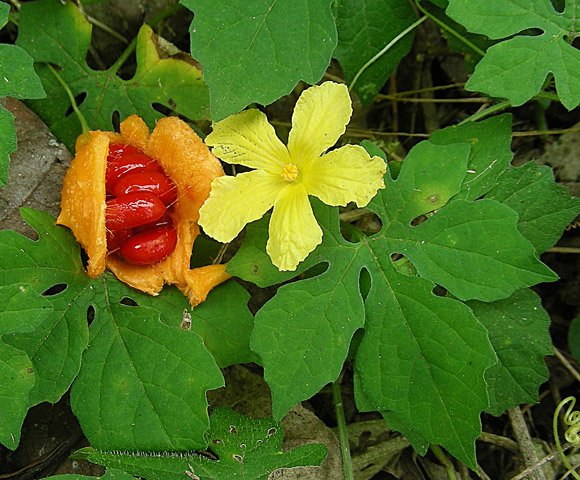
Tribo Joliffieae: Momordica charantia

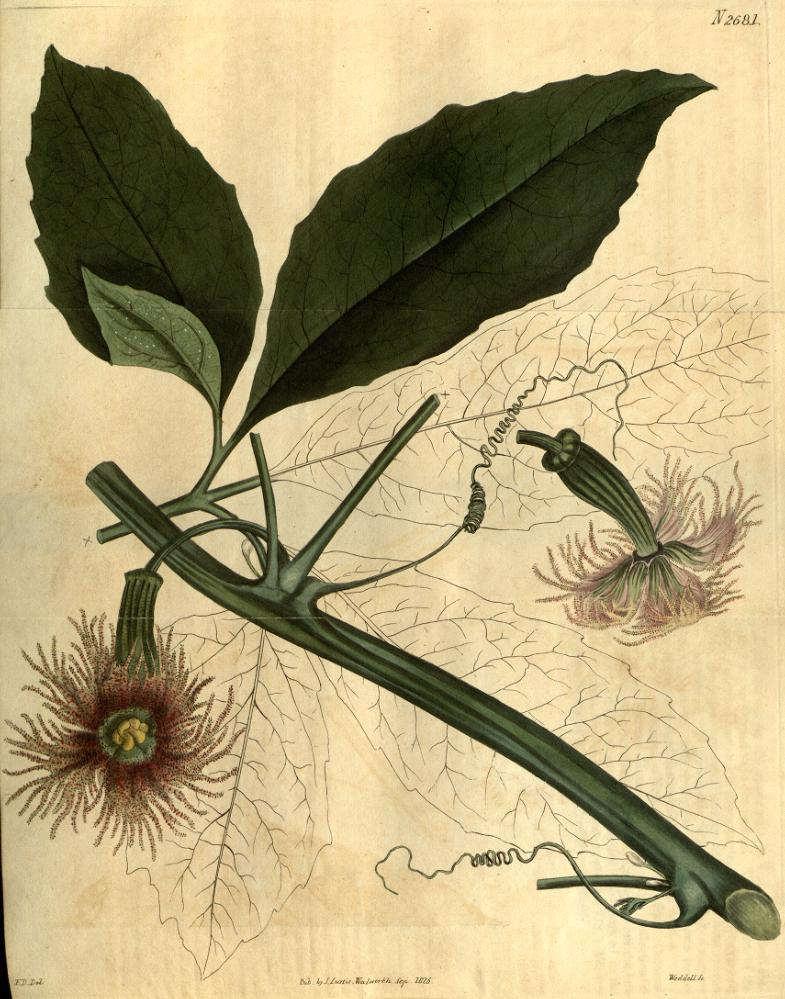
Tribo Joliffieae: Telfairia pedata, ilustração

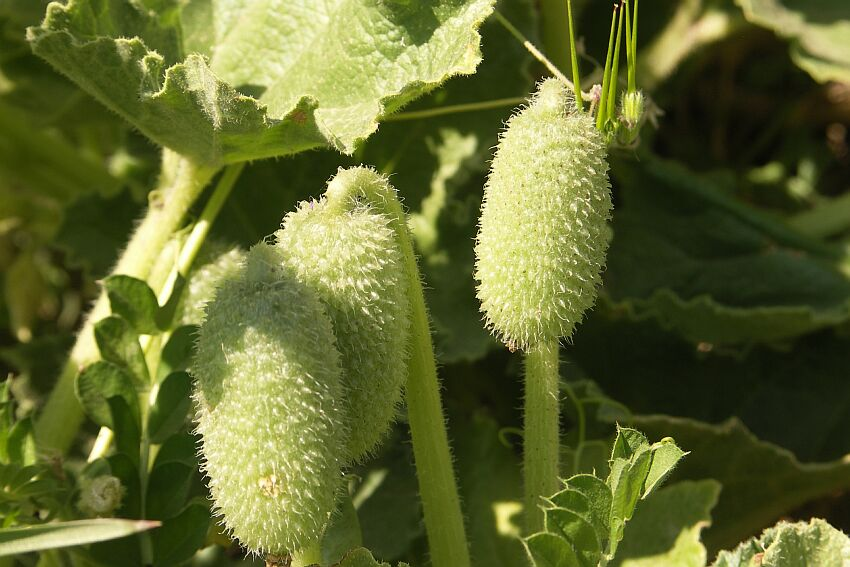
Tribo Bryonieae: Fruto de Ecballium elaterium

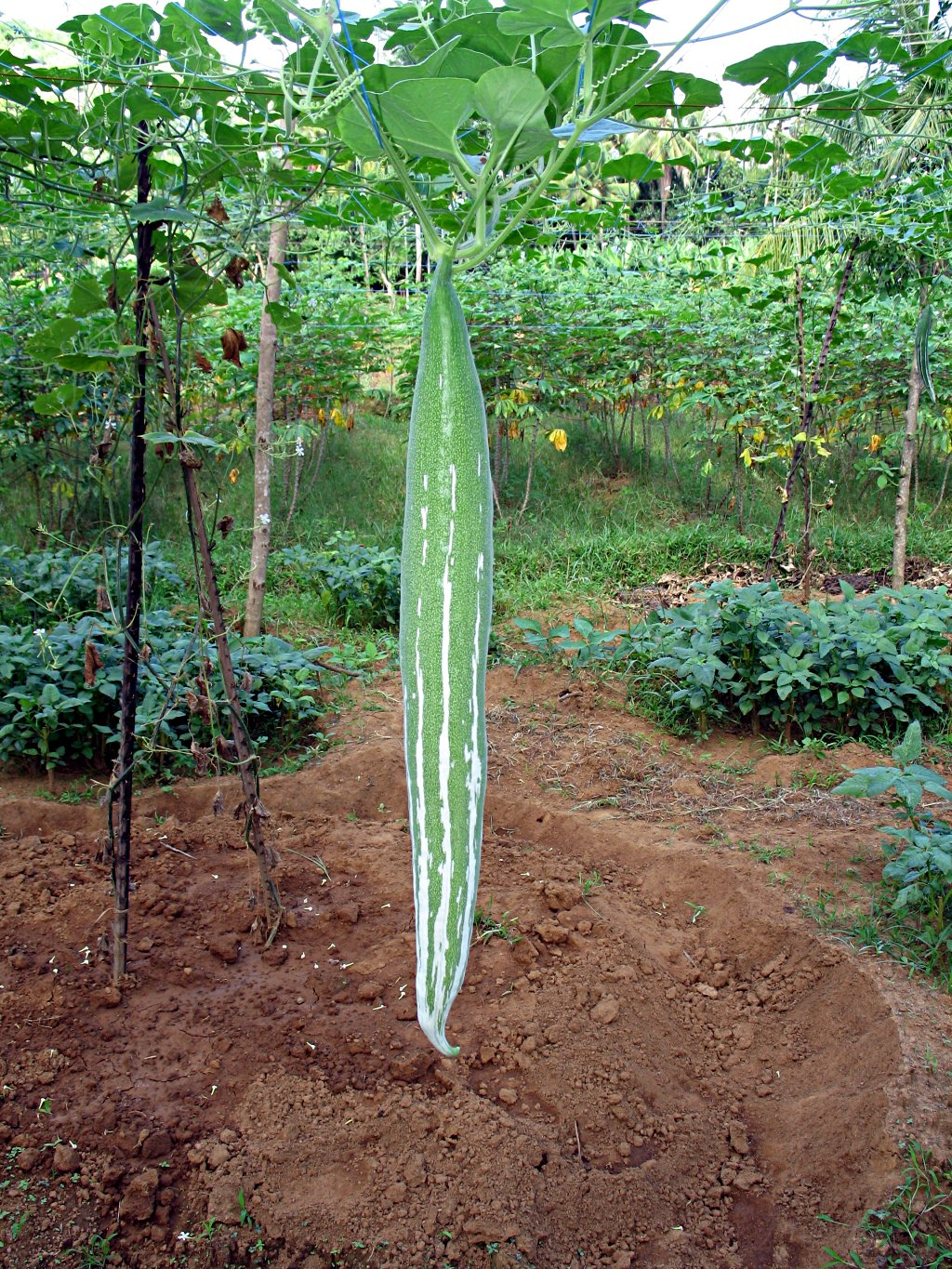
Tribo Trichosantheae: Frutos imaturos de Trichosanthes cucumerina

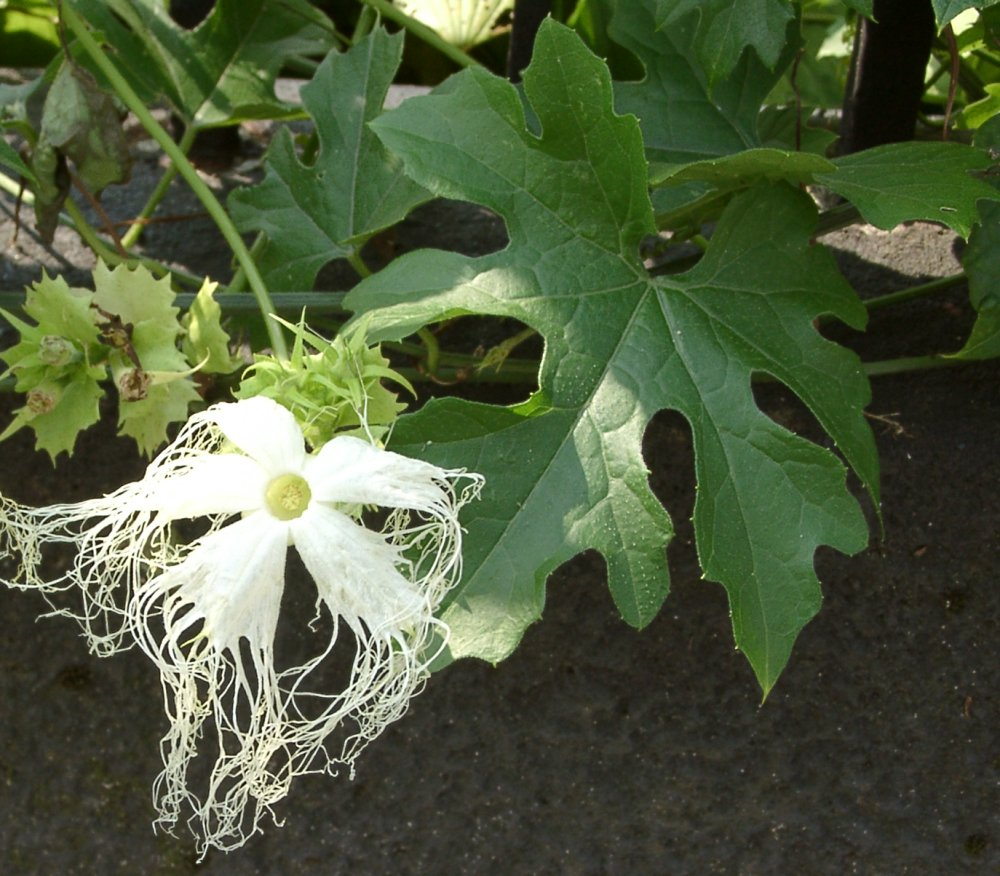
Tribo Trichosantheae: Trichosanthes kirilowii

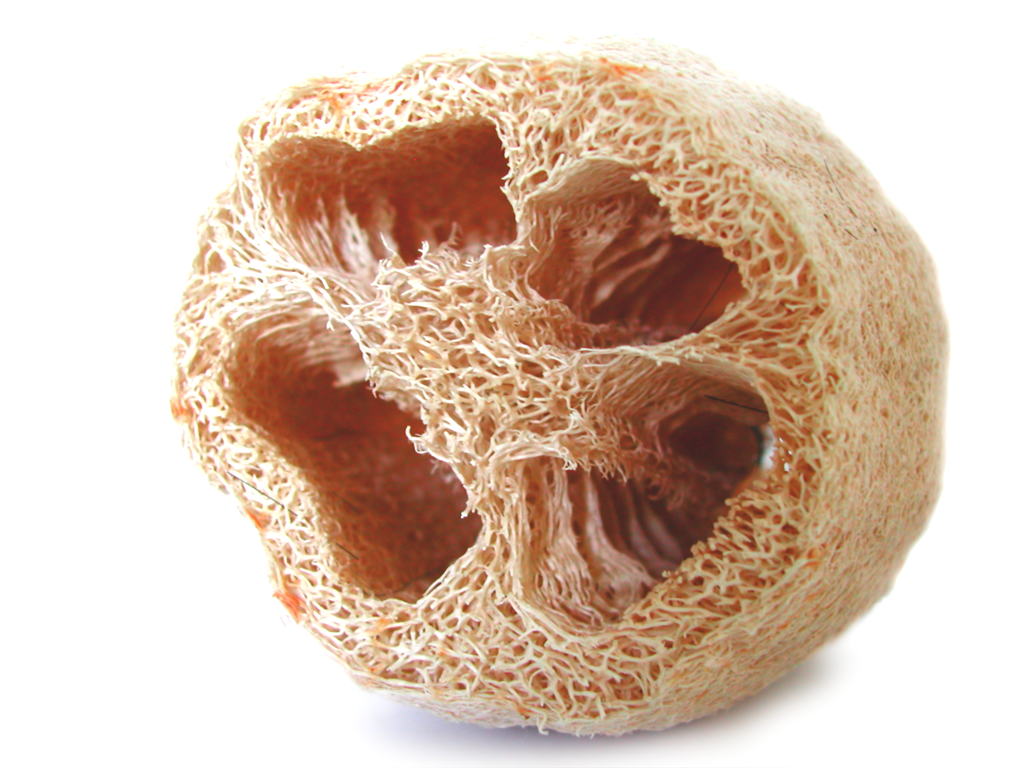
Tribo Luffeae: Luffa aegyptiaca

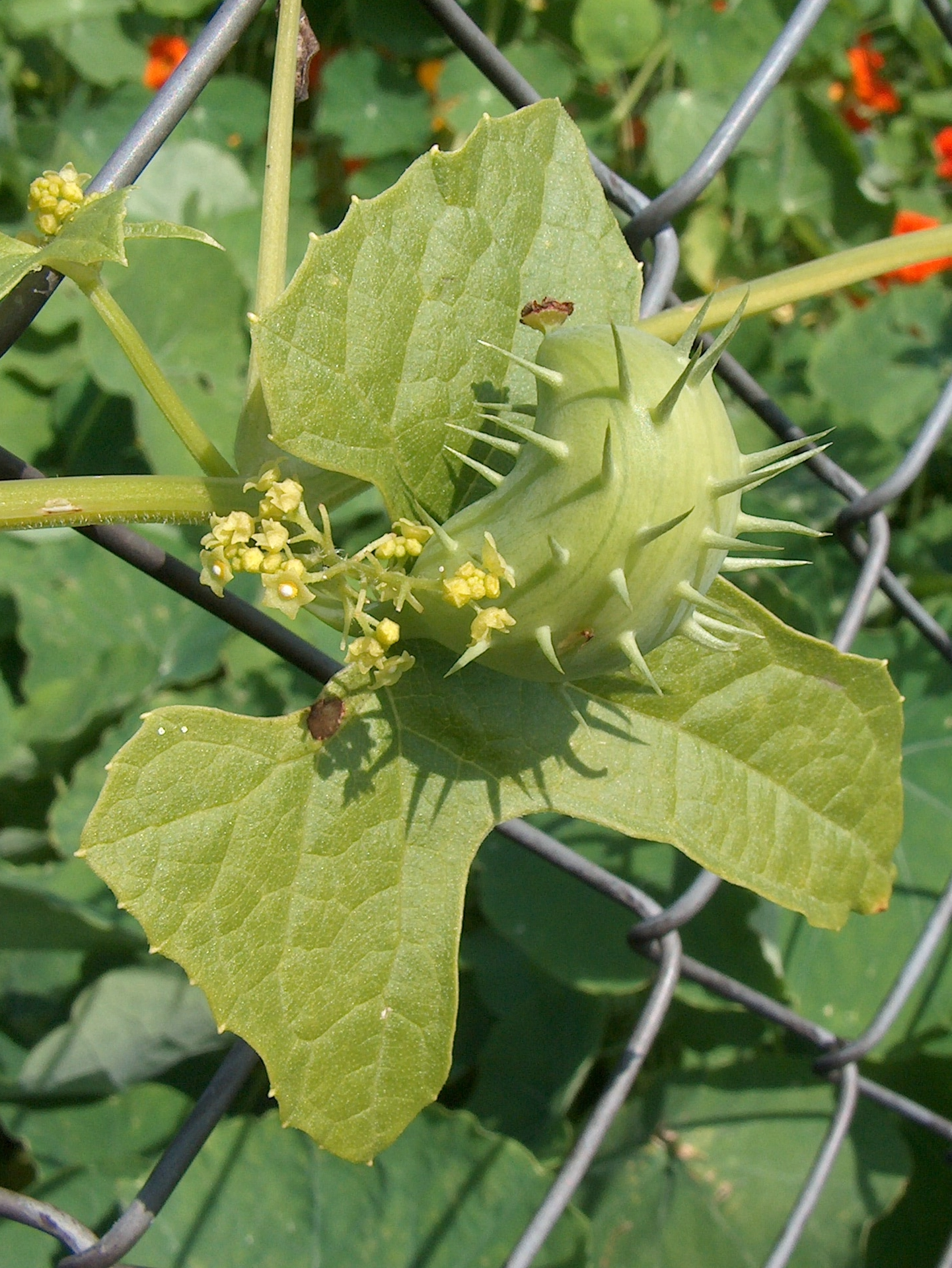
Tribo Sicyeae: Cyclanthera brachystachya

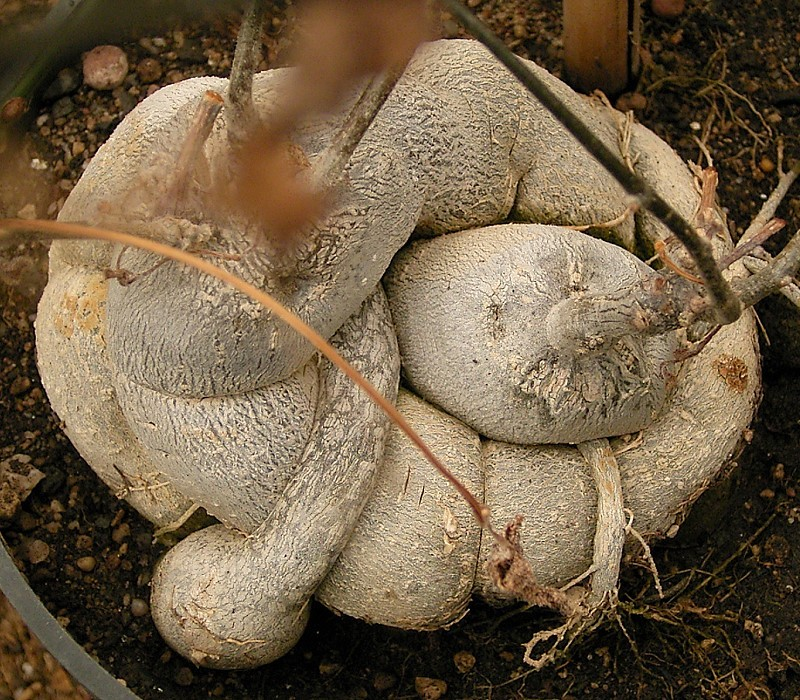
Tribo Conianadreae: Kedrostis nana

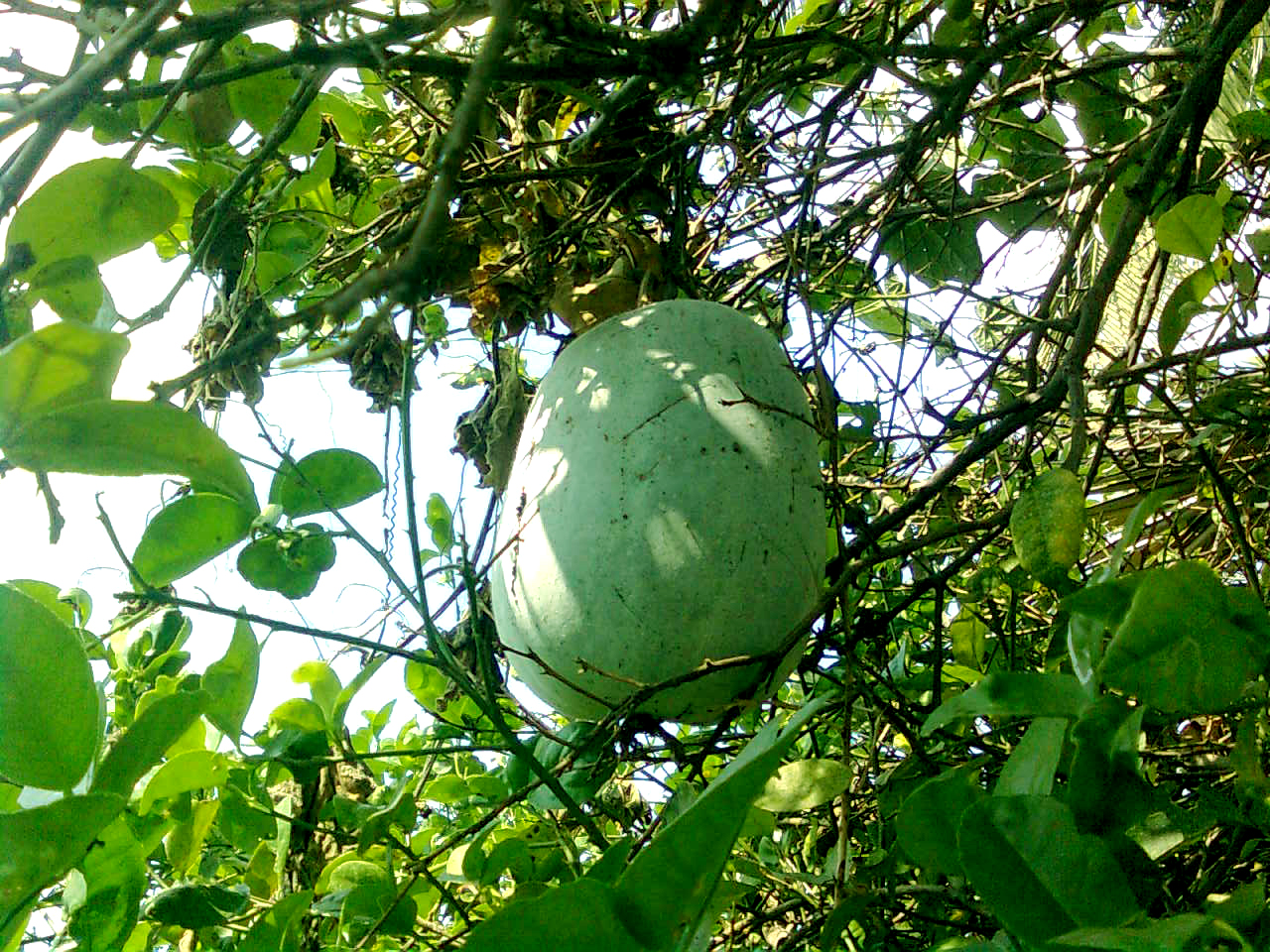
Tribo Benincaseae: Benincasa pruriens

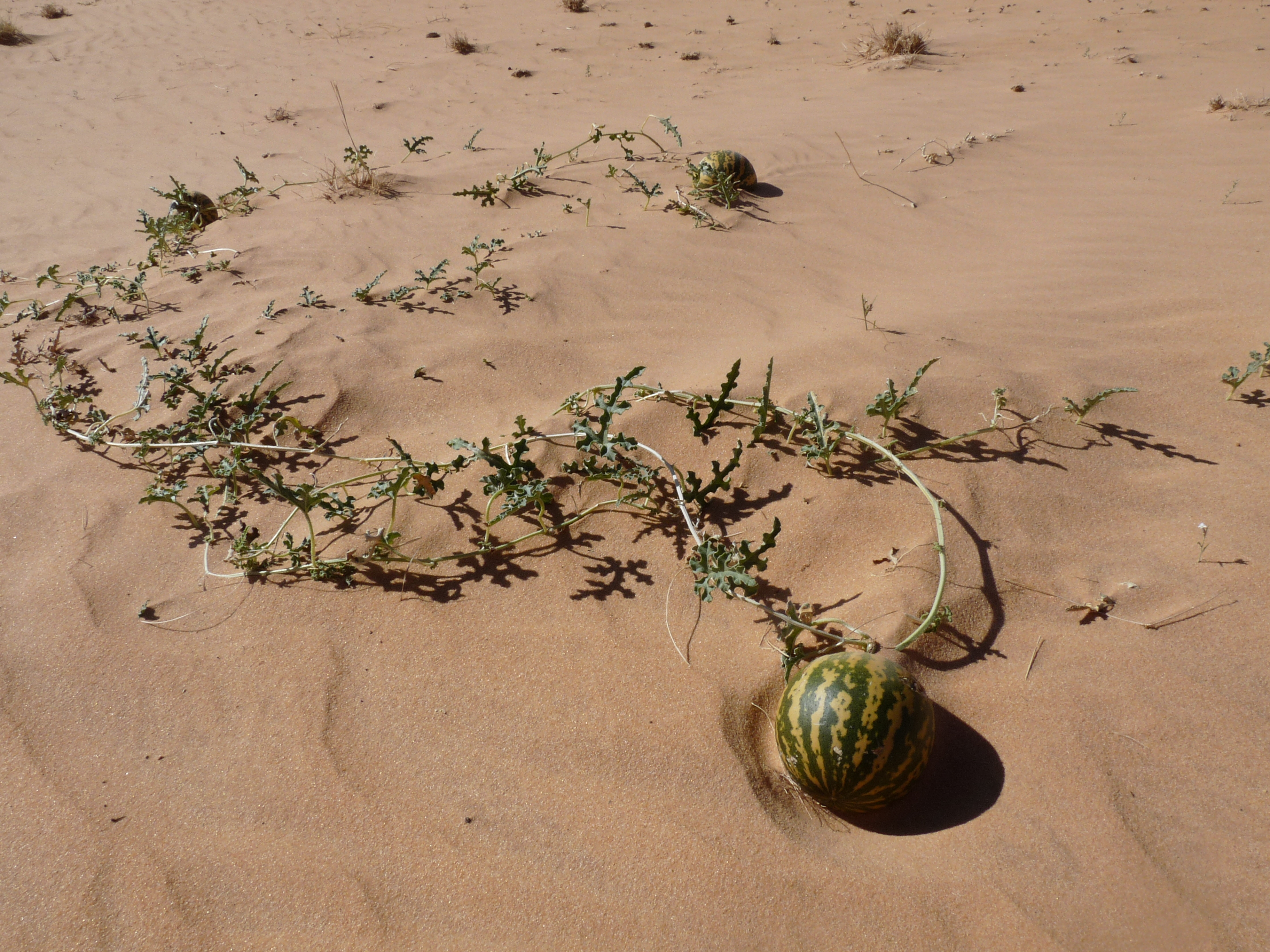
Tribus Benincaseae: Citrullus colocynthis

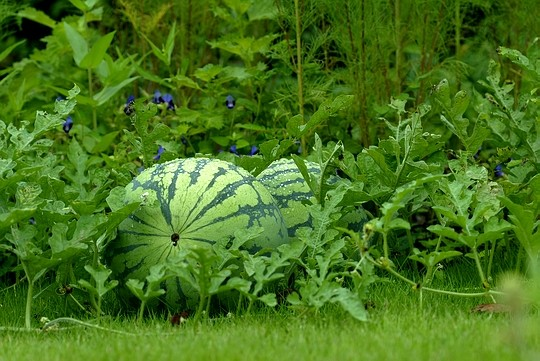
Tribo Benincaseae: Citrullus lanatus

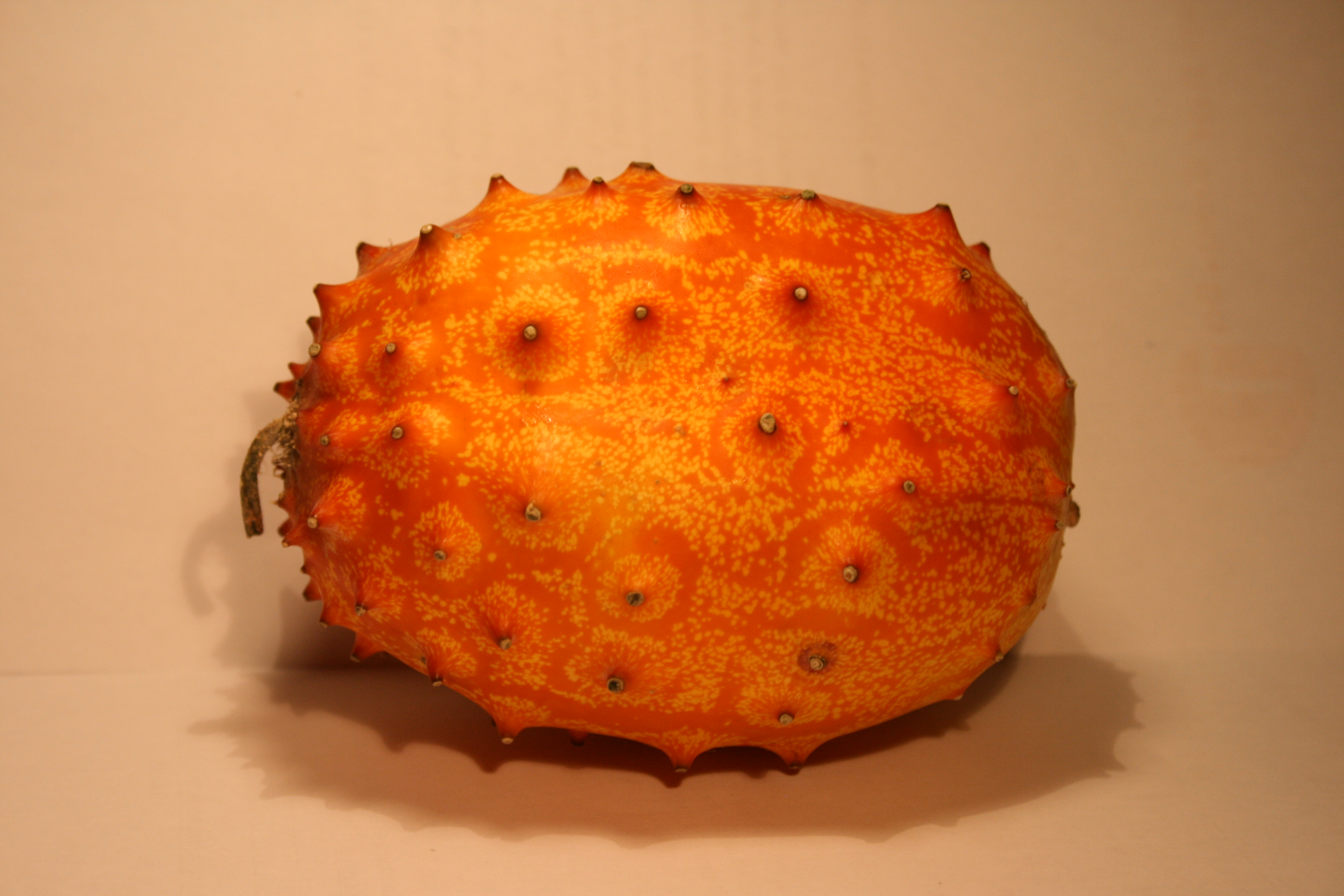
Tribo Benincaseae: Um fruto exótico (de Cucumis metuliferus)

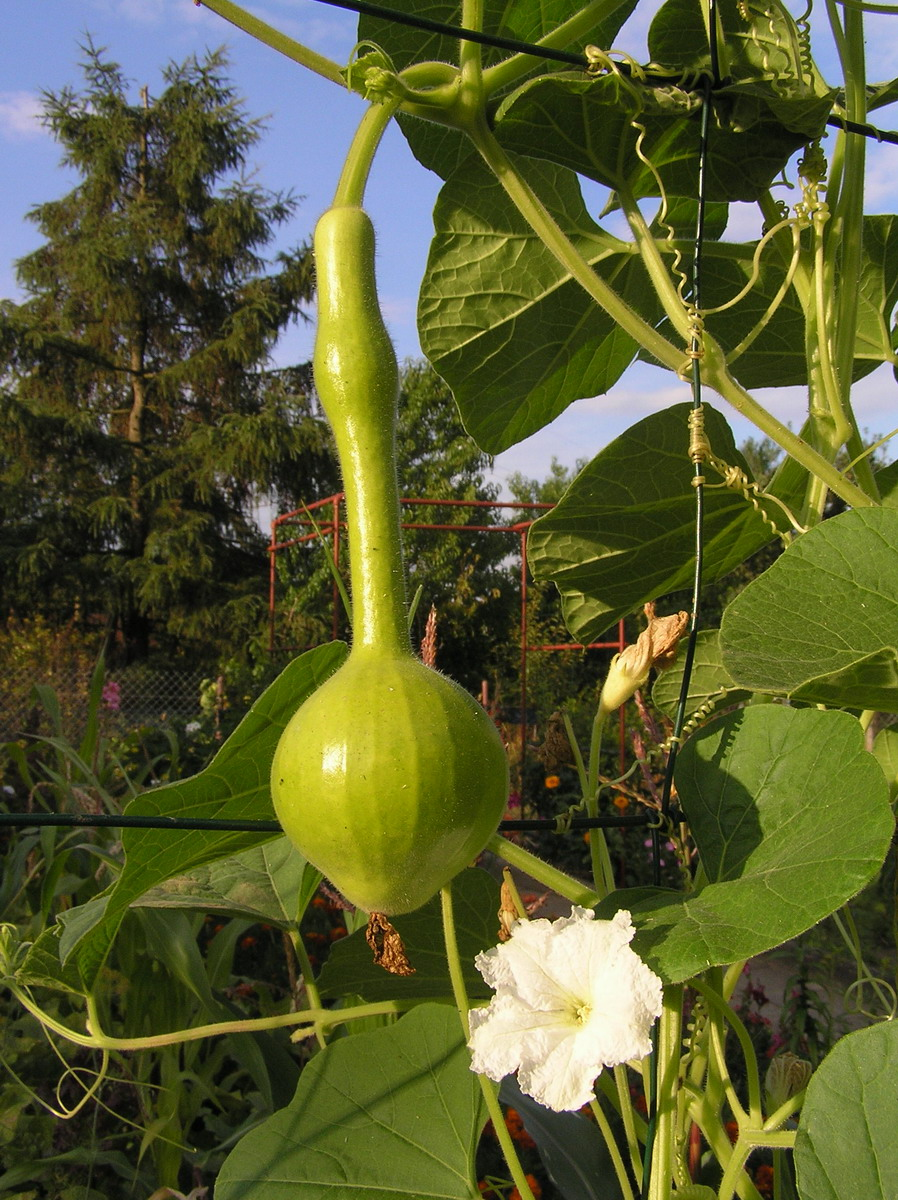
Tribo Benincaseae: Cabaça de Lagenaria siceraria

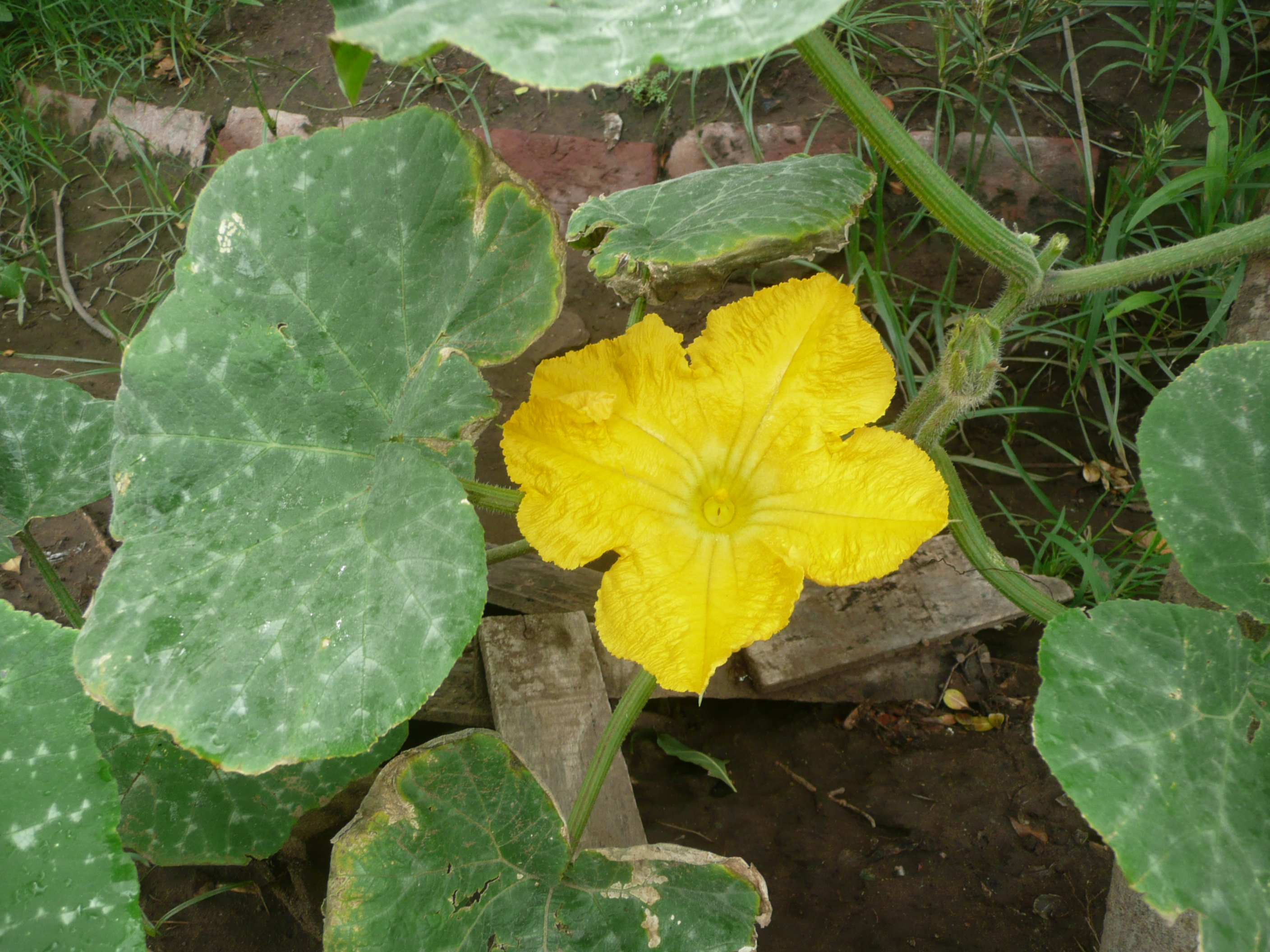
Tribo Cucurbiteae: Cucurbita moschata

As famílias filogeneticamente mais próximas das Cucurbitaceae no contexto da ordem Cucurbitales são as Begoniaceae, as Datiscaceae e as Tetramelaceae. A seguinte listagem segue a classificação eleborada por Charles Jeffrey em 2005, com as alterações que resultam dos trabalhos do APG:
- Subfamília Nhandiroboideae (sin.: Zanonioideae)
  - Tribo Zanonieae
    - Subtribo Zanoniinae
      - Alsomitra (Blume) M.Roem.: contém apenas uma espécie:
        - Alsomitra macrocarpa (Blume) M.Roem.: nativo das regiões tropicais da Ásia, ocorrendo na Tailândia, Malásia, Indonésia, Nova Guiné e Filipinas.

      - Bayabusua W.J. de Wilde (3 espécies na Península Malaia)
      - Gerrardanthus Harv. ex Benth. & Hook. f. (4 espécies nas regiões tropicais do sul da África)
      - Neoalsomitra Hutch. (12 espécies na Índia, China, Polinésia e Austrália)
      - Siolmatra Baill.: com apenas 2 espécies nativas da bacia do Amazonas.
      - Xerosicyos Humbert (2 a 3 espécies em Madagáscar)
      - Zanonia L.: contém apenas uma espécie:
        - Zanonia indica L.: nativa da Índia, Indochina, China, Malásia e Filipinas.

      - Zygosicyos Humbert: com apenas 2 espécies, nativas de Madagáscar.

    - Subtribo Fevilleinae
      - Fevillea L. (7 espécies na América Central e nas regiões tropicais da América do Sul)

    - Subtribo Gomphogyninae
      - Gomphogyne Griff. (1–2 espécies na China, Indochina, Malésia)
      - Gynostemma Blume (5–13 espécies desde a Índia ao Japão e Malásia)
        - Gynostemma pentaphyllum (Thunb.) Makino

      - Hemsleya Cogn. ex F.B.Forbes & Hemsl. (3–24 espécies na China (Himalaia))

    - Subtribo Actinostemmatinae
      - Actinostemma Griff. (1–3 espécies na Ásia)
      - Bolbostemma Franquet (2 espécies na China)

    - Subtribo Sicydiinae
      - Chalema Dieterle: contém apenas uma espécie:
        - Chalema synanthera Dieterle: nativa do México.

      - Cyclantheropsis Harms (2–3 espécies na África Oriental e Madagáscar)
      - Pseudosicydium Harms: contém apenas uma espécie:
        - Pseudosicydium acariianthum Harms: nativa do Peru e Bolívia.

      - Pteropepon (Cogn.) Cogn. (4 espécies na América do Sul)
      - Sicydium Schltdl. (6 espécies no México, América Central e regiões tropicais da América do Sul)
- Subfamília Cucurbitoideae
  - Tribo Joliffieae
    - Subtribo Telfairiinae
      - Odosicyos Keraudren: contém apenas uma espécie:
        - Odosicyos bosseri Keraudren: nativa de Madagáscar.

      - Telfairia Hook. (3 espécies na África tropical)

    - Subtribo Thladianthinae
      - Baijiania A.M.Lu & J.Q.Li: contém apenas uma espécie:
        - Baijiania borneensis (Merr.) A.M.Lu & J.Q.Li: nativa de Bornéu.

      - Indofevillea Chatterjee: contém apenas uma espécie:
        - Indofevillea khasiana Chatterjee: nativa da Índia, Butão, Tibete, e Nepal.

      - Microlagenaria (C. Jeffrey) A.M.Lu & J.Q.Li: contém apenas uma espécie:
        - Microlagenaria africana (C.Jeffrey) A.M. Lu & J.Q.Li: nativa da Nigéria e Tanzânia.

      - Momordica L.) (47 espécies na África, regiões tropicais da Ásia, Austrália e naturalizadas no Novo Mundo), entre as quais:
        - Momordica balsamina L.[58][59]
        - Momordica charantia L.
        - Momordica cochinchinensis (Lour.) Spreng.

      - Sinobaijiania C. Jeffrey & W.J. de Wilde (4 espécies na China, Indonésia, Taiwan, Tailândia)
      - Siraitia Merr. (4 espécies na Índia, China, Tailândia, Vietname, Indonésia). Entre as quais:
        - Siraitia grosvenorii (Swingle) A. M. Lu & Zhi Y. Zhang

      - Thladiantha Bunge (25 espécies na Ásia tropical)

  - Tribo Bryonieae
    - Austrobryonia H.Schaef. (4 espécies na Austrália; uma descrita em 2008[60])
    - Bryonia L. (10 espécies na região do Mediterrâneo, Norte de África e Ásia Central)
    - Ecballium A.Rich.: contém apenas uma espécie:
      - Ecballium elaterium (L.) A.Rich.: nativa da região do Mediterrâneo, Norte de África e Ásia Central.

  - Tribo Trichosantheae
    - Subtribo Ampelosicyinae
      - Ampelosicyos Thouars (3 espécies em Madagáscar)
      - Tricyclandra Keraudren: contém apenas uma espécie:
        - Tricyclandra leandrii Keraudren: nativa de Madagáscar.

    - Subtribo Hodgsoniinae
      - Hodgsonia Hook. f. & Thomson (2 espécies, distribuídas desde o nordeste da Índia ao Bornéu)

    - Subtribo Trichosanthinae
      - Gymnopetalum Arn. (4 espécies na China, Indochina, Índia)
      - Trichosanthes L. (100 espécies na China, Índia, Malésia, Austrália), entre as quais:
        - Trichosanthes cucumerina L.

  - Tribo Herpetospermeae
    - Biswarea Cogn.: contém apenas uma espécie:
      - Biswarea tonglensis (C.B.Clarke) Cogn.: nativa da Índia, Mianmar e China.

    - Edgaria C.B. Clarke: contém apenas uma espécie:
      - Edgaria darjeelingensis C.B.Clarke: nativa da Índia, Nepal e China.

    - Herpetospermum Wall. ex Benth. & Hook .f.: contém apenas uma espécie:
      - Herpetospermum pedunculosum (Ser.) C.B.Clarke: nativa da Nepal, Tibete e China.

  - Tribo Schizopeponeae
    - Schizopepon Maxim. (8 espécies na Rússia, Índia, Mianmar, China, Japão)

  - Tribo Luffeae
    - Luffa Mill. (7 espécies na África, Arábia, Ásia, Austrália, América Central e América do Sul), entre as quais:
      - Luffa cylindrica (L.) M.Roem.
      - Luffa operculata (L.) Cogn.

  - Tribo Sicyeae
    - Subtribo Cyclantherinae
      - Brandegea Cogn.: contém apenas uma espécie:
        - Brandegea bigelovii (S.Watson) Cogn.: um endemismo da Baja California.

      - Cyclanthera Schrad. (incl. Cremastopus Paul G.Wilson) (25 espécies, distribuídas desde a América do Norte à Argentina)
      - Echinocystis Torr. & A.Gray: contém apenas uma espécie:
        - Echinocystis lobata (Michx.) Torr. & A.Gray: nativa da América do Norte, naturalizada na Europa.

      - Echinopepon Naudin (incl. Apatzingania Dieterle) (18 espécies, distribuídas desde o Arizona à Argentina)
      - Elateriopsis Ernst (5 espécies na América Central e nas regiões tropicais da América do Sul)
      - Hanburia Seem. (2 espécies no México e Guatemala)
      - Marah Kellogg (7 espécies na América do Norte)
      - Pseudocyclanthera Mart. Crov.: contém apenas uma espécie:
        - Pseudocyclanthera australis (Cogn.) Mart. Crov.: nativa do Paraguai e Bolívia.

      - Rytidostylis Hook. & Arn. (5 espécies na América Central e nas regiões tropicais da América do Sul)
      - Vaseyanthus Cogn.: contém apenas uma espécie:
        - Vaseyanthus brandegeei (Cogn.) Rose: nativa da México.

    - Subtribo Sicyinae
      - Microsechium Naudin (2 espécies no México e Guatemala)
      - Parasicyos Dieterle (2 espécies no México e Guatemala)
      - Sechiopsis Naudin (incl. Pterosicyos Brandegee) (5 espécies no México e Guatemala)
      - Sechium P.Browne (11 espécies na América Central e nas regiões tropicais da América do Sul)
      - Sicyos L. (50 espécies, distribuídas desde a América do Norte à Argentina, Hawaii)
      - Sicyosperma A.Gray: contém apenas uma espécie:
        - Sicyosperma gracile A.Gray: endemismo do Arizona.

  - Tribo Coniandreae
    - Apodanthera Arn. (15  espécies na América do Norte e Na América do Sul)
    - Ceratosanthes Burm. ex Adans. (4 espécies na América Central e nas regiões tropicais da América do Sul)
    - CorallocarpusWelw. ex Benth. & Hook. f. (17 espécies na África, Madagáscar, Índia)
    - Cucurbitella Walp.: contém apenas uma espécie:
      - Cucurbitella asperata (Gillies ex Hook. & Arn.) Walp.: nativa da América do Sul.

    - Dendrosicyos Balf. f.: contém apenas uma espécie:
      - Dendrosicyos socotrana Balf. f.: endemismo do arquipélago de Socotorá.

    - Dieterlea E.J. Lott (2 espécies na América do Norte)
    - Doyerea Grosourdy: contém apenas uma espécie:
      - Doyerea emetocathartica Grosourdy ex Bello: nativa da América central e do norte da América do Sul.

    - Gurania (Schltdl.) Cogn. (35 espécies na América Central e nas regiões tropicais da América do Sul)
    - Guraniopsis Cogn.: contém apenas uma espécie:
      - Guraniopsis longipedicellata Cogn.: nativa do Peru.

    - Halosicyos Mart. Crov.: contém apenas uma espécie:
      - Halosicyos ragonesei Mart. Crov.: nativa da Argentina.

    - Helmontia Cogn. (1 ou 2 espécies nas Guianas e Brasil)
    - Ibervillea Greene (5 espécies no Texas, México, Guatemala)
    - Kedrostis Medik. (20 a 25 espécies nas regiões tropicais e subtropicais da África, Madagáscar, Índia, Sri Lanka, oeste da Malésia)
    - Melothrianthus Mart. Crov.: contém apenas uma espécie:
      - Melothrianthus smilacifolius (Cogn.) Mart. Crov.: nativa do Brasil.

    - Psiguria Neck. ex Arn. (12 espécies na América Central e nas regiões tropicais da América do Sul)
    - Seyrigia Keraudren (4 espécies em Madagáscar)
    - Trochomeriopsis Cogn.: contém apenas uma espécie:
      - Trochomeriopsis diversifolia Cogn.: nativa de Madagáscar.

    - Tumamoca Rose (2 espécies na América do Norte e México):
    - Wilbrandia Silva Manso (5 espécies na América do Sul)

  - Tribo Benincaseae
    - Subtribo Benincasinae
      - Acanthosicyos Welw. ex Benth. & Hook. f. (2 espécies no sul da África)
      - Bambekea Cogn. (2 espécies na África tropical)
      - Benincasa Savi: contém apenas uma espécie:
        - Wachskürbis (Benincasa hispida (Thunb.) Cogn.): nativa da Ásia e Austrália.

      - Borneosicyos W.J.de Wilde: contém apenas uma espécie:
        - Borneosicyos simplex W.J.de Wilde: nativa da Indonésia e Sabah.

      - Cephalopentandra Chiov.: contém apenas uma espécie:
        - Cephalopentandra ecirrhosa (Cogn.) C.Jeffrey: nativo das regiões tropicais e subtropicais da África.

      - Citrullus Schrad. (3 espécies nas regiões tropicais e subtropicais da África)
      - Coccinia Wight & Arn. (30 espécies nas regiões tropicais e subtropicais da África, Ásia)
      - Cogniauxia Baill. (2 espécies na África tropical)
      - Ctenolepis Hook. f. (2 espécies nas regiões tropicais e subtropicais da África, Índia)
      - Dactyliandra (Hook. f.) Hook. f. (2 espécies nas regiões tropicais e subtropicais da África, Índia)
      - Diplocyclos (Endl.) Post & Kuntze (4 espécies nas regiões tropicais e subtropicais da África, Ásia)
      - Eureiandra Hook. f. (8 espécies nas regiões tropicais e subtropicais da África)
      - Indomelothria W.J. de Wilde & Duyfjes (2 espécies no Sueste Asiático)
      - Khmeriosicyos W.J. de Wilde & Duyfjes: contém apenas uma espécie:
        - Khmeriosicyos harmandii W.J. de Wilde & Duyfjes: endemismo do Cambodja.

      - Lagenaria Ser. (6 espécies nas regiões tropicais e subtropicais da África, Ásia), entre as quais:
        - Lagenaria siceraria (Molina) Standley

      - Lemurosicyos Keraudren: contém apenas uma espécie::
        - Lemurosicyos variegata (Cogn.) Keraudren: nativa de Madagáscar.

      - Neoachmandra W.J. de Wilde & Duyfjes (30 espécies na África, Austrália e ilhas do Pacífico)
      - Nothoalsomitra I. Telford (apenas uma espécie nas regiões tropicais da Austrália):
        - Nothoalsomitra suberosa (F.M.Bailey) I.Telford

      - Papuasicyos Duyfjes: contém apenas uma espécie:
        - Papuasicyos papuanus (Cogn.) Duyfjes: nativa da Papua-Nova Guiné.

      - Peponium Engl. (20 espécies na África tropical, Madagáscar)
      - Praecitrullus Pangalo: contém apenas uma espécie:
        - Praecitrullus fistulosus (Stocks) Pangalo: nativa da Índia e Paquistão.

      - Raphidiocystis Hook. f. (5 espécies na África tropical, Madagáscar)
      - Ruthalicia C.Jeffrey (2 espécies na África tropical)
      - Scopellaria W.J. de Wilde & Duyfjes (2 espécies no Sueste Asiático)
      - Solena Lour. (3 espécies na China, Indochina, Índia)
      - Trochomeria Hook. f. (8 espécies nas regiões tropicais e subtropicais da África)
      - Urceodiscus W.J. de Wilde & Duyfjes (7 espécies na Nova Guiné)
      - Zombitsia Keraudren: contém apenas uma espécie:
        - Zombitsia lucorum Keraudren: nativa de Madagáscar.

    - Subtribo Cucumerinae
      - Cucumeropsis Naudin: contém apenas uma espécie:
        - Cucumeropsis mannii Naudin: nativa das regiões tropicais da  África.

      - Cucumis L. (52 espécies na África, Madagáscar, Ásia até ao norte da Austrália; inclui Cucumella Chiov. (11 espécies), Dicoelospermum C.B.Clarke (1 espécie), Mukia Arn. (6 espécies), Myrmecosicyos C.Jeffrey (1 espécie) e Oreosyce Hook. f. (1 espécie), em 2007 transferida para Cucumis[61])
      - Melancium Naudin: contém apenas uma espécie:
        - Melancium campestre Naudin: nativa do Brasil.

      - Melothria L. (10 espécies nas regiões tropicais da América Central e da América do Sul)
      - Muellerargia Cogn. (2 espécies em Madagáscar, na Malásia e em Queensland)
      - Posadaea Cogn.: contém apenas uma espécie:
        - Posadaea sphaerocarpa Cogn.: nativa da América Central e do Sul.

      - Zehneria Endl. (25 espécies nas regiões tropicais e subtropicais da África, Madagáscar, Ásia)

  - Tribo Cucurbiteae
    - Abobra Naudin: contém apenas uma espécie:
      - Abobra tenuifolia (Gillies ex Hook. & Arn.) Cogn.: nativa da América do Sul.

    - Anacaona Alain: contém apenas uma espécie:
      - Anacaona sphaerica Alain: endemismo da República Dominicana.

    - Calycophysum H.Karst. & Triana (5 espécies, distribuídas da Colômbia à Bolívia)
    - Cayaponia Silva Manso (60 espécies distribuídas desde a América do Norte à Argentina, oeste da África, Madagáscar)
    - Cionosicys Griseb. (3 espécies na América Central, Jamaica)
    - Cucurbita L. (20 espécies, distribuídas desde a América do Norte à Argentina)
    - Penelopeia Urb.: contém apenas uma espécie:
      - Penelopeia suburceolata Urb.: um endemismo da República Dominicana.

    - Peponopsis Naudin (1 espécie no México):
      - Peponopsis adhaerens Naudin

    - Polyclathra Bertol. (1 espécie, com ocorrência desde o México ao Panamá):
      - Polyclathra cucumerina Bertol.

    - Schizocarpum Schrad. (6 espécies do México)
    - Selysia Cogn. (4 espécies da Nicarágua ao Peru)
    - Sicana Naudin (1 espécie, distribuída do México ao Panamá)
      - Sicana odorifera Naudin

    - Tecunumania Standl. & Steyerm. (1 espécie na América Central):
      - Tecunumania quetzalteca Standl. & Steyerm.

## Géneros no Brasil
No Brasil ocorrem cerca de 30 géneros distribuídos em todos os estados e em todos os domínios fitogeográficos: amazônia, caatinga, cerrado, mata atlântica, pampa e pantanal. Os géneros presentes são os seguintes:
| Apodanthera   | Gurania           | Pteropepon,  |
| Cayaponia     | Helmontia         | Rytidostylis |
| Ceratosanthes | Lagenaria         | Sechium      |
| Citrullus     | Luffa             | Selysia      |
| Cucumis       | Melothria         | Sicana       |
| Cucurbita     | Melothrianthus    | Sicydium     |
| Cyclanthera   | Momordica         | Sicyos       |
| Echinocystis  | Posadaea          | Siolmatra    |
| Echinopepon   | Pseudocyclanthera | Tricosanthes |
| Fevillea      | Psiguria          | Wilbrandia   |

## Galeria

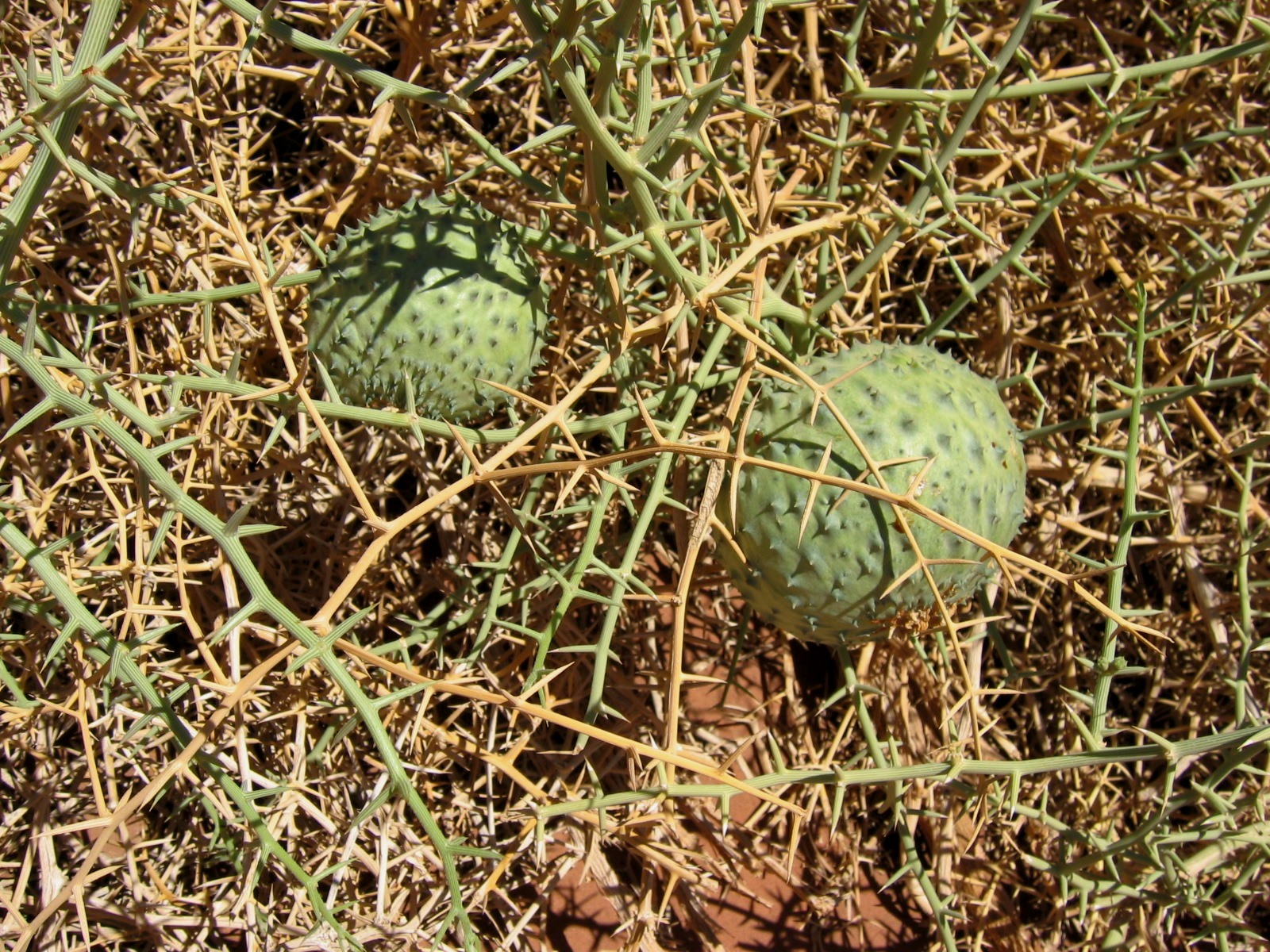
Acanthosicyos horridus
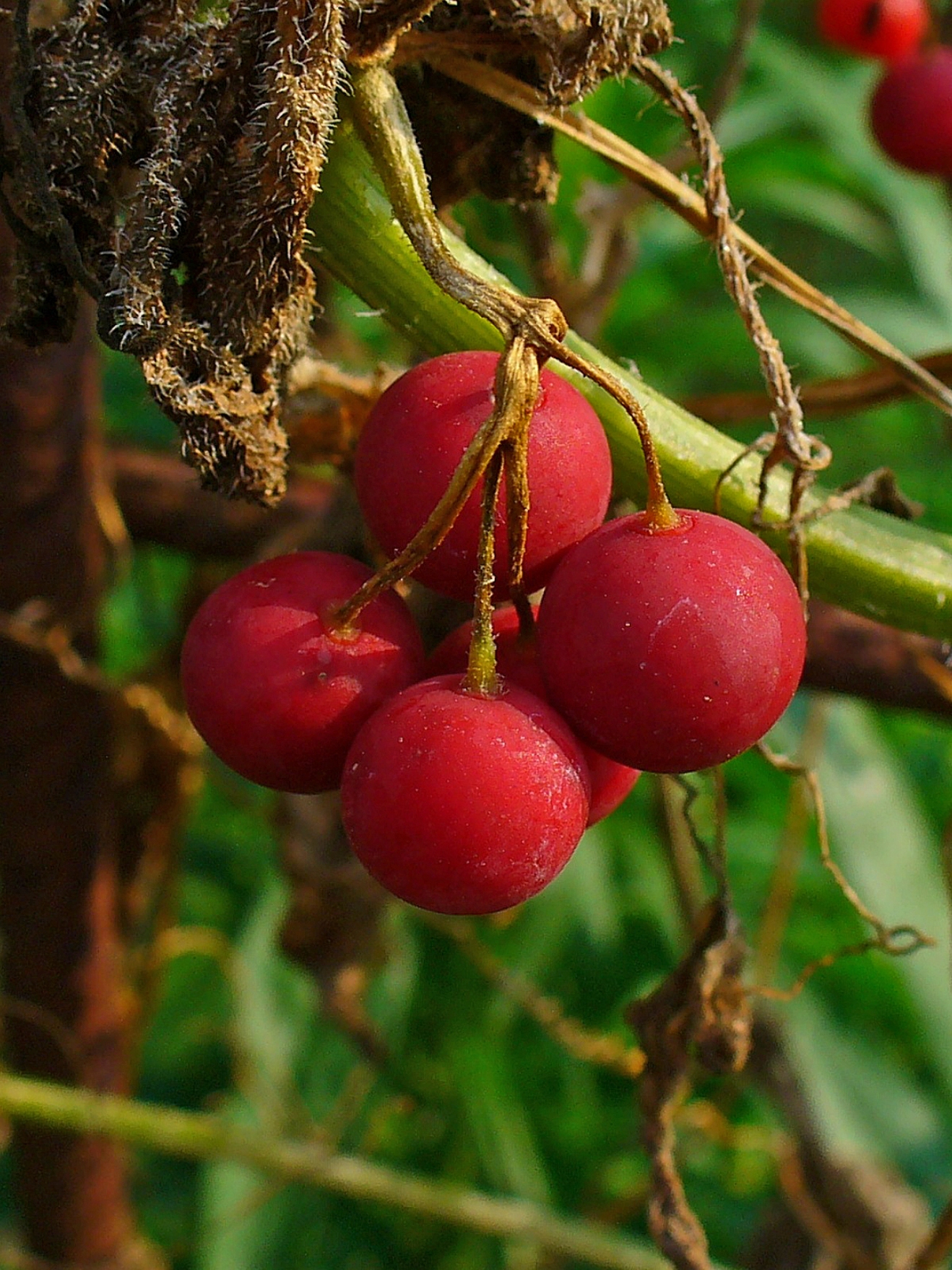
Bryonia dioica
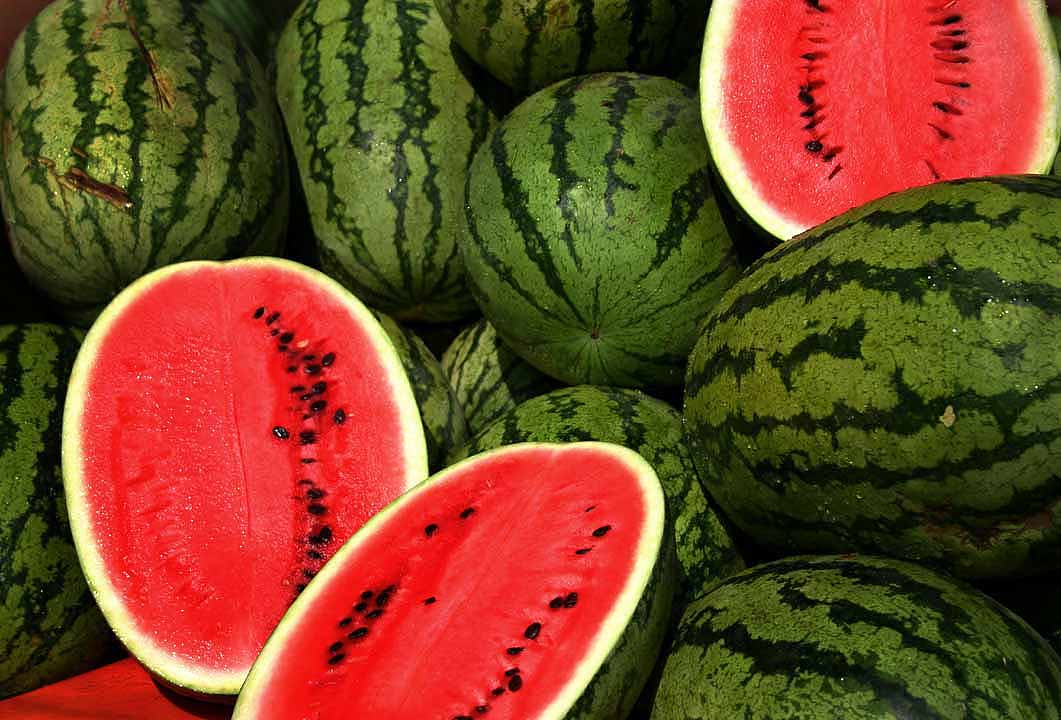
Citrullus lanatus
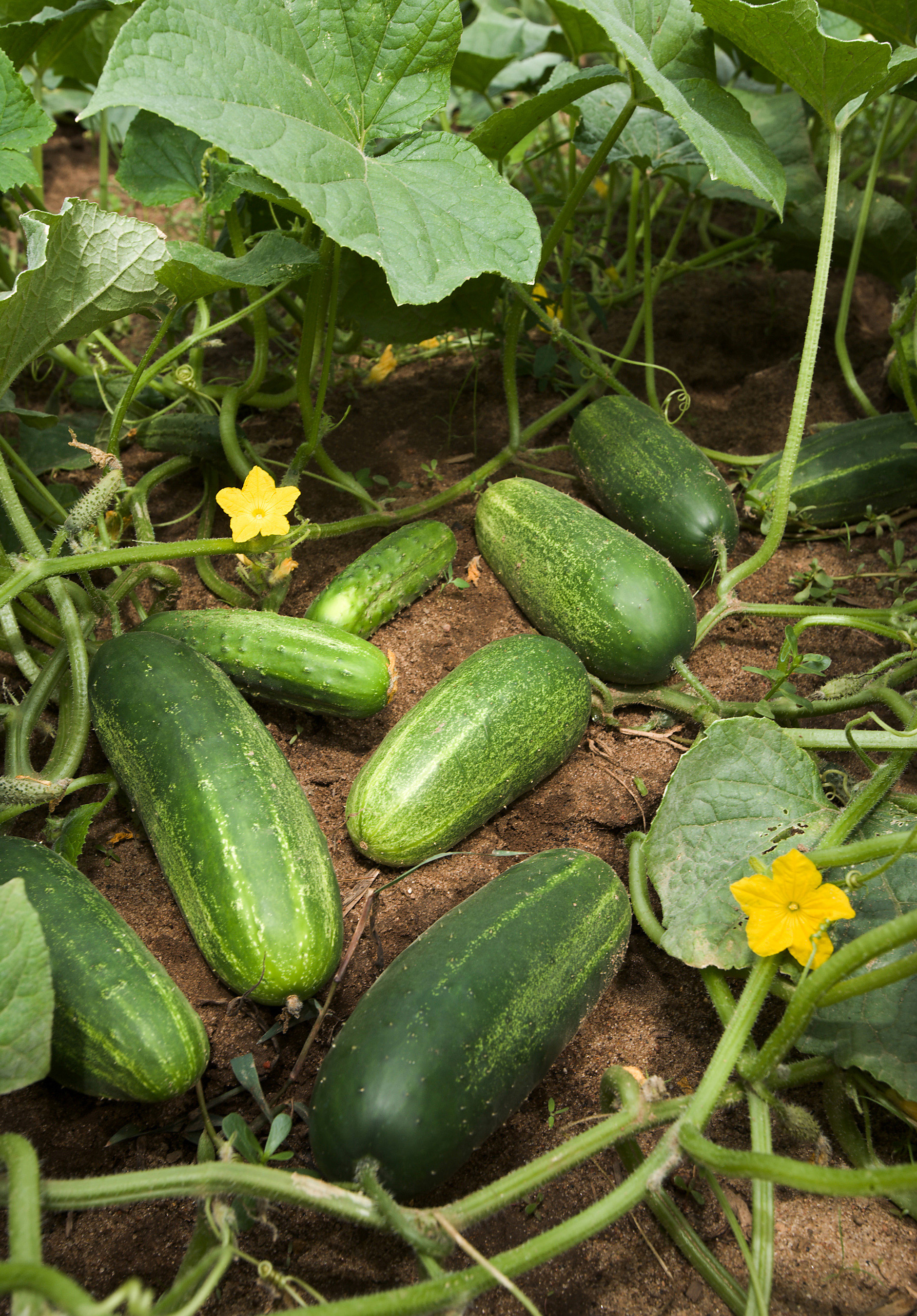
Cucumis sativus
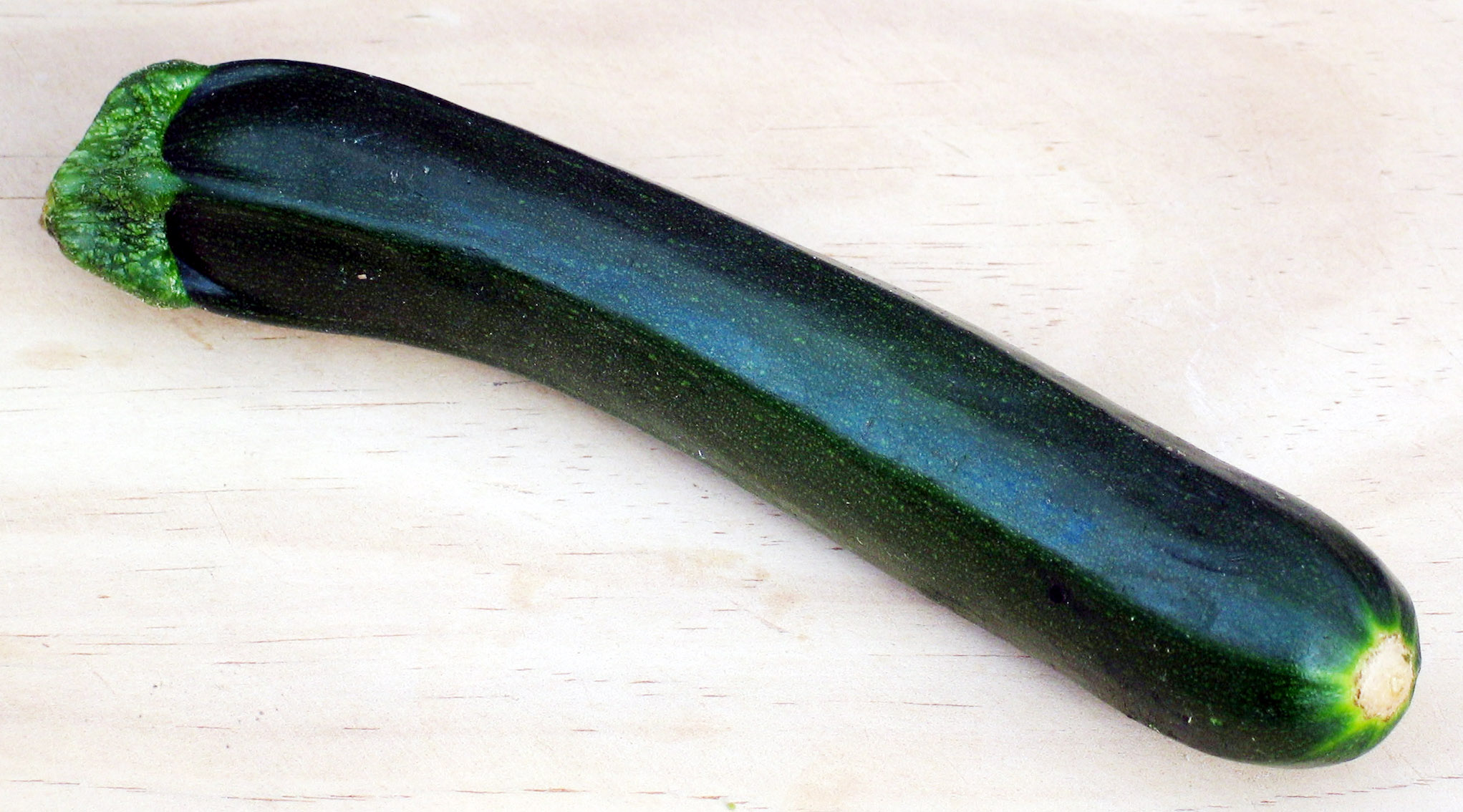
Cucurbita pepo
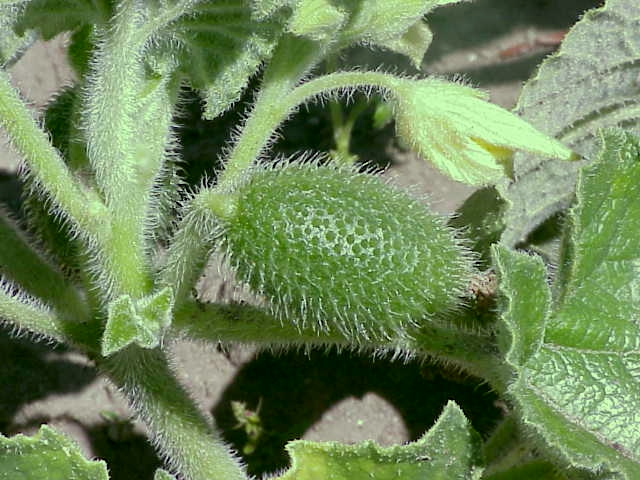
Ecballium elaterium
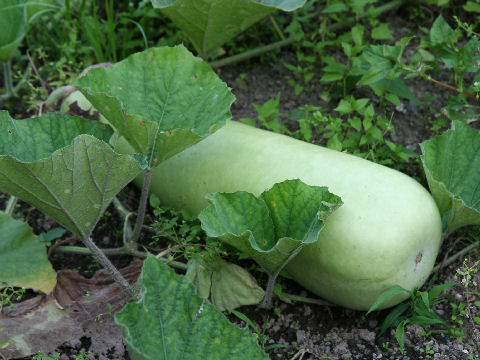
Lagenaria siceraria
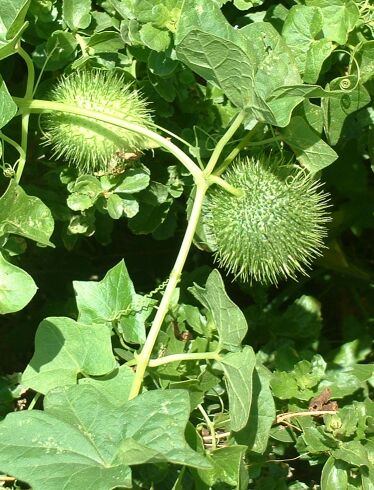
Marah fabacea
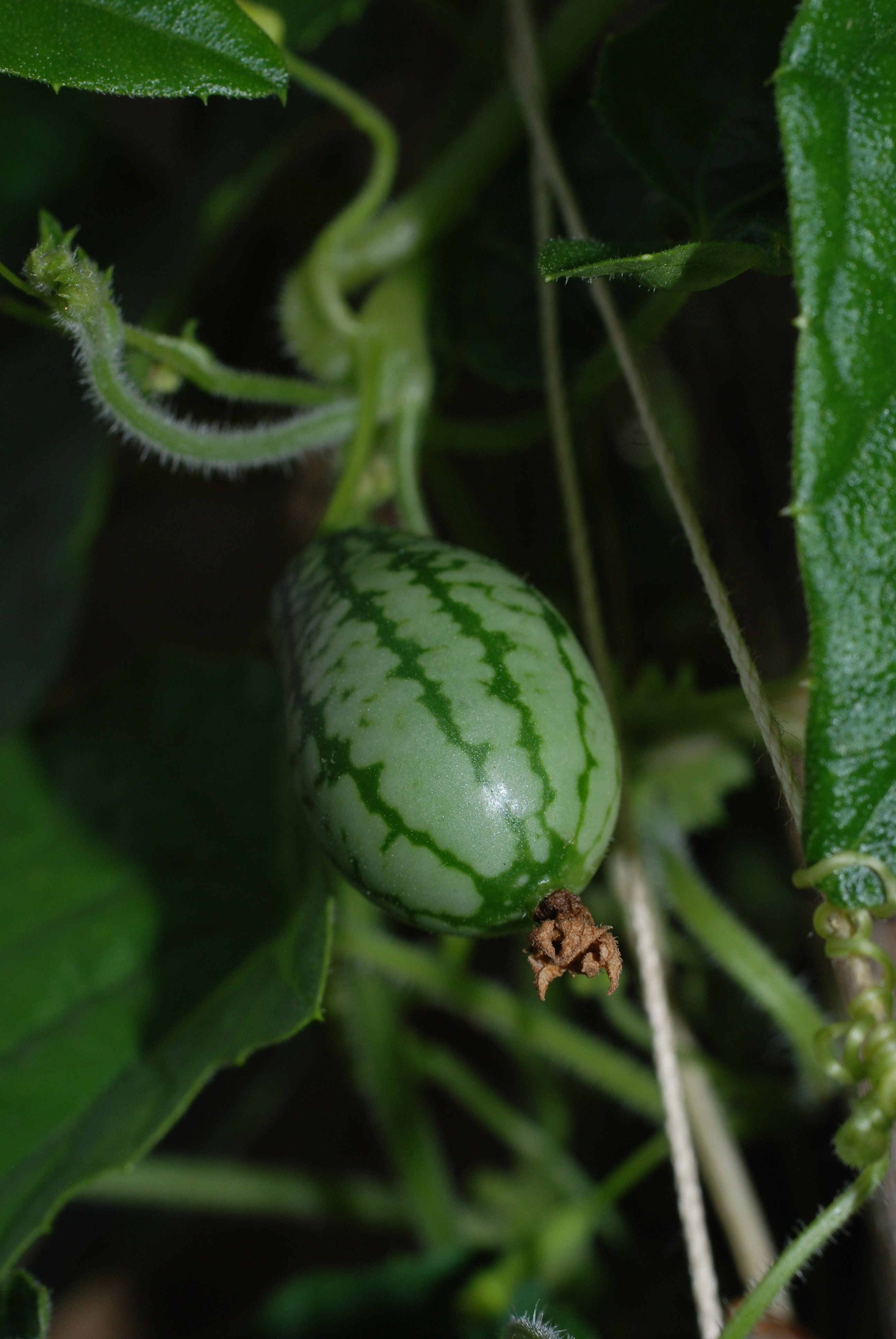
Melothria scabra
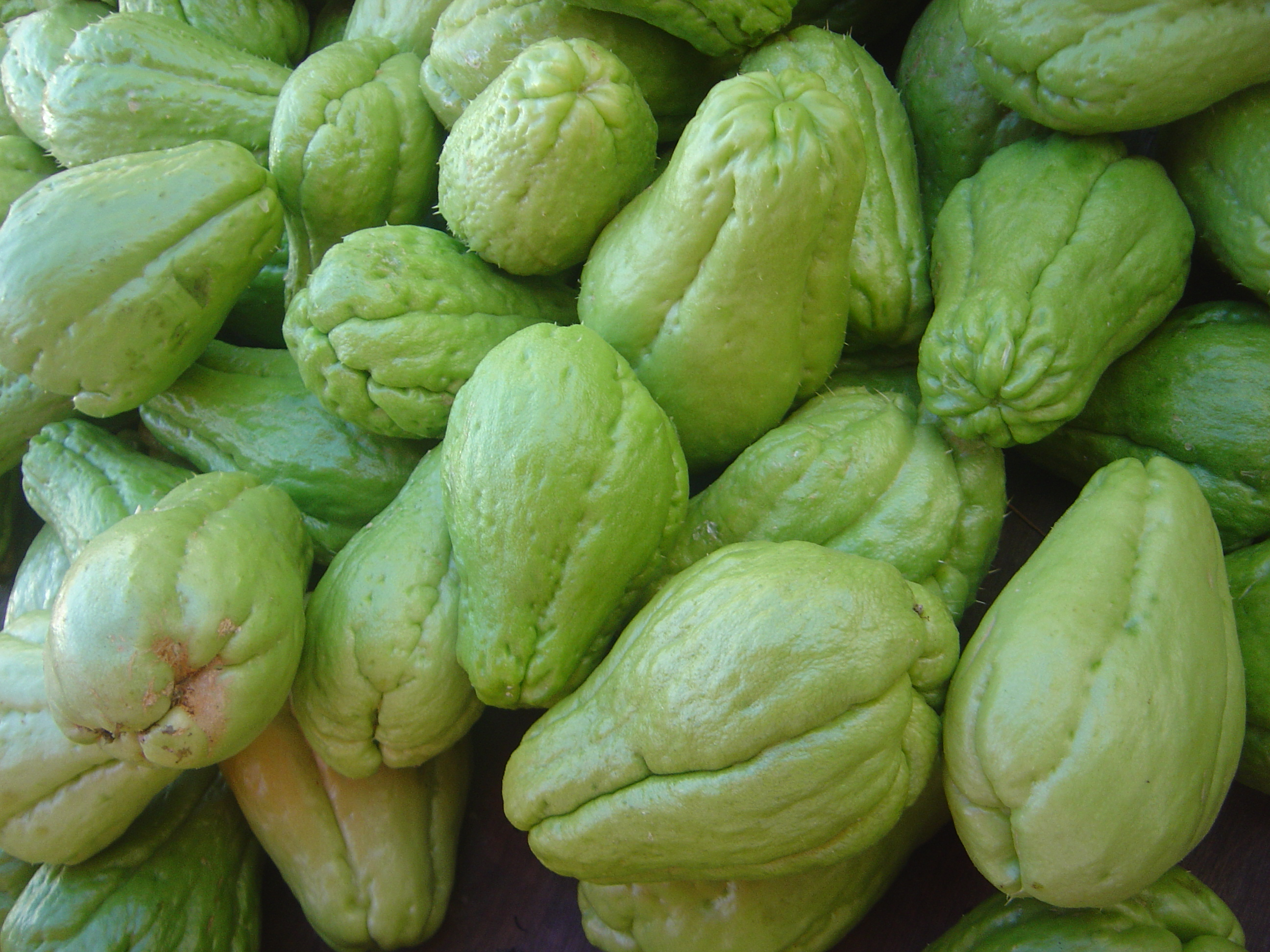
Sechium edule
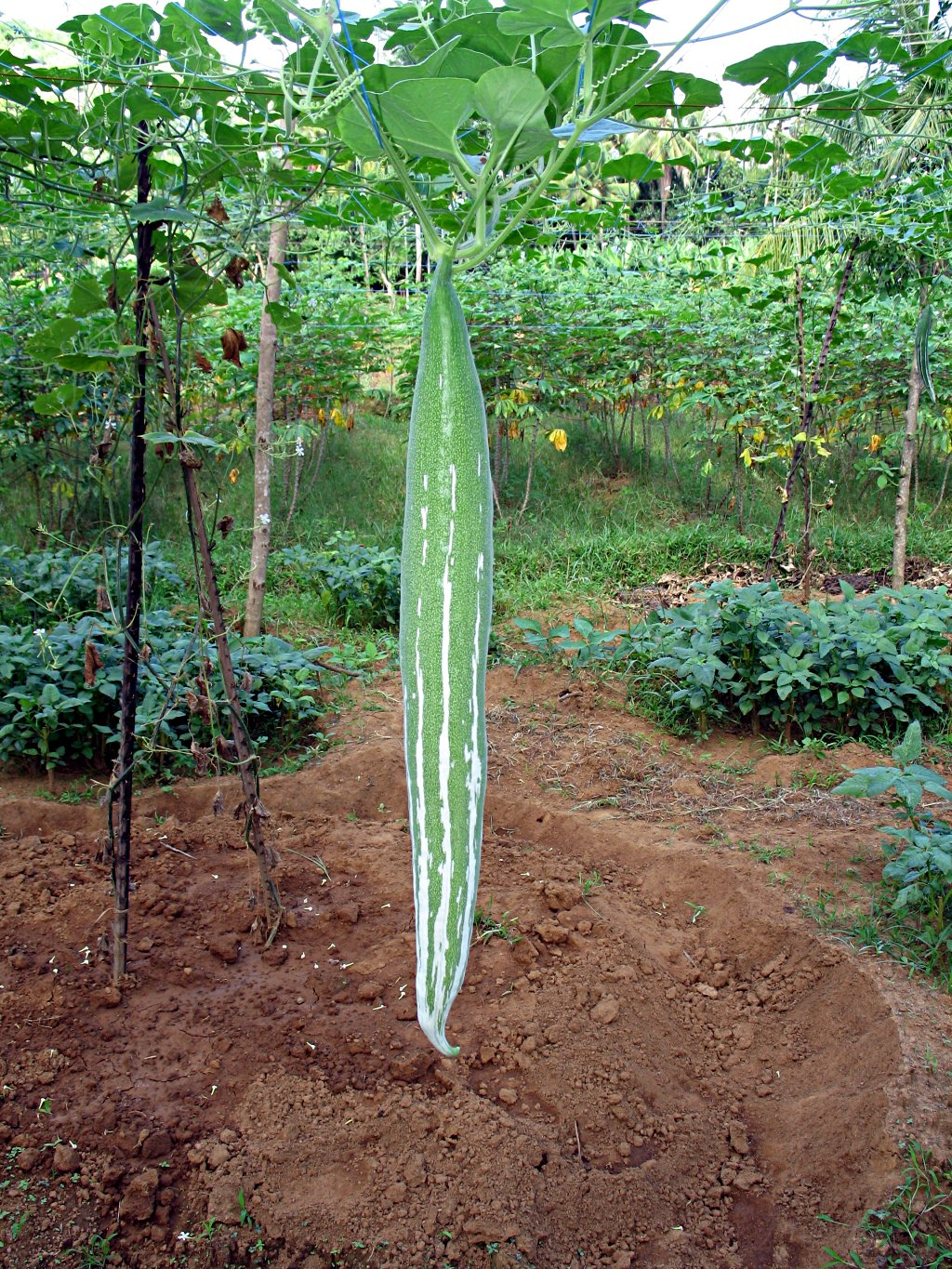
Trichosanthes cucumerina
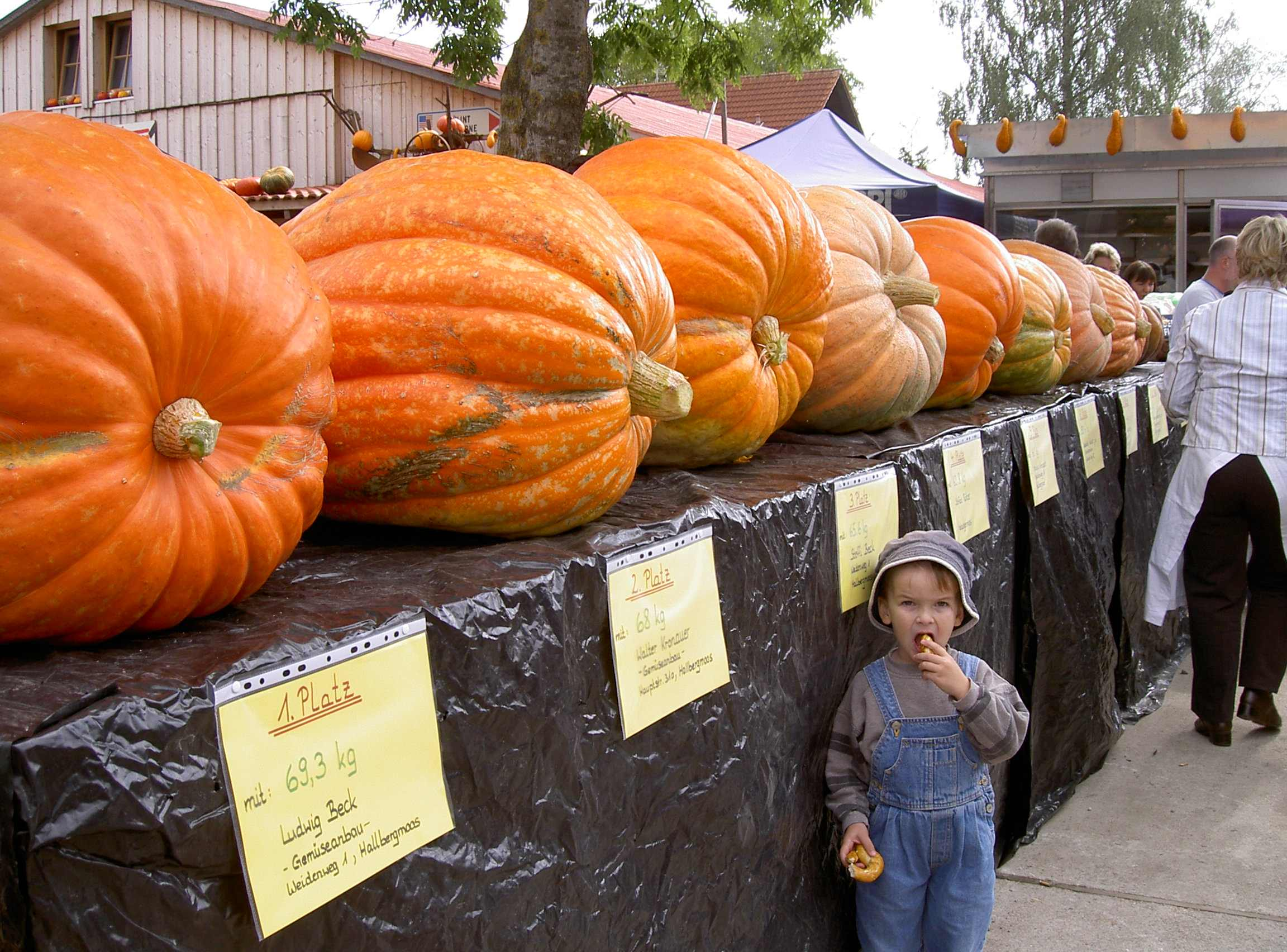
Abóboras.
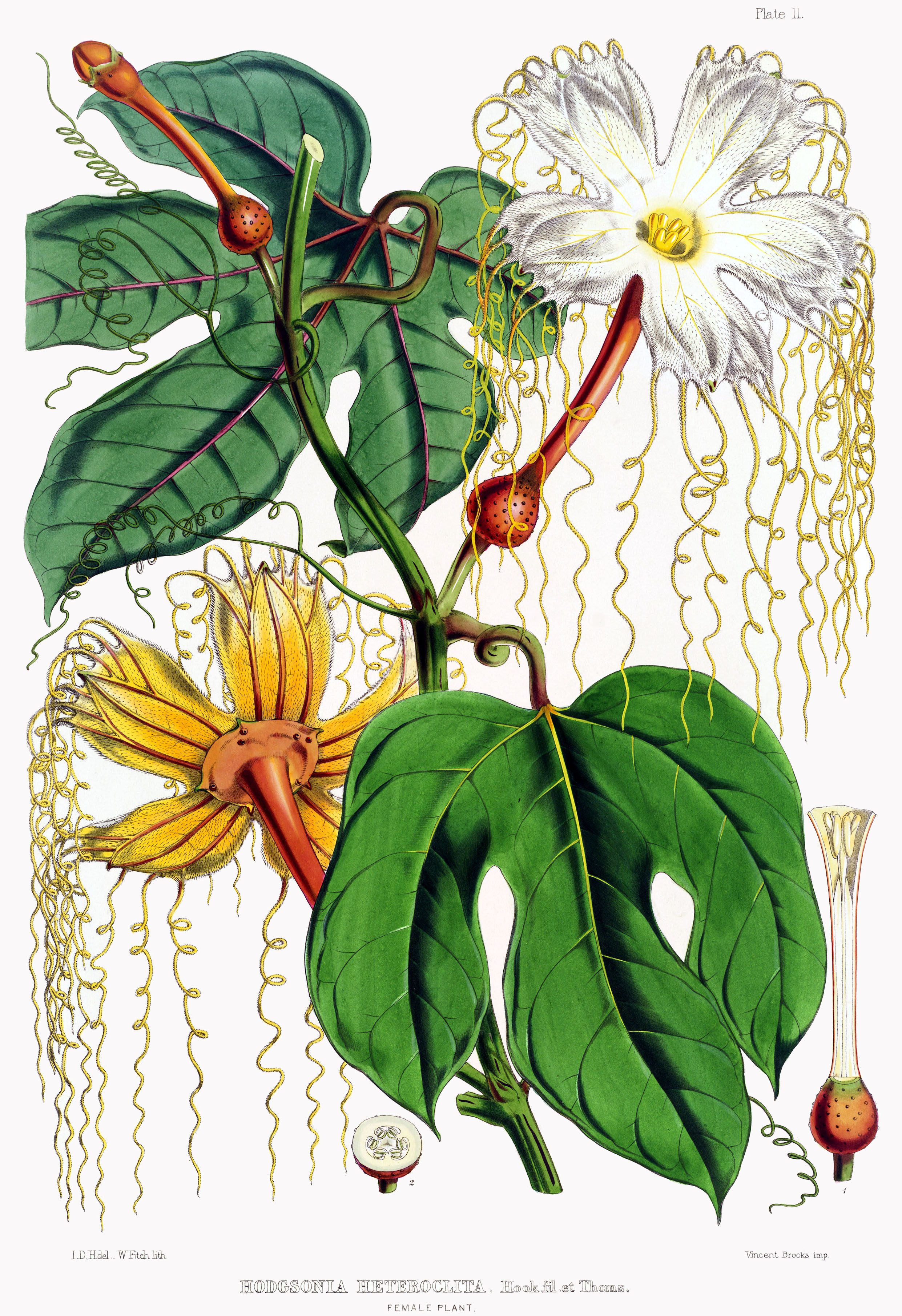
Hodgsonia heteroclita.
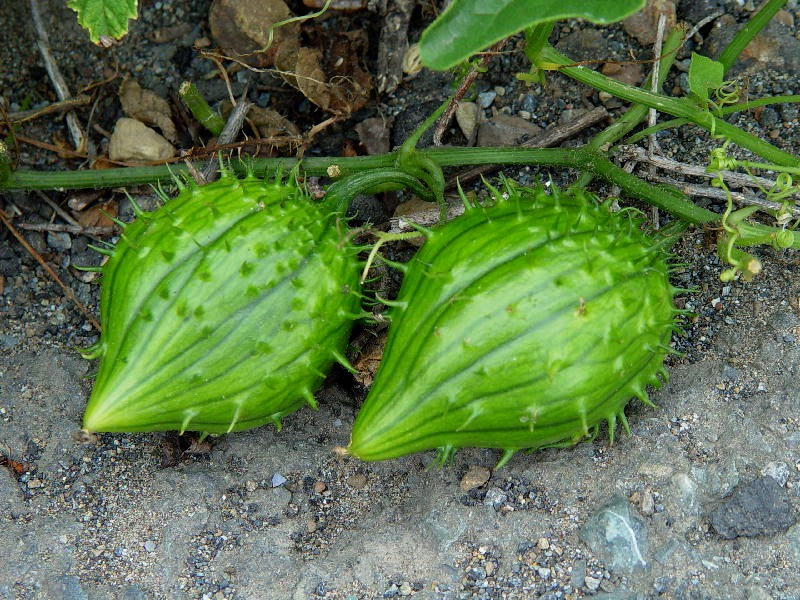
Marah oreganus.
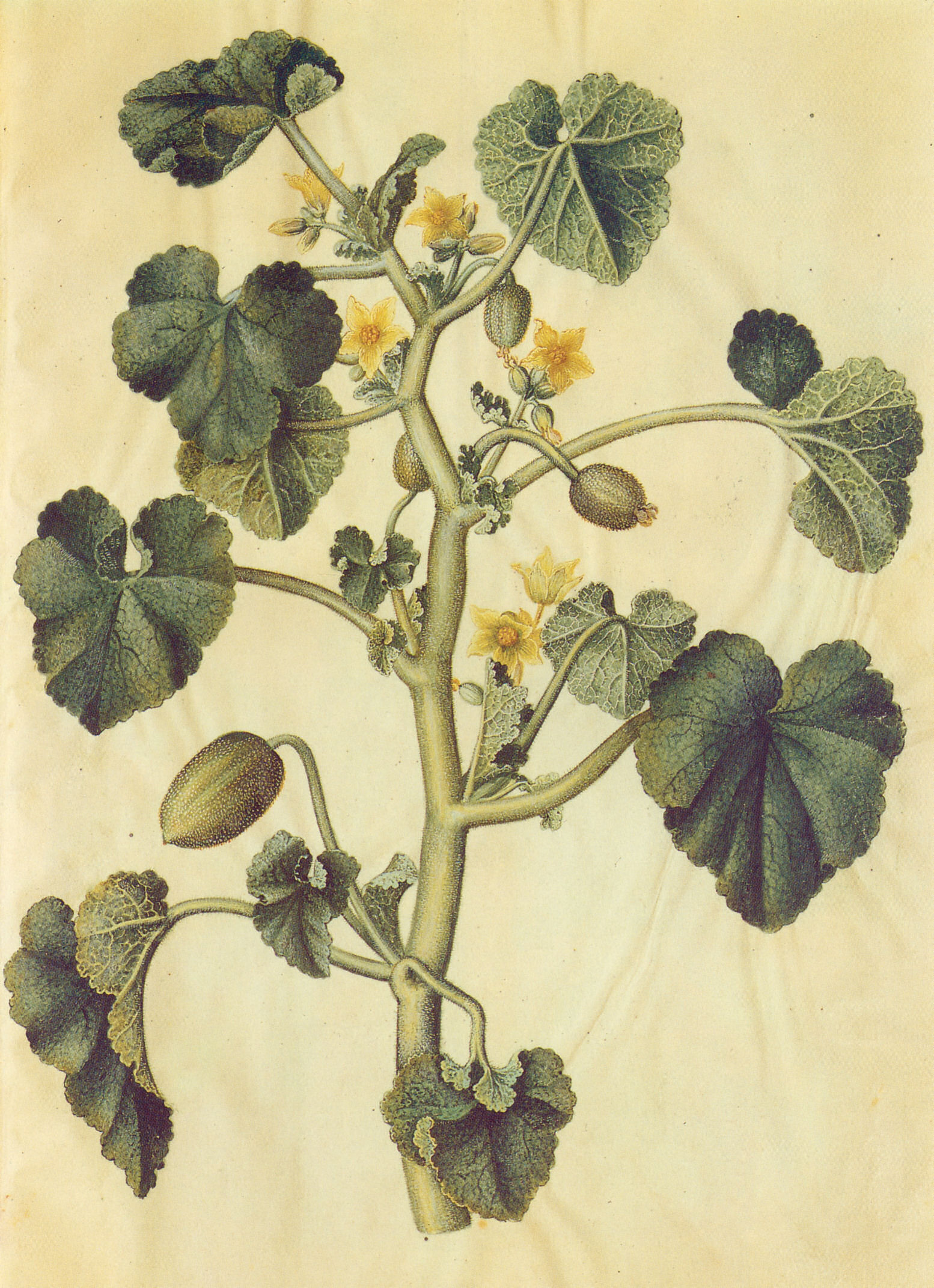
Ecballium elaterium.